# 林原惠
林原惠（日语：／ Hayashibara Megumi，1967年3月30日—），日本女性配音員、歌手、廣播主持人、作詞家（MEGUMI名義）、散文家、作家。暱稱（中譯惠小姐）、（惠姐）、「閣下」及「食料大臣」。
出身於東京都北區。Woodpark Office所屬。身高156cm。O型血。
出道以來長年一直作為人氣聲優活躍於各個領域，是第三次聲優熱潮起源最具代表性的人物。尤其在歌手活動中，她是第一位與唱片公司簽訂專屬合約的聲優。確立了聲優歌手的地位。
代表作有《新世紀福音戰士》（綾波零）、《寶可夢／神奇寶貝》（武藏）、《亂馬½》（早乙女亂馬〈女亂馬〉）、《秀逗魔導士》（莉娜·因巴斯）、《名偵探柯南》（灰原哀／宮野志保）、《通靈王》（恐山安娜）、《星際牛仔》（菲·瓦倫坦）。

## 簡歷
（※ 對於#活動政策・#逸事・#演出・#音樂作品・#著作物，請參閱相應部分。）

### 出道前
林原惠從小看電視動畫《小甜甜》夢想將來要成為一名護士，然後又看了有空服員的作品，覺得將來當一名空服員也不錯。
小學時期，林原惠觀賞電影《再見了，宇宙戰艦大和號 愛的戰士們》第一次意識到扮演角色的「配音員」的存在。之後，她對配音員這個職業開始感到興趣。在小學時參加《銀河鐵道999》相關的活動。在活動會場時，代替未出席的池田昌子，挑戰出演梅德爾這角色，並得到了野澤雅子的好評。幾年之後，於同作者松本零士的作品《翡翠皇后》決定演出時，她說她很感動。
高中時期，林原惠就決定了自己的將來出路，但由於父親當年生過病，而她又想找到一份工作，所以一開始她決定考取國家資格，成為一名護士，作為一條現實的道路。然而，她去遞交申請的時候，卻被護理學校接待人員憮然的態度激怒，而為了參加考試她去書店翻閱一直在告誡自己的漫畫時，看到了ARTSVISION聲優免費培訓試鏡廣告，一氣之下就申請了。然後在約600人的試鏡會上不僅表現出色，還將買來的橘子分給每位審查委員，讓審查委員對她留有「橘子之子」相當深刻的印象，作為ARTSVISION附屬培訓學校日本播音演技研究所的第1期特待生通過（但本人卻沒有察覺到）。為此，她遵從父母「想當聲優，需從護理學校畢業並取得全職護士」的條件，從1985年起一邊上護理學校，一邊在聲優培訓學校接受訓練，三年後正式取得全職護士的執照。

### 聲優（配音員）
1986年，林原惠在護理學校和配音訓練學校學習期間，於《相聚一刻》（第1話）飾演幼稚園園童B和鄰里女人（在後期錄製工作和動畫登場順序中，鄰里女人（只有聲音）更早）。然而，大部分的公開資料和本人聲明說幼稚園園童B的角色才是她的出道作）。但是，在《相聚一刻》之前，本人稱早已擔任過與「德間書店9月新書」相關廣告和「有橫山康出現的節目」的旁白。出道一段時間後，她得到音響監督斯波重治及前輩神谷明和千葉繁的指導，同時為許多路人角色獻聲，其實力有所提升。關於同時擔任培訓學校講師的千葉繁，在自身隨筆集《林原惠的角色故事：奮鬥到底》中寫道「（於相聚一刻後期錄音期間），我能夠坐在他旁邊，在接受建議（中略）時，他給了我OK」，表達對千葉繁的感謝。
1988年，林原惠以《魔神英雄傳》的忍部火美子第一次獲得要角。由於第1話錄音工作與護理學校畢業典禮的日程有所重疊，因此發生連新人都進行了摘錄的事件。此時，還確定將常駐演出其他三部作品（《小松君》、《燃燒吧！哥哥》及《昆蟲戰士》），在完成這些錄音工作後，她利用空閒的時間在私立醫院兼差當護士。後來在導演和前輩的建議下，辭去了兼職護士的工作，全心地投入在配音事業上。
1989年，林原惠為《亂馬½》的早乙女亂馬〈女生型態〉（女亂馬）獻聲，但在試鏡中她得到了天道茜的角色。包括上面提到的忍部火美子在內，至1980年代末期她已經聲演很多要角，成為了她後來走紅的立足點。
1990年，三麗鷗彩虹樂園在東京都多摩市開業。從此以後，她為該樂園大部分其它作品的第4代配音員，負責為凱蒂貓獻聲。並為同年播出的NHK教育節目《滿滿的朋友》的「空見醬」和國際花與綠博覽會上的「小花帽」等許多吉祥物角色獻聲。很顯然的，不能宣布她是凱蒂貓的配音員，在廣播節目上只能含糊地說「我當過白貓的隨從」。她擔任凱蒂貓這個角色長達33年，至2023年為止，並在同年卸任。卸任時，她在部落格上公開說出自己已經擔任多年。
1995年，林原惠為《新世紀福音戰士》的綾波零和《秀逗魔導士》的莉娜·因巴斯獻聲。尤其在綾波零之前，與自身往常演的活潑角色與衆不同也引發了熱議。
1997年起在《寶可夢／神奇寶貝》除了常駐擔演火箭隊的武藏之外，並幫許多寶可夢的叫聲獻聲。「好討厭的感覺呀～！」這句台詞由飾演火箭隊三人組的配音員即興創作，被採用之後成為每次戰鬥中被擊敗時的口頭禪。
1998年3月於生日這天宣布結婚。兩天後在她本身的廣播節目《東京不羈夜》公開錄音的舞台上突然身著婚紗以結婚進行曲作為背景配樂亮相。對象是小她3歲的公司職員，讓粉絲大吃一驚。4月5日開播時介紹了這段公開錄音同時由本人再次向觀眾報告。這也是先向粉絲報告的態度，為此目的在哪穿婚紗等都是傳達林原惠她很重視粉絲的善意而播放的。至於她婚紗照中的這件婚紗是繼承了以前佐久間玲和日高範子而穿的。
1999年為《名偵探柯南》的灰原哀獻聲。之所以指定她因為原作者青山剛昌的弟弟是《新世紀福音戰士》的粉絲。
1999年6月為了管理其個人的行程，退出原所屬事務所ARTSVISION，成立個人事務所Woodpark Office（Wood為林、Park為原）。
2002年10月首次在富士電視台電視劇《世界奇妙物語》秋天特集「讓我聽你的聲音」中純聲音扮演篠原美雪。
2004年1月在廣播節目中宣布懷孕。6月生下一個女兒。當時也被雅虎日本的新聞主題和體育報紙報導。而6月、7月這兩個月產假期間，《神奇寶貝》的武藏由平松晶子代演，廣播節目由保志總一朗和日高範子代班主持。
作為配音員的她有著豐富的經驗，而對於女性來說，林原惠演過的角色範圍很廣，有女童到少女可愛又活潑的角色，與之形成鮮明對比的沉默又神秘的角色，甚至是冷酷的熟女，以及少年和只出叫聲的動物。林原惠因為揣摩角色是採用「把角色設定或形象套在自己身上」，所以她常稱自己是「請角色上身的配音員」（板子配音員（イタコ声優））。
將來夢想是「當我成為祖母時，我會演祖母的角色。在那之前，即使是一年一次，我也願意參與這項工作」，在接受採訪時，她表示想要長期繼續從事配音的工作。
林原惠在雜誌《Animage》舉辦的Animage Granprix（動畫大獎賽）聲優專欄總共獲得12次第一名的榮譽。

### 歌手
林原惠身為配音員也是歌手。其中她在1991年3月至2019年3月是King Records（Star Child → KING AMUSEMENT CREATIVE）的旗下歌手。由於所屬廠牌的原因，她經常以自身的名義發行單曲CD作為King Records動畫的主題曲和插入歌，其風格是將歌曲與作品世界觀和角色形象給粉絲的信息交織在一起為特徵。另一方面，Victor Entertainment、古倫美亞音樂娛樂、Pony Canyon等其他廠牌發行的歌曲並沒有記載林原惠本人的名字，僅限於以角色名義作為角色歌曲參與。
辛島美登里（作詞、作曲）、岡崎律子（作詞、作曲）、有森聰美（作詞）、松葉美保（作詞）、木本慶子（作詞）、Mamie D. Lee（英語作詞）、佐藤英敏（作曲）、高橋剛（作曲、編曲）、長谷川智樹（作曲、編曲）、岩本正樹（作曲、編曲）、Vink的大平勉與矢吹俊郎（作曲、編曲）、五島翔（編曲）、添田啓二（編曲）等人提供給林原惠很多首曲子。其中在作曲方面，2000年以前與佐藤英敏合作，2001年以後與高橋剛合作較多。
她歌手活動的契機是OVA《機動戰士鋼彈 0080：口袋裡的戰爭》。於該作品飾演女主角時第一次在活動中代替負責主題曲的椎名惠（後來的King Records常務董事）在活動中表演唱歌時，被當時的製作人大月俊倫（後來King Records的常務董事）試聽發現了她有成為歌手的天賦。因此第一首以林原惠名義推出的歌曲是「黎明的流星」。之後，林原惠的第一張單曲CD《約定好的喲》（Polydor Records，1989年5月25日）、迷你專輯《PULSE》（Youmex、東芝EMI（現環球音樂LLC），1990年2月28日），角色歌曲「November Rain」（Pony Canyon，1991年1月21日）和其他二重唱CD，以及由多家唱片公司發行的單曲《七彩的運動鞋》（1991年3月5日）的成功將引導之後的活動。
原本林原惠並沒有立志要成為歌手，而且在1980年代後期以配音員投入歌手活動極為罕見，她在歌手活動中其實是相當消極的，但經由King Records的製作人大月俊倫的遊說下。從那以後她的活躍受到矚目，據說林原惠透過配音員和唱片公司的專屬合約開始了正式的歌手活動這已經很普遍了。1990年代是主流歌手的J-POP的CD市場巔峰時期，但作為小流派的聲優歌曲卻接二連三地登上排行榜榜首，而這成功給了後進的配音員們一個積極從事歌唱活動的機會。因此奧井雅美曾說她在業界被稱為「配音界的美空雲雀」。
作為上述的一個具體例子，林原惠在oricon的排行榜上，身為一名專職配音員及以聲優本人或獨唱的名義推出了許多與CD相關的唱片。在排名方面，她以單曲《Give a reason》成為第一位進入單曲首週前10名（第9名）的配音員，另外《Northern lights》首先創下單曲榜首週登榜第3名的成績。在專輯方面，她也以其專輯《SPHERE》成為第一位進入專輯首週前10名（第8名）的配音員，另外《Bertemu》首先創下首週登榜第3名的成績。這是單曲和專輯有史以來的第一個也是最高的記錄。在銷量方面，《don't be discouraged》依然是唯一一首作聲優首週銷量超過10萬張的單曲，專輯《Irāvatī》創下了聲優專輯的首發銷量和累計銷量之冠。並在所有CD的總銷量中仍位居榜首。此外，單曲《櫻花綻放》和專輯《CHOICE》均以聲優身份第10次進入oricon的週榜前10名。
除了CD之外，其單曲《到集中的花園》在完整電話鈴聲的大型企業網站RecoChoku的2009年度「全動畫/遊戲」類別中排名第一（總合是第67名），接著《集結的命運》也入圍2010年度第2名。尤其《到集中的花園》在2009年5月下載次數達到10萬次（金牌認證），2010年6月下載次數上升到25萬次（白金認證），2015年1月下載次數再上升至50萬次（雙白金認證），對身為配音員進行獨自獻唱的她而言這是歷史上第一次。此外，另一首單曲《集結的命運》也在2011年1月下載次數達到10萬次（金牌認證）。
2019年3月，因本人意願與King Records終止專屬合約。King Records方面也理解當事人的意圖，並圓滿地合約終止。
2019年7月，由Sony Music發行的《傀儡馬戲團》原聲CD收錄的「白銀搖籃曲」被King Records以外的唱片公司時隔28年首次歸功於林原惠的名義。
2021年3月30日，所有歌曲的數位音樂下載（訂閱）在她的生日當天解除。

### 廣播主持相關
多年來，她一直擔任自己主持的冠名節目，包括《林原惠的心路小站》（以下簡稱《HS》。於1991年10月5日至2015年3月28日在關西電台播出）和《林原惠的東京不羈夜》（以下簡稱《TBN》。自1992年4月11日起在TBS電台播出）。
上述這些節目是繼《mami的RADI通訊》和《範子與伸太的動畫爭霸》之後，以配音員為主持人的動畫電台中播放時間第二長的廣播節目，《HS》和《TBN》分別在於2010年11月27日和2011年6月26日達到播放1000回。由於動畫電台其性質是很多事情都會在短時間內結束，因此沒有配音員在每週播出的兩個節目（再加上林原惠的情況下都在同時運行）中播出超過1000回的例子，林原惠即是第一個例子。所以她的節目各在播放達成100回時，都會進行公開錄音作為紀念，及經過明信片嚴格抽選後，將免費邀請粉絲參加活動。此外，雖然每個節目都有一個CUE脚本，但它是在沒有腳本或編輯的情況下錄製的。
2001年3月，《TBN》憑藉長期保持收聽率第一的成績，榮獲TBS廣播的金話筒獎。從那以後，它作為一個受歡迎的節目展示了其存在的證明，儘管在1990年代受第三次聲優熱潮的影響，許多動畫電台節目在TBS廣播中播出，但截至2011年，《TBN》是TBS廣播上唯一的動畫電台節目。
除了《HS》和《TBN》之外，林原惠還負責過其它的節目，有一段時間她每週負責最多4個節目，其中2個是常駐節目，在廣播收聽率接近時，因為廣播相關節目也要有人氣，就需要到其他廣播節目頻繁去當來賓，本人稱之為「出外賺錢」，現在幾乎上沒有的。
節目時段方面，以前《HS》在TBS廣播《JUNK》的前身《UP'S ～Ultra Performer'S radio～》播出，雖然是一次性播出，但林原惠在日本放送的《All Night Nippon》的時段中四度擔任過節目主持人。1996年1月1日（25:00—29:00）負責4小時直播特別節目《All Night Nippon 新年特別人氣聲優總登場SUPER ANIGAME PARADISE》。之後，2000年7月12日和9月27日（均為27:00—28:30），本身節目《MEGU、OMO去逛街吧》作為特別節目曾經二度前往All Night Nippon R出差。
在節目中，會對於聽眾有相關的對談（就職、升學、戀愛、學生生活等）提供建議。這樣子的廣播節目活動對於林原的歌曲有多方面的影響。由於本人有「要珍愛每個人明信片中的溫情」的看法，節目每次所受理的訊息，比起電子郵件，只有郵寄才可以，因為這樣可以透過寫信讀懂對方的情緒表達。因此，即使在電子郵件普及之後，也可以在很長一段時間內僅通過明信片在《HS》和《TBN》上發布，但在2007年5月，距廣播開台約15年，從2012年1月開始，幾乎所有的部門都開始接受來自官方網站的電子郵件投稿。
在《TBN》的公開錄音節目中，林原惠以婚紗亮相，發表結婚的消息，那天正好是她本人31歲的生日，並在2004年1月10日播出的《HS》中發表懷孕的消息，以代替部落格來報告其生活，而且粉絲也將其作為信息來源。產假時《HS》由助手保志總一朗及臨時助手來主持。而《TBN》則由前輩日高範子主持。

### 作詞家
林原惠常在動畫的主題歌及角色歌曲中作詞，也幫在之前事務所ARTSVISION的後輩堀江由衣、保志總一朗作詞。她還為高橋剛擔任主唱的樂團提供歌詞。另外在填寫歌詞時不是用「林原惠」的名義，而是「MEGUMI」名義。
第一次作詞是收錄在專輯《Perfume》（1992年）中的兩首歌曲「STRAY CAT」和「Growing Up」，此後她為多首歌曲作詞。此外，雖然與作詞相比很少見，但她有時會作曲，自從其專輯《Irāvatī》（1997年）收錄的第一首作品「Thirty」以來，林原惠創作了以下七首歌曲（「Thirty」、「幸福是一點一點堆積起來的」、「輕飄飄」、「旋律」、「Forty」、「章魚燒之歌」及「甜甜圈之歌」）。
1998年，其歌曲「祭典之歌（まつりうた）」首次被文部省認定的小學四年級音樂教科書《音樂禮物4》（教育出版）採用，並開始在2000年使用。之後通過了三個新的認證和使用期間，2013年起繼續收錄於教科書（「祭典之歌」為電視動畫《BLUE SEED》的劇中角色歌曲（藤宮紅葉名義）。它本來是一首沒有歌詞的歌曲，後來由林原惠負責作詞，並收錄在其專輯《Bertemu》裡。）。

### 散文家
林原惠在動畫雜誌《Animedia》、《AnimeV》及《月刊Newtype》有連載了兩年半以上的經驗，尤其在月刊Newtype連載的（1999年1月號—2004年9月號）、（2005年1月號—2008年7月號）有很長一段時間。除了動畫雜誌外，她在「夕刊富士」關西版每週連載一篇文章持續了大約2年（1996年11月—1998年9月），並在「東京新聞」和「TOKYO HEADLINE」也有連載的經驗。其中有許多已經經過節選、補充等編輯出版書籍，其它幾本書也已經陸續出版。其中，林原惠的第一本著書《還有明天 ～SWEET TIME EXPRESS～》（學習研究社）在發行後多次再版，並成為暢銷書，總銷量已經超過20萬冊。
近年來一直沒有長期連載，只有在報章雜誌上偶爾發表散文和專欄。
從2015年4月4日起，隨著上述廣播節目《林原惠的心路小站》的結束，同名官方部落格正式開設。

## 特徴

### 活動政策
本來，作為配音員最重要的就是「在幕後」進行配音。林原惠對於電視及電影的媒體曝光很不喜歡，她認為「動畫聲優（配音員）在舞台上露面時，絕對不可以損害小朋友對原本動畫角色的印象」，以及「只是被要求在鏡頭前表演出角色（＝成為娛樂對象）」。不過，她說如果主旨和目的是「向不知道的人介紹配音員工作的魅力，並了解其中的好處」的話會很高興。另一方面，在黑柳徹子主持的朝日電視台談話性專訪節目《徹子的房間》中，林原惠本身是很希望演出的，經過兩年的時間終於達成願望。
如此一來，林原惠很少出現在電視節目中，但時常在廣播和聲優專門的雜誌上出現，因此符合了上述要點很容易談論「作為配音員想要傳達什麼」。過去，她在與動畫或聲優專門無關的法律專門雜誌和商業情報誌上接受採訪和發表。
上面同樣的想法在歌手身上也適用，與其活動和成績的規模相反，她也不喜歡接觸音樂節目，而且很少在該等節目中亮相。本人原本並沒有立志要成為歌手，而且在1980年代後期以配音員投入歌手活動極為罕見，她在歌手活動中其實是相當消極的。進入1990年代因為沒有個人錄製配音的技術，如果開演唱會的話也沒有時間錄音，所以被她拒絕了。音樂活動方面她都是保持低調的進行，像是活動初期（1992年在九州工業大學學園祭活動上曾出現一次），與奧井雅美等親密朋友的活動以及自家品牌的聯合活動等。基本上，在抽籤結束免費邀請的電台公開錄音中短暫的直播單元上，幾乎是她唯一可以唱歌的地方。2017年6月11日舉辦了她的第一次個人演唱會，以改變這一政策。
此外，她以「不會以金錢來區分某些粉絲優先」為目的，至今仍未開設任何官方粉絲俱樂部而聞名。

### 評價
特別是她讓配音員有機會與唱片公司簽訂獨家合約，成為一名真正的歌手。經常被視為1990年代為中心的第三次聲優熱潮起源的核心人物之一，並在雜誌《Animage》舉辦的Animage Granprix（動畫大獎賽）聲優專欄共獲得12次第一名的榮譽（1989—1993年度、1995—2001年度）。此外，即使在結婚生子之後，為了家庭她也逐漸停止了活動，在新人和後進的年輕配音員中但依然保持著人氣，連續18年（1989—2006年度）持續排名在前10名及連續21年（1989—2006年度）持續排名在前20名（請參閱#得獎榮譽）。
不僅粉絲，連工作人員和同事都給予了很高的評價，特別是從其職業生涯早期開始，得到了斯波重治（音響監督）、三間雅文（音響監督）、赤堀悟（編劇）、庵野秀明（電影導演）、高田裕三（漫畫家）、大月俊倫（製作人）等知名人士及作品的重用。
- 斯波重治：起初他是林原惠在配音事業中的重要人物，在出道作品《相聚一刻》中，他經常採用林原惠擔任配角。在第1話的錄音工作之後，他說「（在這個世界上）我認為可以做得很好。」，這也是林原惠會留在配音業界的主要原因之一[51]（其他包括《亂馬½》和《鴨子向前衝》）。
- 首藤剛志：曾參與的作品有《偶像天使陽子》、《魔法公主 明琪桃子 擁抱夢想》、《神奇寶貝》、廣播劇CD《LIPs the Agent》。在《神奇寶貝》中，他在自身部落格表示「如果武藏的聲音是由林原惠決定的，那麼之後角色的配音員可以是任何人……我差點脫口而出。」[52]，在主要演員決定的試鏡中，林原惠是唯一他同意的人[53]。此外，林原惠在《歡迎光臨洋子》專欄的主要演員陣容得到了音響監督田中英行的推薦[54]，《明琪桃子》製片人堀越徹說「林原惠作為『海桃子』是所期待最好的聲音」[55]。
- 庵野秀明：與《新世紀福音戰士》有特別的關係。看過林原惠主演的OVA《1月是聖誕節》的庵野想「這個人很適合演綾波零的角色」，因此，林原在試鏡中雖然獲得了葛城美里和惣流·明日香·蘭格雷的角色，但最終卻被選演綾波零[56]。之後，又在自身作品《狂戀高校生》、《式日》、《巨神兵現身東京》中起用。除此之外，庵野還推薦她為《CR新世紀福音戰士 ～最後的使(死)者～》的樂曲製作，以及委託她製作《福音戰士新劇場版：破》的插入歌作為測試，據透露在劇中採用了當時的示範曲（請參閱福音戰士新劇場版：破 原聲音樂）。即使在描繪妻子安野夢洋子與庵野婚姻生活的隨筆漫畫《監督不行屆》的動畫版中，庵野任命她為連褲童裝／嬰兒（庵野）的角色[57]。
- 高田裕三：《3×3 EYES》、《萬能文化貓娘》及《BLUE SEED》的作者，這三部作品動畫的女主角都由林原惠擔當。《3×3 EYES》OVA版製作之前，大月和高田在廣播劇CD製作時正在挑選演員，結果兩人的意見一致，同意採用《機動戰士鋼彈 0080：口袋裡的戰爭》主演的林原惠和谷耕史的組合[58]。

此外，《星際牛仔》導演渡邊信一郎評價林原惠在同一部作品中的表現時說「我不喜歡從一開始就指定如何說起。閱讀腳本有趣的事情之一是人們如何解釋它。特別是林原小姐經常讓我感到驚訝。」。關於這一點，從職業生涯早期開始就與林原惠關係密切的山寺宏一說「那個人可以故意這樣做。我不敢說『正常人會這麼說』」、「我從『想要知道你是否想讓我這麼說』這一點進入。但是，林原惠故意躲開了。在一起做讓我認為『不要這樣做～』。」。
2011年8月27日，林原惠在朝日電視台《拜託了！排行榜GOLD》所企劃的「100位人氣聲優嚴選！聲優排行榜真厲害」前25名介紹之中登上第8名。此外這場企劃的投票她也有參與。
2021年，獲得第8屆Yahoo！搜尋大獎聲優部門第10名，2023年，獲得第10屆Yahoo！搜尋大獎聲優部門第10名。

## 人物
性格開朗積極向上。本人說小學時期被欺負後變得如此堅強，有時會從自身經歷中給孩子們一些建議。直率表達自我意見的性格，她因為對於事物是很直接了當，所以很討厭不守規矩的粉絲。在舞台上的活動時，對於不遵守會場禁止攝影的粉絲會很注意，且與一部分態度不好的粉絲關係很差。尤其是在《亂馬½》的相關活動中，對於同作者高橋留美子的作品《福星小子》的粉絲言論進行批評，讓前輩日高範子拼命幫她圓場，深怕林原惠這樣子會被別人討厭。
興趣：收集史努比相關產品及卡片類（如電話卡、JR橘卡）、芳香療法。喜歡的食物：肉類、草莓、盛岡冷麵、燒肉、壽司。對神戶市有一種依戀，甚至把它當作自己的第二故鄉。喜歡的角色有前面提到的史努比、Hello Kitty與快獸布斯卡，因此她跟《布斯卡！布斯卡!!》產生緣份擔任主題歌的主唱。至於史努比，她特別喜歡被稱為「鬍鬚」的哥哥「斯派克」，出差時經常帶著毛絨玩具。此外，在寫散文和作詞時，她將文字處理器命名為「伍德斯托克」並習慣性地使用它，還為史努比平裝書之一的後記部分做出貢獻。
私生活方面，已婚，育有一女。稱丈夫為「相方（中譯伴侶）」，女兒為「小小惠Jr.恩典」。初中時期參加的社團是羽球社，高中時期經歷過廣播社、英語社、生物社及話劇社等自主獨立的社團。資格：國家護士證照（定期護士執照）、普通汽車駕照（現：中型汽車駕照8t限定）。

### 交友、人際關係
與平松晶子是同事密友。並把日高範子當作姐姐般尊重。除了每年幾乎都在長野縣幫愛河里花子、岩田光央夫妻兩人種田之外，回家鄉時經常陪伴她，與家人的關係密切。
在電台節目談話中，天野由梨、佐佐木望、川村萬梨阿、松井菜櫻子、渡邊久美子及岡本麻彌中被稱為「抬不起頭的聲優夥伴」。其中，天野由梨和她是ARTSVISION培訓學校的同學（第1期）。此外，還有不拘泥於自己節奏的草尾毅。與在《寶可夢》系列飾演武藏夥伴小次郎的三木真一郎是老朋友。並與前事務所的同事、長期在《新世紀福音戰士》中共演的三石琴乃是老相識，兩人沒多久偶然各自生了一個女兒。
檜山修之和森川智之是林原惠廣播節目的常客，並在《HS》等用於單元鈴噹聲的短片中協助，另一方面，她自1999年舉辦的第10彈活動到現在的「都是為了你們這些人！」活動中，每次配合聲音演出。
除了配音圈之外，她也有和小說家池上永一進行交流，與搞笑藝人藤井隆在廣播節目競爭之後被視為恩人。此外，加藤夏希、栗山千明、紺野朝美（前東京電視台播音員）、能登有沙、中西優香（SKE48）等歌手和模特兒，以及漫畫家健二郎經常公開自稱是林原惠的粉絲。

### 逸事
- 電影《殼中少女》中選角時，林原惠因個人原因兩次拒絕了這個提議。第一次是由動畫公司GONZO製作OVA時，為了照顧孩子她無法承擔。此時卻收到了「考慮再次出演」的重新報價後，她接受了這份工作[74]，但因為OVA製作夭折未能公開。她經傳真得知製作被迫取消後，向原作者寫了一封寫寄給原作者的信描述了她的感受，同時附上了一張印有她本人用於工業用途的樣本CD。第二次是在劇場版動畫製作的選角時，理由是「5年前是因為我，或者因為Star Child，並不意味著現在必須是我。勉強和考慮會誤導作品的方向」。不過仍和上次一樣又因為有重新報價，最後還是接受了這份工作[74]。在後期錄音作業中，主角露恩·芭洛特因被火燒傷而失去聲帶（真聲）的設定，工作人員反複試錯。除了普通的麥克風外，林原惠還在她的脖子和喉嚨上佩戴了一個骨傳導式的麥克風。總共使用了三種麥克風進行不尋常的錄音[75][76]。
- 作為配音工作一環，經常出國旅行，並於1993年（6月25日至27日）和1995年（7月7日至9日）在美國加利福尼亞州演出。作為嘉賓參加了一個名為動畫美國（英语：Anime America）的活動。2000年4月，為宣傳Star Child在地子公司的成立，她訪問了台灣，並接受各媒體採訪。來訪時台灣的粉絲聚集在機場，並合唱本身歌曲「我很高興見到你」迎接粉絲[77]。
- 想到那些被不法分子弄到假簽名然後在拍賣會上弄到手的粉絲，即便是節目或雜誌抽獎，她在作為贈禮的簽名板上一定會寫上粉絲的名字，以便辨別真假，總共用了3,500枚特殊的紙所製成，上面印有序列號和專輯封套。但是在阪神大地震（1995年1月17日發生）和東北地方太平洋近海地震（2011年3月11日發生）災後重建捐贈印有新泉留衣親筆繪製《秀逗魔導士》莉娜·因巴斯和貞本義行親筆繪製《新世紀福音戰士》綾波零、以及本身專輯《VINTAGE White》原創設計並添加了其親筆簽名的簽名板時，這些簽名板並沒有寫上粉絲的名字，每一種1,200枚，總共印製了3,600枚（所有簽名板每一枚花了1,000日元以上的募款）。
- 2011年10月21日，一位與《通靈王》女主角恐山安娜同名的用戶上傳了「與恐山會面」的翻唱影片。這首原曲是由本身是原作粉絲的一般用戶所創作，並於2010年3月13日以VOCALOID的初音未來為主唱進行上傳，因為獲得好評正式被原作者武井宏之認可。由於原作已經宣布復活，封面作品的歌聲是林原惠，所用的插圖與武井畫風過於相似，該影片被猜測是「林原惠可能正在演唱翻唱作品不是嗎？」引發了關注。11月8日，林原惠在官方網站公開唱歌的人是她本人，這是武井直接要求，以及至上傳發佈為止的經過[78]。隨著細節的曝光成為了熱門話題，之後該影片的點閱率累計超過了300萬。
- 在《ONE PIECE》中，林原惠為「多雷斯羅薩篇」的要角蕾貝卡獻聲[注 20]。剛開始演蕾貝卡的時候，她對蕾貝卡的境遇了解並不多，所以沒有給人懦弱的印象。到後期錄音的時候即使有意識到「拿到燒燒果實」，由於工作人員卻抱怨「太強了」[79]，聽到蕾貝卡的境遇後，不得不一百八十度修改自己的表演計劃。在與飾演騙人布的山口勝平交談時提到「到目前為止，我已經演過很多戰鬥的角色和自立的女性角色，所以我想知道為什麼我要扮演像蕾貝卡這樣的『非戰鬥角色』」。當林原惠開始演雷貝卡時，她感到壓力很大說「我現在『要殺了帝雅曼鐵（他殺了蕾貝卡的母親）！』想了很多次」[80]。山口認為「因為蕾貝卡不應該被埋葬，所以聲音由林原惠擔當」、「關於林原惠，難得有一個不戰鬥的女主角，不過倒是很合適」，但林原惠很困惑的說「當每個人都告訴我『你什麼都不要做』時，我想知道該怎麼做」[80]。她說扮演蕾貝卡這個角色對她來說是一種「學習」，並回憶說「我學會了無能為力的痛苦，以及一直依賴的痛苦」[80]。在「世界會議篇」中，林原惠在「多雷斯羅薩篇」終了之後大約將近一年再度為蕾貝卡獻聲，但是談到蕾貝卡的印象時說「我覺得我正在掙脫著向前走」[79]。此外，林原惠與山口自一起出演《亂馬½》以來，雙方均有一起出演其他作品，但是沒有經常用對話的方式跟山口交談。她形容山口是「雖然很不安，但我認為勝平不需要冷靜吧」和照著「我的節奏」的人[80]。另一方面，山口談到林原惠在演蕾貝卡如何渴望吃到燒燒果實時評論道「林原惠要是吃掉了燒燒果實，那可就鬧大了！哪怕只是最強！」、「也許會成為一個即使與黑鬍子戰鬥也能獲勝的強大人物」[79]。
- 2021年12月31日於NHK《第72回NHK紅白歌合戰》「Colourful特別企劃 ～給予明天勇氣的歌～」上，以《新世紀福音戰士》綾波零的聲音叫了白組主持人大泉洋的名字，並說了一句台詞「大泉，你正在逃避你討厭的事情對吧…」作為紅白特別企劃出場[81]。
- 2025年6月8日，她在部落格發表了一篇題為「我不感興趣，我不明白，我不知道」的文章，並表示「沒有禮貌的民宿住客和不懂得『禮讓』的外國遊客，京都有人砍伐竹子。我們需要製定法規」、「看起來日本小龍蝦很快就被入侵種吃掉了」[82]。網路上對此的反應不一[82]，隨後，6月11日，林原惠就該文章解釋道「事實上，有些人對我這個『局外人』如此輕易地提起此事感到難過。現在或許已經太晚了，我可能會火上加油，但如果有人因此受到傷害，我深表歉意」、「我只是想表達日本對日本的『冷漠』是多麼令人難過」。她還刪除了部分文字，並表示「我刪除了一些極端的表達。我用它們來形容上述那些人，但最終卻傷害了那些與我無關的人。我會從中吸取教訓。謝謝你告訴我」[83]。

## 演出
粗體字表示主要角色。

### 電視動畫
1986年
- 相聚一刻（1986年—1988年，小泉、七尾梢的弟弟〈葉介〉、敦子、太郎 等）

1987年
- 追逐鐵面具「達塔揚的故事」（查門）

1988年
- 昆蟲戰士（梅莉露[84]）
- 極速悍將
- 小松君 (1988年版)（1988年—1989年，松野椴松[85]、黑玫瑰妖精、相知、太太、 等）
- 新格林名作劇場（1988年—1989年，少年、六男、小孩A、村民A）
- 麵包超人（1988年—2025年，、晴天娃娃人〈初代〉、小飯糰人）
- 超音戰士Borgman（隊員A）
- IQ零蛋多毛狗
- 聖魔大戰（肥助）
- 魔神英雄傳（1988年—1989年，忍部火美子）
- 燃燒吧！哥哥（楓）

1989年
- 超能力魔美（津早苗）
- 機動警察Patlabor（櫻山桃子）
- 城市獵人3（森脇美鈴）
- 森林大帝 (1989年版)（雷歐〈幼年時期〉）
- 新仙魔大戰（1989年—1990年）
- 鴨子向前衝（阿爾富來德）
- 大耳鼠（1989年—1991年，春日繪里[86]）
- 天空戰記（1989年—1990年，那羅王黃芪、我、日高由美子[87]）
- 比利犬商會（夢野夢子）
- 魔動王Granzort（1989年—1990年，咕哩咕哩、艾奴瑪[88]）
- 亂馬½ (1989年版)（1989年—1992年，早乙女亂馬〈女／女亂馬〉、棒球少年）2系列[系列 1]

1990年
- 偶像天使陽子（山杜沙希）
- 功夫貓黨（喬莫蘭馬1/2號）
- 我是鶴姬！（神成小僧）
- 平成天才傻鵬（傻鵬[89]）
- 魔神英雄傳2（1990年—1991年，忍部火美子[90]、神秘少女[91]）

1991年
- 少年劍道王直角（福田、小孩、孤兒女孩）
- 裝甲拯救隊（青羅）
- 猜拳人（秋樹小僧）
- 絕對無敵雷神王（1991年—1992年，泉優[92]、姬木露露子[92]、法兒澤布[92]、山口梢、月城飛鳥的母親[93]）
- 傻鵬小松的尋找咖哩三千里（傻鵬[94]）
- 魔法公主 明琪桃子 擁抱夢想（明琪桃子、露）
- 黑色推銷員（悅子）

1992年
- 宇宙騎士鐵甲人利刃（1992年—1993年，如月亞季[95]）
- 電腦小奇俠（伊哈布、九鬼麗的母親、校內廣播的小孩）
- 花的魔法使瑪麗貝爾（莫莉）
- 法蘭德斯之犬 我的帕特拉許（尼祿[96]）

1993年
- 卡利麥羅 (1992年版)（喬納桑）
- 我愛你！Hello Kitty（Hello Kitty／凱蒂貓）
- 超電動機器人 鐵人28號FX（菊池信也）
- 侏羅紀足球傳說（法姆）
- 熱血最強哥修羅（1993年—1994年，立花浩美[97]、光主尤莉加[97]、山本春枝[97]）
- 幽☆遊☆白書（1993年—1994年，覆面戰士／少女幻海）

1994年
- 來玩吧！Hello Kitty（凱蒂貓）
- DNA²（佐伯倫子）
- 七龍珠Z（盲眼少年）
- 七海的堤可（奈奈美·辛普森[98]）
- BLUE SEED（藤宮紅葉[99]）

1995年
- 黃金勇者合體（菊姬）
- 恐龍冒險記（珠兒）
- 空想科學世界（鋼棒）
- 蠟筆小新（1995年—2019年，克里斯·埃弗特、櫃台小姐、凱蒂貓[注 21]）
- 新世紀福音戰士（1995年—1996年，綾波零、碇唯、主婦、廣播）
- 秀逗魔導士（1995年—2009年，莉娜·因巴斯[100]、萊拉）5系列[系列 2]
- 咚康！機器人天唐（機器人天唐）
- NINKU -忍空-（里穗子[101]）
- 爆走獵人（蒂菈·米絲）

1996年
- 無家可歸的孩子蕾米（妮莉）
- 蒙面俠蘇洛傳（伊莎貝拉）
- 哆啦A夢七小子：神秘聖誕大作戰！（王哆啦）
- 少年桑塔的大冒險（瑪麗）
- 機械女神J（1996年—1998年，萊姆）2系列[系列 3]
- 宇宙小毛球（小毛球[102]）

1997年
- 超魔神英雄傳（1997年—1998年，忍部火美子[103]、亞俑、Aqua[103]）
- 神奇寶貝（1997年—2002年，武藏[104]、比比鳥[105]→比雕[106]、妙蛙種子[105][107]、小小象[107] 等）1系列[系列 4]

1998年
- 秋葉原電腦組[108]（大鳥居燕）
- 星際牛仔[109]（1998年—1999年，菲·瓦倫坦）2系列[系列 5]
- 時空轉抄納斯卡（桐竹由花）
- SHADOW SKILL -影技-（艾蕾·拉古）
- 萬能文化貓娘（夏目溫子）
- 魯邦三世 炎之記憶 ～東京危機～（一色瑪麗亞[110]）
- 失落的宇宙（凱娜兒·沃菲德[111]）

1999年
- 星方天使（瑪莎）
- Hello Kitty's樂園（凱蒂貓）
- 宇宙戰艦山本洋子（御堂圓）
- 魔術士歐菲 Revenge（艾絲佩蘭夏·尼爾森[112]）
- 名偵探柯南（1999年—，灰原哀〈宮野志保〉／雪莉[113]、小泉紅子、宮野艾蓮娜〈第2代〉[114]）1系列 + 特別篇3作品[系列 6]

2000年
- 鈴鐺貓娘系列（2000年—2001年，初古拉模擬星三世）4系列[系列 7]
- BOYS BE…（千春）
- 超夢重現 風雲再起！（武藏）
- Hello Kitty's樂園GOLD（凱蒂貓）
- 無敵王Trizenon（雨龍華菜、塞西爾）
- 純情房東俏房客（2000年—2001年，浦島晴香[117]、太地亞紀子）1系列 + 特別篇2作品[系列 8]

2001年
- 通靈王 (2001年版)（恐山安娜[120]、奧帕喬）
- 永恆傳奇 THE ANIMATION（馬羅內·布爾卡諾）
- 世界名作劇場完結版 七海的堤可（奈奈美·辛普森）

2002年
- 朝霧的巫女（稗田倉子[121]）
- 週刊神奇寶貝放送局（武藏）
- 魯莽天使（天使惠）
- 鈴鐺貓娘Panyo Panyo（初古拉模擬星三世）
- 神奇寶貝超世代（2002年—2006年，武藏、神奇寶貝／寶可夢圖鑑、水躍魚[107][122]、向尾喵[122]、伊布[123]、妙蛙種子[107]、小小象[107][122] 等）
- 神奇寶貝 Side Story（2002年—2003年，武藏、妙蛙種子、迷唇娃）

2003年
- 原子小金剛 (2003年版)（異星人）
- 魁!! 天兵高校（2003年—2004年，初古拉模擬星三世、前田彰的母親）
- 高橋留美子劇場（筧、淺川幸惠、翔平）
- 偵探學園Q（茂田久美）
- Hello Kitty's樂園Fresh（凱蒂貓）
- 鈴鐺貓娘Nyo（初古拉模擬星三世）

2004年
- 攻殼機動隊 S.A.C. 2nd GIG（朝木、特蕾西亞）

2005年
- Hello Kitty's樂園PLUS（凱蒂貓）

2006年
- 犬神！（川平榧〈小時候〉）
- 植木的法則（植木春子[124]）
- Hello Kitty 蘋果森林系列（2006年—2008年，凱蒂貓）3系列[系列 9]
- 神奇寶貝鑽石&珍珠（2006年—2010年，武藏、真司→小火焰猴[125][126]、夢妖→夢妖魔、無殼海兔→海兔獸、冰伊布、月亮伊布、魯美嘉、妙蛙種子[來源請求] 等）

2007年
- 校園烏托邦 學美向前衝！（聖櫻學園校長〈學生時期〉）

2008年
- 波菲的漫長旅程（蒂芬妮·奧伯爾）
- Hello Kitty's樂園Peace（凱蒂貓）

2010年
- 神奇寶貝超級願望（2010年—2013年，武藏[127]、差不多娃娃、小智的藤藤蛇[107]、雙刃丸、哥德小姐、索蘭、妙蛙種子[107] 等）2系列[系列 10]
- 少年犯之七人（旁白）

2011年
- 青之驅魔師（2011年—2025年，尤莉·艾晶[128]）3系列[系列 11]

2013年
- 花牌情緣系列（2013年—2020年，櫻澤翠[129]）2系列[系列 12]
- 神奇寶貝XY（2013年—2016年，武藏[130][131]、火狐狸[132]→長尾火狐[132]、胖可丁、傑尼龜、毽子草、雷丘、超能妙喵♀ 等）2系列[系列 13]

2014年
- 監督不行屆（嬰兒裝、其他[133]）
- CROSSANGE 天使與龍的輪舞（索菲亞·斑鳩·密斯露基[134]）
- 宇宙浪子（波波[135]）
- 刀劍神域II（結城京子）
- ONE PIECE（2014年—2024年，蕾貝卡[136]）1系列 + 特別篇[系列 14]

2015年
- 潮與虎（白面者、斗和子）
- （久助）
- 魔術快斗1412（灰原哀）

2016年
- 昭和元祿落語心中（2016年—2017年，美代吉[137]）2系列[系列 15]
- 戰國鳥獸戲畫（2016年—2017年，旁白）2系列[系列 16]
- 精靈寶可夢 太陽&月亮（2016年—2019年，武藏[138]、岩狗狗、木木梟[107]、妙蛙種子[107]、皮可西 等）

2017年
- 鬼平（阿房）
- 龍的牙醫（夏目柴名[139]）
- Hello Kitty與Pinky & Rio的神秘鑰匙的秘密（凱蒂貓）
- 境界之輪迴（六道乙女／莓[140]）
- Hello Kitty與來玩吧！學習吧！（凱蒂貓）

2018年
- 三麗鷗男子（凱蒂貓）
- 新幹線變形機器人 辛卡利昂（2018年—2021年，綾波零[141]）2系列[系列 17]
- 深夜！天才傻鵬（凱蒂貓）[注 21][142]
- 傀儡馬戲團（2018年—2019年，才賀白銀〈愛蕾諾〉[143]、法蘭西奴、法蘭西奴傀儡、安傑莉娜〈遠野太夫〉、安傑莉娜傀儡、假法蘭西奴傀儡）

2019年
- 宇宙戰艦大和號2202 愛的戰士們（神埼惠[注 22]）
- 卡羅爾與星期二（芙洛拉[144]）
- 寶可夢 旅途（2019年—2023年，武藏[145]、炎兔兒→騰蹴小將→閃焰王牌[107][146]、瑪狃拉、阿勃梭魯、妖火紅狐、磨牙彩皮魚、木木梟、妙蛙種子、花岩怪 等）2系列 + 特別篇[系列 18]

2020年
- [148]

2021年
- 通靈王 (2021年版)（恐山安娜[149]、奧帕喬[149]）
- 月與萊卡與吸血公主（伊琳娜·盧米涅斯克[150]）

2022年
- 名偵探柯南 零的日常（宮野艾蓮娜）
- 令和鈴鐺貓娘（初古拉模擬星三世[151]）
- 名偵探柯南 犯人·犯澤先生（灰原哀[152]）

2023年
- 寶可夢 地平線（2023年—2025年，新葉喵[153]→蒂蕾喵→魔幻假面喵、巧鍛匠 等）

2024年
- 通靈王FLOWERS（麻倉安娜[154]）
- Animation x Paralympic：誰是你的英雄？（白面者[155]）
- 亂馬½ (2024年版)（女亂馬[156]）

2025年
- LAZARUS 拉撒路（赫希[157]）

### 電影動畫
1986年
- 天空之城（藍衣婦人）
- 劇場版 A子計畫（梅、女高中生）

1989年
- 小松君：來自西瓜星的問候贊斯！（松野椴松）
- 機動警察劇場版（天氣姐姐）
- 機動戰士SD鋼彈的逆襲：武者鋼彈來訪 一場叫風暴的學校節日（克莉絲）
- 大蜜蜂 HYPER-PSYCHIC-GEO GARAGA（基納）

1990年
- 愛與劍的卡美洛城堡 漫畫家麻里奈 時空跳躍事件（麻里奈）
- 麵包超人：飯糰人（小飯糰人[158]）
- 大耳鼠：繪里活動大寫真（春日繪里）
- Hello Kitty的拇指姑娘（白雪凱蒂貓）

1991年
- Hello Kitty的魔法森林的高貴公主（白雪凱蒂貓）
- 武者、騎士、指令 SD鋼彈緊急出擊（里普林）
- 亂馬½：中國寢崑崙大決戰！規則無視的激鬥篇!!（早乙女亂馬〈女／女亂馬〉）

1992年
- 跑吧！美樂斯（克萊爾）
- YAWARA！ 上吧！懦怯的孩子們！（鈴木武幸）
- 亂馬½：決戰桃幻鄉！奪回新娘子!!（女亂馬）

1993年
- 麵包超人：恐龍諾西歷險記（小飯糰人[159]）

1994年
- 劇場版 美少女戰士S（名夜竹姬子）
- 麵包超人：大家集合！麵包超人世界 小飯糰人與節慶機器人（小飯糰人）
- 平成狸合戰（佐助[來源請求]）
- 渡過雪原（四郎）
- 亂馬½：超無差別決戰！亂馬隊VS傳說的鳳凰（女亂馬）

1995年
- 劇場版 秀逗魔導士（莉娜·因巴斯）
- 哆啦A夢：大雄的創世日記（太雄、野比彥、美田野）
- 劇場版 NINKU -忍空-（里穗子）
- 超時空要塞Plus MOVIE EDITION（露西·麥克米倫）

1996年
- 劇場版 天地無用！in LOVE（柾木阿知花）
- 宮澤賢治劇場 冰河老鼠的毛皮（冰河老鼠、船員）
- 秀逗魔導士RETURN（莉娜·因巴斯）
- 哆啦美與哆啦A夢七小子：機器人學校七大不可思議（王哆啦）
- Hello Kitty的大家一起保護森林！（凱蒂貓）

1997年
- 艾摩爾的冒險（鲍里斯／隆）
- 哆啦A夢七小子：怪盜哆啦邦謎樣的挑戰書（王哆啦）
- 新世紀福音戰士劇場版：死與新生（綾波零）
- 新世紀福音戰士劇場版：Air/真心為你（綾波零、碇唯）
- 秀逗魔導士GREAT（莉娜·因巴斯）

1998年
- 機動戰艦撫子號 -黑暗王子-（久吾）
- 劇場版 神奇寶貝：超夢的逆襲（武藏）
- 哆啦A夢七小子：蟲蟲大作戰（王哆啦）
- 新世紀福音戰士劇場版 REVIVAL OF EVANGELION DEATH (TRUE)2／Air／真心為你（綾波零）
- 秀逗魔導士GORGEOUS（莉娜·因巴斯）
- 麵包超人：麵包超人滑稽的夥伴 飯糰人與鬼屋（小飯糰人）
- 皮卡丘的歡樂假期（妙蛙種子）

1999年
- 秋葉原電腦組：2011年的暑假（大鳥居燕）
- 劇場版 庫洛魔法使（魔導師[160]）
- 劇場版 神奇寶貝：夢幻之神奇寶貝 洛奇亞爆誕（武藏）
- 哆啦A夢七小子：點心娜娜王國（王哆啦）
- 麵包超人：麵包超人與開心的夥伴們 飯糰人與夏天節慶（小飯糰人）
- 皮卡丘的探險隊（妙蛙種子）
- 名偵探柯南：世紀末的魔術師（灰原哀[161]）

2000年
- 劇場版 神奇寶貝：結晶塔的帝王（武藏）
- The AURORA 海上極光（野良[162]）
- 哆啦A夢七小子：火車大暴走（王哆啦）
- 皮丘與皮卡丘（妙蛙種子）
- 名偵探柯南：瞳孔中的暗殺者（灰原哀[163]）

2001年
- 星際牛仔：天國之門（菲·瓦倫坦[164]）
- 劇場版 鈴鐺貓娘：星之旅（初古拉模擬星三世）
- 劇場版 神奇寶貝：雪拉比 穿梭時空的相遇（武藏）
- 暹邏貓 -初次任務-（六月[165]）
- 秀逗魔導士 PREMIUM（莉娜·因巴斯）
- 哆啦美與哆啦A夢七小子：宇宙樂園之千鈞一髮（王哆啦）
- 吸血鬼獵人D（蕾拉＝馬庫斯[166]}}</ref>）
- 皮卡丘的心跳捉迷藏（妙蛙種子）
- 名偵探柯南：往天國的倒數計時（灰原哀[167]）
- ONE PIECE 發條島的冒險（紅心皇后）

2002年
- 劇場版 神奇寶貝：水都的守護神 拉帝亞斯與拉帝歐斯（武藏、拉帝亞斯）
- 皮卡皮卡的星空露營（小小象）
- 名偵探柯南：貝克街的亡靈（灰原哀[168]）

2003年
- 神奇寶貝的跳舞秘密基地（水躍魚、武藏）
- 劇場版 神奇寶貝：七夜的許願星 基拉祈（武藏、阿勃梭魯）
- 名偵探柯南：迷宮的十字路（灰原哀[169]）

2004年
- 劇場版 神奇寶貝：裂空的訪問者 代歐奇希斯（武藏）
- 哆啦A夢：大雄的貓狗時空傳（阿一）
- 名偵探柯南：銀翼的奇術師（灰原哀[170]）

2005年
- 劇場版 神奇寶貝：夢幻與波導的勇者 路卡利歐（武藏）
- 名偵探柯南：水平線上的陰謀（灰原哀[171]）

2006年
- 劇場版 神奇寶貝：蒼海的王子 瑪納霏（武藏）
- 盜夢偵探（辣椒粉／千葉敦子）
- 名偵探柯南：偵探們的鎮魂歌（灰原哀[172]）

2007年
- 福音戰士新劇場版：序（綾波零[173]、片片、EVA初號機、碇唯）
- 劇場版 神奇寶貝：決戰時空之塔 帝牙盧卡VS帕路奇犽VS達克萊伊（武藏）
- 老鼠物語：喬治和傑拉爾德的冒險（傑拉爾德[174]）
- 名偵探柯南：紺碧之棺（灰原哀[175]）

2008年
- 劇場版 神奇寶貝：騎拉帝納與冰空的花束 潔咪（武藏）
- HIGHLANDER ～導演剪輯版～（伽羅）
- 名偵探柯南：戰慄的樂譜（灰原哀[176]）

2009年
- 福音戰士新劇場版：破（綾波零、片片、EVA初號機、碇唯）
- 劇場版 神奇寶貝：阿爾宙斯 超克的時空（武藏）
- 名偵探柯南：漆黑的追跡者（灰原哀[177]）

2010年
- 劇場版 神奇寶貝：幻影的霸者 索羅亞克（武藏）
- 殼中少女 壓縮（露恩·芭洛特）
- 名偵探柯南：天空的劫難船（灰原哀[178]）

2011年
- 劇場版 神奇寶貝：比克提尼與黑英雄 捷克羅姆/白英雄 雷希拉姆（武藏）
- 殼中少女 壓縮 完全版（露恩·芭洛特）
- 殼中少女 燃燒（露恩·芭洛特）
- 名偵探柯南：沉默的15分鐘（灰原哀[179]）

2012年
- 阿修羅（若狹）
- 劇場版 怪傑佐羅利：大·大·大·大冒險！（亞流）
- 劇場版 Smile 光之美少女！兒童圖畫書裡的世界都不協調！（妮可）
- 福音戰士新劇場版：Q（綾波零[180]）
- 狼的孩子雨和雪（藤井草平的母親[181]）
- 劇場版 神奇寶貝：酋雷姆VS聖劍士 凱路迪歐（藤藤蛇）
- 殼中少女 排氣（露恩·芭洛特）
- 名偵探柯南：第11位前鋒（灰原哀[182]）
- 美洛耶塔的閃亮音樂會（藤藤蛇、妙蛙種子）

2013年
- 劇場版 神奇寶貝：神速的蓋諾賽克特 超夢覺醒（武藏）
- 皮卡丘與伊布好朋友（雷精靈）
- 名偵探柯南：絕海的偵探（灰原哀[183]）
- 魯邦三世VS名偵探柯南 THE MOVIE（灰原哀[184]）

2014年
- 皮卡丘，這是什麼鑰匙？（火狐狸）
- Pokemon the movie XY 破壞之繭與蒂安希（武藏）
- 名偵探柯南：異次元的狙擊手（灰原哀[185]）
- 樂園追放 -Expelled from Paradise-（克里斯汀·吉拉姆[186]）

2015年
- 皮卡丘與神奇寶貝樂隊（長尾火狐、小火焰猴）
- Pokemon the movie XY 光環的超魔神 胡帕（武藏）
- 名偵探柯南：業火的向日葵（灰原哀[187]）

2016年
- Pokemon the movie XY&Z 波爾凱尼恩與機關人偶 瑪機雅娜（武藏）
- 名偵探柯南：純黑的惡夢（灰原哀）
- 機動警察REBOOT（女隊長 等）

2017年
- 劇場版 精靈寶可夢：就決定是你了！（武藏）
- 名偵探柯南：唐紅的戀歌（灰原哀）

2018年
- 名偵探柯南：零的執行人（灰原哀）
- 劇場版 寶可夢：大家的故事（武藏）
- FLCL Progressive（哈爾哈·拉哈爾[188]）

2019年
- 名偵探柯南：紺青之拳（灰原哀）
- 劇場版 寶可夢：超夢的逆襲 EVOLUTION（武藏）
- 劇場版 新幹線戰士：來自未來的神速ALFA-X（綾波零）

2020年
- 劇場版 寶可夢：皮卡丘和可可的冒險（武藏）

2021年
- 新·福音戰士劇場版:│▌（綾波零[189]、碇唯[190]）
- 名偵探柯南：緋色的彈丸（灰原哀）
- 宇宙戰艦大和號的時代 西曆2202年的選擇（神崎惠）
- 劇場版 我的英雄學院：世界英雄任務（皮諾[191]）
- 宇宙戰艦大和號2205 新的旅程（神崎惠）
- 劇場版 刀劍神域 -Progressive- 無星夜的詠嘆調（結城京子）
- 攻殼機動隊：SAC_2045 永續戰爭（島村孝）

2022年
- 名偵探柯南：萬聖節的新娘（灰原哀）

2023年
- 名偵探柯南：黑鐵的魚影（灰原哀[192]）
- 劇場版 美少女戰士Cosmos（水手凱拉克西雅[193][194]）前後篇

2024年
- 名偵探柯南：100萬美元的五稜星（灰原哀）
- 永遠的大和號 REBEL3199（2024年—2025年，神崎惠）4作品[系列 19]
- 名偵探柯南：獨眼的殘像（灰原哀）

### OVA
1987年
- 大魔獸激鬥 鋼之鬼（操作員）
- 數位惡魔物語 女神轉生（加納深雪）
- A子計劃2 大德寺財財團的陰謀（梅）
- 競技裝甲LEGACIAM（護士）

1988年
- 吹泡糖危機 VOL5 MEGA TOKYO 2033:MOONLIGHT RAMBLER（楠）
- ProjectA子3 灰姑娘狂想曲（梅）
- Pocket Saurus（安娜阿克頓）
- 機動警察（空服員）

1989年
- ARIEL（1989年—1991年，岸田和美）
- 機動戰士SD鋼彈 MARK-III 宇宙神秘大作戰（克莉絲）
- 機動戰士鋼彈 0080：口袋裡的戰爭（克莉絲汀娜·麥肯錫[199]）
- 真魔神英雄傳 魔神山篇（忍部火美子）
- 布奇吉里（中森瑠衣）
- ProjectA子 完結篇（梅）
- 無限地帶23 III（多米尼加）
- Riding Bean（嘉莉）

1990年
- 押忍!! 空手部（桃千代）
- 小松君：大板牙一人在風中（松野椴松）
- SD鋼彈外傳 吉翁萬歲篇（拉拉）
- 加杜林（凱瑟琳）
- 永井豪的Q版世界（ガミアQ3）
- THE八犬傳（犬坂毛野）
- （真紀）
- 魔動王Granzort 最後的魔法大戰（咕哩咕哩）
- 亂馬½ 熱鬥歌合戰（早乙女亂馬〈女／女亂馬〉）

1991年
- IZUMO（導航）
- 1月的聖誕節（立野瑞希）
- 機動戰士SD鋼彈 巴巴魯之曉 第103話 杉南的新娘（亞克多）
- （克朗）
- 3×3 EYES（佩／三只眼／帕凡緹四世）
- 拇指騎士（由美子）
- 超幕末少年世紀高丸（夢我鋁左衛門[200]）
- DELUXE ARIEL（岸田和美）
- 天空戰記 創世前的暗鬥（那羅王黃芪）

1992年
- 新·超幕末少年世紀高丸（1992年—1993年，夢我鋁左衛門[201]）
- 絕對無敵雷神王（1992年—1993年，泉優、姬木露露子、法爾澤布）
- 電影少女 -VIDEO GIRL AI-（天野愛）
- 奧羅蘭的貓咪（伊呂內多）
- 萬能文化貓娘（夏目溫子）
- 亂馬½ 天道家之無人招待的傢伙（女亂馬）

1993年
- NG騎士檸檬汽水&40 EX 期待興奮時空 炎之大搜査線（黃金毛頓）
- （森里伊吹）
- BAD BOYS 搞怪少年（由本久美）
- Hello Kitty的愛麗絲夢遊仙境（愛麗絲）
- FIGHT!!（隱部月之丞）
- 怪醫黑傑克（藤浪里枝）
- 魔神英雄傳 永無止境的故事（1993年—1994年，忍部火美子）
- 魔法公主 明琪桃子 跨越夢想之橋（明琪桃子）
- 流星機學生霸（1993年—1994年，昭島里美）

1994年
- 宇宙騎士鐵甲人利刃II（如月亞希[202]）
- 七隻小老鼠系列（哈金）
- NINKU -忍空- 刀的墓標（麻琴）
- BOUNTY DOG/獵殺月球（宇月祥子[203]）
- Macross Plus（露西·麥克米倫）
- MINKY MOMO IN 啟程之站（明琪桃子）
- （仁美）
- 亂馬½ SPECIAL（女亂馬）
- 亂馬½ DoCo Music Video（女亂馬）

1995年
- 機械女神R（萊姆）
- 史萊姆冒險記（史萊吉）
- 電腦少女Compiler FESTA（天堂寺惠）
- 3×3EYES ～聖魔傳說～（綾小路佩／帕凡緹四世）
- 影技 -SHADOW SKILL-（1995年—1996年，艾蕾·拉古）2系列
- DNA²（佐伯倫子）
- （正夫）
- 亂馬½ SUPER系列（1995年—1996年，女亂馬）3作品

1996年
- 元祖 爆走獵人（蒂拉·米絲）
- 湘南純愛組！4卷「死神打獵」（長瀨渚、夜叉）
- 秀逗魔導士SPECIAL（莉娜·因巴斯）
- 宇宙戰艦山本洋子（御堂圓）
- BLUE SEED2（藤宮紅葉）

1997年
- 叢林跟我走！（翁吾）
- 宇宙戰艦山本洋子II（御堂圓）
- （祥太）
- 機械女神J again（萊姆）

1998年
- 火聖旅團 DNA Sights 999.9（我）
- 翡翠皇后（海野廣）
- 史萊姆冒險記 烏爾夫盡所能之卷（史萊吉）
- 秀逗魔導士EXCELLENT（莉娜·因巴斯）
- 萬能文化貓娘DASH！（樋口溫子）
- 皮卡丘的寒假（妙蛙種子）

1999年
- 史萊姆冒險記 大海耶，耶～（史萊吉）
- 皮卡丘的寒假2000（妙蛙種子）
- 怪醫黑傑克 醫療圖VIII 綠之意念（安德魯）

2000年
- 皮丘與皮卡丘的寒假2001（妙蛙種子）
- 我們是皮丘兄弟 氣球騷動之卷（迷唇娃）
- 名偵探柯南：柯南vs.基德vs.鐵劍 寶刀爭奪大決戰!!（灰原哀、小泉紅子）

2001年
- 名偵探柯南：來自金字塔的挑戰書！（灰原哀）
- 名偵探柯南：追蹤神秘的水星怪獸！（灰原哀）
- 純情房東俏房客（浦島晴香）

2002年
- 通靈王 發奮丘之詩（恐山安娜）
- 名偵探柯南：16個嫌疑犯（灰原哀）
- 名偵探柯南：逼近古代恐龍之謎！（灰原哀）
- 純情房東俏房客 Again（浦島晴香[204]）

2003年
- Di Gi Charat劇場 就交給初子吧！（	初古拉模擬星三世）
- 羔羊之歌（高城千砂）
- 來自天外（恐山安娜）
- 我們是皮丘兄弟 派對大騷動之卷（迷唇娃）
- 名偵探柯南：小鎮探險！獲取動物標識吧！（灰原哀）

2005年
- 皮卡丘的鬼怪狂歡節（小小象）
- 名偵探柯南：以毛利小五郎為目標!! 少年偵探團的秘密調查!!（灰原哀）

2006年
- 皮卡丘的淘氣島（伊布）

2007年
- 名偵探柯南：來自阿笠的挑戰書！阿笠對決柯南和少年偵探團!!（灰原哀）

2008年
- 皮卡丘冰之大冒險（小火焰猴）
- 名偵探柯南：女高中生偵探 鈴木園子事件簿（（灰原哀）
- 亂馬½ 惡夢！春眠香（女亂馬）

2009年
- 名偵探柯南：10年後的陌生人（灰原哀）
- 名偵探柯南 MAGIC FILE2：新一與小蘭 麻將牌與七夕的回憶（灰原哀）

2010年
- 名偵探柯南 MAGIC FILE3：通往大阪什錦煎餅的艱辛之路（灰原哀）
- 亂馬½ 惡夢！春眠香（女亂馬）

2011年
- 皮卡丘的夏天、大橋、故事（藤藤蛇）
- 名偵探柯南：來自倫敦的秘密指令（灰原哀）
- 名偵探柯南 MAGIC FILE2011：新潟～東京 禮物狂想曲（灰原哀）

2012年
- 謎樣女友X 謎樣的夏日祭典（戶川安里香）
- 名偵探柯南：傳說中的球棒的奇蹟（灰原哀）

2014年
- 哆啦A夢&大耳鼠：惠理愛情禮物大作戰（春日惠理）

2018年
- 宇宙戰艦大和號2202 愛的戰士們（神崎惠[205]）

2019年
- 哆啦A夢&F組全明星『月亮比賽大危機!?』（春日惠理[206]）

### 網路動畫
- 幻影神奇寶貝的主謀者（2006年，武藏）
- 名偵探柯南 逃亡者·毛利小五郎（2014年，灰原哀）
- 日本動畫人展覽會（2014年—2015年）
- 巴哈姆特之怒 GENESIS Short story #1（2016年，布釀·雷歐涅）
- 魔神英雄傳 七魂的龍神丸（2020年，忍部火美子[207]）
- 攻殻機動隊：SAC_2045（2020年—2022年，島村孝）2系列
- 電視動畫『通靈王』迷你動畫（2021年，恐山安娜）
- 寶可夢 旅途：冠以神名阿爾宙斯（2022年，閃焰王牌）
- 範馬刃牙（2023年，朱澤江珠[208]）

### 遊戲
年份不詳
- （露易絲·米勒）
- 夢想護照3（指南聲音、穆紐姆努）
- Hebereke系列（Hebereke）
- 名偵探柯南（灰原哀）
- LOST IN TIME

1990年
- 亂馬½（早乙女亂馬〈女／女亂馬〉）[注 23]

1991年
- 亂馬½ 囚禁的新娘（女亂馬）

1992年
- 測驗大人的野望（旁白）
- 亂馬½ 打倒，元祖無差別格鬥流！（女亂馬）[注 23]
- 亂馬½ 町內激鬥篇（女亂馬）[注 24]
- 亂馬½ 爆烈亂鬥篇（女亂馬）[注 24]

1993年
- Vay ～流星鎧甲～（慕恩希）
- 聖魔傳說3×3EYES MCD（佩／帕凡緹四世）
- KNUCKLE HEADS（克里斯汀·邁奧）
- Flash Hiders（蒂利亞·羅塞特）
- 亂馬½ 白蘭愛歌（女亂馬）

1994年
- 遊戲的堪久 vol.1（旁白）
- 遊戲的堪久 vol.2（旁白）
- 3×3EYES ～三只眼變成～（佩／帕凡緹四世）
- 真說夢見館 有人在門後…（凱西）
- 啵咕物語（梅爾）[注 25]
- 幽☆遊☆白書2 格鬥之章（覆面戰士／少女幻海）
- 幽☆遊☆白書 特別篇（少女幻海）
- 幽☆遊☆白書 魔強統一戰（少女幻海）
- 亂馬½ 超技亂舞篇（女亂馬）
- 露娜 永恆之藍（雷米娜·奧薩）

1995年
- EMIT（田中百合）
- 邏輯繪圖方塊（英语：O-Chan no Oekaki Logic）
- 3×3EYES ～吸精公主～（佩／三只眼）
- Battle Tycoon（泰瑞亞）
- BLUE SEED 奇稻田秘錄傳（藤宮紅葉）
- 摔角天使 雙重衝擊（武藤惠）

1996年
- VIRGIN DREAM（宍戶珠惠）
- 究極倉庫番（拉比）
- 3×3EYES ～吸精公主 S～（佩／三只眼）
- 時空偵探DD 幻影羅蕾萊（瑪莉亞·赫爾辛）
- 新世紀福音戰士（綾波零）[注 26]
- Sword and Sorcery（盧希翁）
- 對戰交換方塊（心跳☆華尼拉）
- 美少女纏組（酒井涼子）
- 亂馬½ Battle Renaissance（女亂馬）

1997年
- 伊巴拉德 ～拉普塔的出生地～（妮娜、女A）
- QUOVADIS 2 ～星球大戰奧凡·雷～（希爾達·貝倫斯）
- 新世紀福音戰士：鋼鐵戀人（霧島真名、綾波零）
- 新世紀福音戰士 2nd Impression（綾波零）
- 秀逗魔導士 Royal（莉娜·因巴斯）
- 機械女神J 純愛格鬥（萊姆）
- （齊藤明日香）

1998年
- AZITO2（パンサーレイコ）
- 戀愛物語 特別篇 ～戀愛與魔法的學園生活～（厄茲·基爾肯尼）
- SD鋼彈 G世代（1998年—2016年，瑪麗昂·韋爾奇、克莉絲汀娜·麥肯錫、琪琪·安達露西亞〈F〉、雷切爾·蘭瑟姆）5作品[系列 20]
- 星際牛仔（菲·瓦倫坦）
- 機動戰士鋼彈 基連的野望（克莉絲汀娜·麥肯錫、瑪麗昂·韋爾奇）
- 3×3EYES ～轉輪王幻夢～（佩／帕凡緹四世）
- 茉莉花（瑪莉亞·桑托斯）
- 新世紀福音戰士 EVA和愉快的夥伴們（綾波零）
- 超級機器人靈魂格鬥（判斷聲音）
- 超級機器人大戰F（派翠西亞·哈克曼、綾波零、傀儡插入栓、克莉絲汀·麥肯錫）
- 前進吧！對戰方塊 鬥魂！丸玉町（心跳☆華尼拉）
- 秀逗魔導士 Royal 2（莉娜·因巴斯）
- 秀逗魔導士 Wonderful～（莉娜·因巴斯）
- 超魔神英雄傳 ANOTHER STEP（忍部火美子）
- 露娜2 永恆之藍（雷米娜·奧薩）

1999年
- 秋葉原電腦組Pata Pies！（大鳥居燕）
- 新世紀福音戰士 (NINTENDO64)（綾波零）
- 超級機器人大戰F完結篇（派翠西亞·哈克曼、綾波零、傀儡插入栓、克莉絲汀娜·麥肯錫）
- 超級機器人大戰完全版（克莉絲汀娜·麥肯錫）
- 超時空要塞 VF-X2（絲吉·紐特雷特）

2000年
- 機動戰士鋼彈（克莉絲汀娜·麥肯錫）
- 機動戰士鋼彈 基連的野望 吉翁的系譜（克莉絲汀娜·麥肯錫）
- 超級機器人大戰α（克莉絲汀娜·麥肯錫、綾波零）
- （初古拉模擬星三世）
- 托里菲露茲魔法學園（厄茲·基爾肯尼）
- Macross Plus Game Edithion（露西·麥克米倫）
- 名偵探柯南 三人的名推理（灰原哀）
- 純情房東俏房客 情話綿綿（浦島晴香）

2001年
- 新世紀福音戰士：綾波育成計劃（綾波零）
- 超級機器人大戰α for Dreamcast（克莉絲汀娜·麥肯錫、綾波零）
- 無敵王Trizenon（雨龍華菜）
- From TV animation ONE PIECE 飛吧海賊團！（紅心皇后）
- 純情房東俏房客 再次微笑（浦島晴香）

2002年
- 機動戰士鋼彈 基連的野望 吉翁獨立戰爭記（克莉絲汀娜·麥肯錫）
- 機動戰士鋼彈戰記 Lost War Chronicles（克莉絲汀娜·麥肯錫）
- 通靈王 Spirit of Shamans（恐山安娜）
- 超級機器人大戰IMPACT（克莉絲汀娜·麥肯錫）
- 魯莽天使（天使惠）
- 名偵探柯南 最好的搭檔（灰原哀、有澤惠子）

2003年
- 機動戰士鋼彈 宇宙相逢（克莉絲汀娜·麥肯錫）
- SUNRISE WORLD WAR From 日昇英雄譚（菲·瓦倫坦、姬木露露子、忍部火美子）
- 通靈王 Soul Fight（恐山安娜）
- 新世紀福音戰士 綾波育成計劃 with 明日香補完計劃（綾波零）
- 新世紀福音戰士：鋼鐵戀人2nd（綾波零、碇唯、片片）
- 新世紀福音戰士2（綾波零、碇唯）
- 超級機器人大戰Scramble Commander（綾波零）
- 誓血龍騎士（雅俐奧修）
- 純情房東俏房客 華麗的 ～一目了然!!～（浦島晴香）

2004年
- 通靈王 堅定之魂（恐山安娜）
- 光明之淚（布蘭妮裘、梅普露）
- 新天魔界 渾沌世代4（吉納·羅斯）
- 超級機器人大戰MX（綾波零）
- 超級機器人大戰GC（克莉絲汀娜·麥肯錫、泉優、法兒澤布）
- 貓語錄2 打倒！黑色加碼加碼團！（初古拉模擬星三世）

2005年
- 星際牛仔 追憶的夜曲（菲·瓦倫坦）
- 新光明與黑暗（芙蕾雅）
- 新世紀勇者大戰（姬木露露子、法兒澤布[來源請求]）
- 新天魔界 渾沌世代4 Another Side（吉納·羅斯）
- 超級機器人大戰MX 攜帶版（綾波零）
- 第3次超級機器人大戰α 終焉之銀河（綾波零）
- 幽☆遊☆白書FOREVER（少女幻海）

2006年
- 鋼彈戰爭大混戰（克莉絲汀娜·麥肯錫）
- 機動戰士鋼彈 CLIMAX U.C.（克莉絲汀娜·麥肯錫）
- 新世紀福音戰士機密檔案（綾波零）
- 新世紀福音戰士2 被創造的世界 -another cases-（綾波零、碇唯）
- 超級機器人大戰XO（克莉絲汀娜·麥肯錫、泉優、法兒澤布）
- 魔砲使黑姬（黑姬、姬子／姬子姑娘）

2007年
- 鋼彈激鬥年代記（克莉絲汀娜·麥肯錫）
- 機動戰士鋼彈 MS戰線0079（克莉絲汀娜·麥肯錫）
- THE BATTLE OF 幽☆遊☆白書 ～死鬥！暗黑武術會～ 120%（少女幻海）
- 新世紀福音戰士 戰鬥交響曲（綾波零）
- 名偵探福音戰士（綾波零）

2008年
- 鋼彈戰爭宇宙（克莉絲汀娜·麥肯錫）
- 機動戰士鋼彈 鋼彈VS.鋼彈（克莉絲汀娜·麥肯錫）
- 機動戰士鋼彈 基連的野望 阿克西斯的威脅（克莉絲汀娜·麥肯錫、瑪麗昂·韋爾奇）
- 新世紀福音戰士 綾波育成計劃DS with 明日香補完計劃（綾波零）
- 任天堂明星大亂鬥系列（2008年—2018年，拉帝歐斯、阿爾宙斯、藤藤蛇、火狐狸、粉蝶蛹、3D龍）4作品[系列 21]
- 最終幻想 紛爭（夏托托）

2009年
- 福音戰士：序（綾波零）
- 機動戰士鋼彈 鋼彈VS.鋼彈NEXT（克莉絲汀娜·麥肯錫）
- 超級機器人大戰NEO（泉優、立花浩美、光主尤莉加、山本春枝、法兒澤布）
- 最終幻想 紛爭 國際調整版（夏托托〈日語版戰鬥聲〉）
- 神奇寶貝樂園Wii ～皮卡丘的大冒險～

2010年
- 鋼彈突擊求生戰（克莉絲汀娜·麥肯錫）
- 機動戰士鋼彈 極限VS.（2010年—2016年，克莉絲汀娜·麥肯錫）5作品[系列 22]

2011年
- 福音戰士新劇場版 聲音衝擊（綾波零）
- 機動戰士鋼彈 Online（克莉絲汀娜·麥肯錫）
- 最終幻想 紛爭012（夏托托）
- 最終幻想 零式（安德莉婭·卡亞·特蘭卡·法姆·佛潔莉歐）
- 神奇寶貝樂園2 ～Beyond the World～

2012年
- 英雄幻想曲（莉娜·因巴斯）
- PROJECT X ZONE（ドゥーエ·フラベラム）

2013年
- 超級機器人大戰Operation Extend（克莉絲汀娜·麥肯錫、泉優、立花浩美、光主尤莉加、山本春枝）

2014年
- 降鬼一族2（夜鳥子[209]）
- 機動戰士鋼彈 SIDE STORIES（瑪麗昂·韋爾奇）
- 第3次超級機器人大戰Z 時獄篇／天獄篇（2014年—2015年，綾波零）2作品

2015年
- 超級機器人大戰BX（泉優、姬木露露子、法兒澤布）
- 最終幻想 紛爭 (街機版)（夏托托）
- 龍族教義Online（米希爾[210]）

2016年
- 碧藍幻想（2016年—2023年，莉娜·因巴斯[211]、灰原哀[212]、夏托托[213]、Hello Kitty／凱蒂貓）
- 怪物彈珠（2016年—2025年，幻海〈年輕時〉、綾波零、女亂馬、恐山安娜[214]、灰原哀[215]）
- 妖怪手錶 噗尼噗尼（2016年—2021年，女亂馬、凱蒂貓、才賀白銀、夏托托、灰原哀、恐山安娜、綾波零、綾波零〈暫稱〉）
- 最終幻想世界（夏托托[216]）

2017年
- 新槍彈辯駁V3 大家的自相殘殺新學期（最原終一[217]）
- 超級機器人大戰V（綾波零）
- 太鼓之達人 合奏咚咚咚！（凱蒂貓）

2018年
- 最終幻想 紛爭 NT（夏托托[218]）
- 超級機器人大戰X（忍部火美子）
- 超級機器人大戰Ω（綾波零）
- 趴趴玩偶Love Live！（凱蒂貓）
- 魔法氣泡!! Quest（灰原哀[219]）
- 機動戰士鋼彈 極限VS.2（2018年—2023年，克莉絲汀娜·麥肯錫、瑪麗昂·韋爾奇）3作品[系列 23]
- 幽☆遊☆白書 100％認真戰鬥（幻海〈年輕時〉）

2019年
- 超級機器人大戰T（菲·瓦倫坦）
- 言靈戰士（2019年—2022年，綾波零、綾波零〈暫稱〉、覆面戰士／幻海〈年輕時〉）
- 超級機器人大戰DD（2019年—2025年，綾波零、忍部火美子、咕哩咕哩、愛奴瑪、克莉絲汀娜·麥肯錫）

2020年
- ONE PIECE 海賊無雙4（蕾貝卡）
- 寶可夢大師（武藏）
- 聖火降魔錄 英雄雲集（2020年—2023年，弗雷雅）
- 時空幻境 鏡光傳奇（莉娜·因巴斯）
- Fantasia Re:Build（2020年—2021年，莉娜·因巴斯[220]、萊姆[221]）

2021年
- 機動戰隊Iron Saga（菲·瓦倫坦[222]、如月亞紀[223]）

2022年
- 死亡愛麗絲（凱蒂貓）
- SD鋼彈 激鬥同盟（克莉絲汀娜·麥肯錫[224]）
- 勇者鬥惡龍尋寶探險團：藍色眼眸與天空羅盤（基拉林[225]、多拉奇族[226]、史萊姆王族[226]、艾露露[227]）
- 機動戰士鋼彈 U.C. ENGAGE（2022年—2023年，克莉絲汀娜·麥肯錫）

2023年
- ONE PIECE 時光旅詩（蕾貝卡）
- Muv-Luv Dimensions（島村孝[228]）
- 機動戰士鋼彈 兵工廠基地（克莉絲汀娜·麥肯錫）

2024年
- 超時空要塞 -Shooting Insight-（露西·麥克米倫[229]）

### 廣播劇CD
- ～愛情與浪漫的史詩～ 希臘羅馬神話4 拉俄達彌亞的願望 特洛伊戰爭I（拉俄達彌亞）
- 朝霧的巫女～爛漫巫女委員會～（稗田倉子）
- 亞未！NONSTOP（亞未）
  - 亞未！NONSTOP 2 Playback（亞未）
- 水星領航員 廣播劇CD（藍華·S·格蘭切斯特、亞利亞·波克提）
- 入侵者之夏（小夜）
- 宇宙英雄物語（椎原咲美）
- 宇宙騎士鐵甲人利刃系列（如月亞紀）
  - 宇宙騎士鐵甲人利刃 Space Knights
  - 宇宙騎士鐵甲人利刃II NEXT GENERATION【第1卷—第2卷】
  - 宇宙騎士鐵甲人利刃II elles cinq【I—V】
- 戀愛物語系列（厄茲·基爾肯尼）
  - 戀愛物語傳說【Vol.2—Vol.5】
  - 托里菲露茲魔法學園 ～亞柏騎士團篇～【vol.1—vol.3】
- 風之大陸第2部（拉克希）[注 27]
- 餓狼傳說系列（不知火舞）
- 機動戰士鋼彈系列
  - 機動戰士鋼彈 奧德賽（克莉絲汀娜·麥肯錫）
  - 機動戰士鋼彈 第08MS小隊 REPORT.2 一個個齒輪（耐斯卡·科爾曼）
- 機動戰士SD鋼彈（克莉絲汀娜·麥肯錫）
  - 機動戰士SD鋼彈 這裡是麥肯錫偵探社
  - 機動戰士SD鋼彈 帶我去殖民地
- KIRAI（松本櫻）
- 星際再生緣【DISC1—DISC2】（栞）[注 28]
- 銀河鐵道物語 ～遙遠的天使安吉拉～（安吉拉·布魯尼）
- GS美神 被俘虜的小絹（廣播DJ〈友情演出〉）[注 29]
- 晚上的孩子（高輪由美）
- 電腦少女Compiler系列（天堂寺惠）
- （機械、拉穆、母親、姐姐）
- 魔法陣都市廣播劇專輯II "WARNING"（佐佐木將子、由香）
- 格鬥天王'94（不知火舞）
- 3×3 EYES系列（佩／帕凡緹四世）
  - 3×3 EYES【天之卷、人之卷、地之卷】
  - 3×3 EYES【第貳章】
- 茉莉花 廣播劇CD（瑪莉亞·聖多斯）
- 通靈王（恐山安娜）
  - 通靈王 漫畫形象專輯
  - 通靈王 廣播劇&角色歌曲集「與恐山會面 ～prologue to shaman～」
  - 通靈王 廣播劇&角色歌曲集「與恐山會面 ～au revoir～」
- 光明之淚【Vol.1—Vol.2】（布蘭妮裘）
- 影技 -SHADOW SKILL-系列（艾蕾·拉古）
  - 影技 -SHADOW SKILL-【I—V】
  - 影技 -SHADOW SKILL- 原聲廣播劇
  - SHADOW SKILL- CD廣播劇 ～恐怖劇場～
- 森林大帝 音樂物語（雷歐〈幼年時期〉、旁白）
- 森林大帝 音樂物語 -初戀-（旁白）
- 叢林跟我走！系列（翁吾）
  - 叢林跟我走！【(1)—(3)】
  - 叢林跟我走！原聲音樂之卷！
- 白色的明天在等著我們！火箭隊（武藏）
- 新時尚（秘密）會議【1、3—4】
- （夢我鋁左衛門）
- 新·超幕末少年世紀高丸CD劇場 Memories BOX ～我們是熱風少年～（艾爾）
- SUPER MARIO BROS. SPECIAL（栗寶寶）
- 秀逗魔導士系列（莉娜·因巴斯）
  - 秀逗魔導士et cetera【1—2】
  - 秀逗魔導士EX.（EXTRA）【1—4】
  - 秀逗魔導士N>EX.【1—4】
  - 秀逗魔導士 PREMIUM CD[注 30]
  - 秀逗魔導士VS魔術士歐菲 ～史上最糟的邂逅～
  - 再度歸來的秀逗魔導士 EX-R「歡迎回到塔佛拉希亞？」[注 31]
- 聖傳 -RG VEDA-【廣播劇篇、音樂篇】（阿修羅）
- 機械女神系列（萊姆）
  - 機械女神R【第一系列—第三系列】
  - 機械女神J【第一系列—第四系列】
  - 機械女神J THE廣播【其之一幕—其之終幕】
- 絕對無敵雷神王系列
  - 絕對無敵雷神王IV 地球防衛組全員出動！（泉優、姬木露露子）
  - 絕對無敵雷神王V 廣播劇CD特輯 絕對無敵的玉手箱（トウトウココマデヤッチマッタ）（泉優、姬木露露子、法兒澤布）
  - 絕對無敵雷神王 （泉優、姬木露露子）
- Sword and Sorcery 原聲音樂（盧希翁）
- 宇宙戰艦山本洋子系列（御堂圓）
  - 宇宙戰艦山本洋子【WAVE I—WAVE III】
  - 宇宙戰艦山本洋子II【WAVE I—WAVE III】
  - 宇宙戰艦山本洋子【Action-1—Action-3】
- Dancing Whispers（美范發）
- 禁忌的戀人（鈴村香純）
- 低俗靈狩 SADISTIC DOMINA（彩樹美咲）
- 謎狐怪童 -若拉奈卡拉·基尼納爾-（戶川安里香）
- Di Gi Charat系列（初古拉模擬星三世）
  - CD DRAMA Di Gi Charat系列
  - Piyopiyopiyoko-chan「出動！黑色加碼加碼團」
- 天空戰記系列（那羅王蓮華、我、日高由美子）
  - 天空戰記 Soul Lovers Only
  - 天空戰記 八部衆 THE WORLD
- 電影少女 2nd 形象原聲音樂 -Memories-（天野愛）
- 電腦少女歌劇團
- 東方茱麗葉（綾瀨三紀）
- 東方茱麗葉 ～Minori's First Steps～（綾瀨三紀）
- 轟天突擊隊（後光院·艾莉絲·白蘭地·梅賽德斯·蘿絲瑪莉·馮·蘭科）
  - 轟天突擊隊 史上最大作戰
  - 轟天突擊隊 VOL.2 在煉獄的蘭科
- 夢幻獵人麗夢 南麻布魔法俱樂部（真脇由加里）
- 七海的堤可 廣播劇篇 百萬爭奪之戰群青大賽（奈奈美·辛普森）
- 七海的堤可 令人難忘的名場面集（奈奈美·辛普森）
- NEON GENESIS EVANGELION ADDITION（綾波零）
- 熱血最強哥修羅 SAURERS NOTE,3（立花浩美、光主尤莉加、山本春枝）
- BOUNTY DOG/獵殺月球（宇月祥子）
- 爆走獵人系列（蒂菈·米絲）
  - 爆走獵人【Whip I—Whip V】
  - 爆走獵人 II The Monthly Collection【1st Season—5th Season】
  - 爆走獵人SP 學園篇【青春其之1—其之3】
- BAD BOYS 搞怪少年 原聲音樂&廣播劇（由本久美）
- 萬能文化貓娘系列（夏目溫子）
  - 萬能文化貓娘【SOUND PHASE-0I—SOUND PHASE-0VI】
  - 萬能文化貓娘 奴庫D.J特別篇
  - 萬能文化貓娘 寶石箱
- B型同盟（粉紅）
- 羔羊之歌【第1章—第3章、最終章】（高城千砂）
- 美少女纏組（酒井涼子）
- FIGHT!!（隱部月之丞）
- 來自天外【1—3】（安娜）
- BLUE SEED系列（藤宮紅葉）
  - BLUE SEED 國土管理室宴會紀念號
  - BLUE SEED 來自妖精的愛【ACT.1—ACT.5】
  - BLUE SEED TOO
- 平成時間飛船 （／）
- 平成傻鵬 平成音樂大全集（傻鵬）
- 星屑樂園（結城里娜）[注 32]
- Voice Theater系列
  - Voice Theater系列3 穿越彩虹的貓（庫洛）
  - Voice Theater系列7 （蜜雪兒）
- Popful Mail系列（梅爾）
  - Popful Mail Paradise【1—5】
  - Popful Mail THE NEXT GENERATION【1—2】
- 魔群惑星（史東·利普）[注 27]
- 魔神英雄傳系列（忍部火美子 等）
  - 魔神英雄傳 [注 27]
  - 魔神英雄傳2 [注 27]
  - 魔神英雄傳2 虎王夢傳說（火美香、火美香的母親的聲音）
  - 魔神英雄傳2 回憶CD 星界山外景物語
  - 魔神英雄傳3 虎王的聖誕節禮物 ～青澀聖誕節～
  - 魔神英雄傳3 CD劇場【1－6】
  - 魔神英雄傳4 CD劇場【1、5】
  - 魔神英雄傳外傳 CD劇場 純純火美子【1—4】
  - 超魔神英雄傳 戲劇專輯【1—4】（わぁ坊、兒玉、女學生1、陰暗的火美子）
  - 魔神英雄傳 七魂的龍神丸
  - 魔神英雄傳 七魂龍神丸 有聲書
- 魔動王Granzort（咕哩咕哩、艾奴瑪）[注 27]
- 魔法老師！永别了，深愛的紅翼（愛莉卡·愛納爾基亞·艾特歐菲西雅）
- 魔法公主 明琪桃子 當雪下停了…（明琪桃子）
- 漫畫家麻里奈系列系列（麻里奈）
  - 漫畫家麻里奈 幽體脫離事件 愛的羅馬夜想曲
  - 漫畫家麻里奈 怪奇事件 充滿愛的推理
- MIYUKI WORLD—美由紀·界—
- 無人島物語（倉嶋沙織）
- 名偵探柯南 「來自少年偵探團的挑戰書」（灰原哀）
- 純情房東俏房客 漫畫形象專輯（浦島晴香、溫泉蛋）
- LIPs the Agent DRAMA-CD【VOL.1—VOL.3】（遊）
- 龍機傳承 外傳（薩拉維·班本茲）
- 流星機學生霸系列（昭島里美）
  - 流星機學生霸 覺醒篇
  - 流星機學生霸 修學旅行GO GO GO！篇
- 瑠璃丸傳 ～～（翔子）
- 倫敦魔魍街 第1卷（幼年時的弗雷德里克）[注 27]
- WILD HALF【Encounter2—Encounter3】（北原美玲）
- 魔群惑星 公主搖籃曲（史東·利普）[注 27]

等多數

### 外語配音

#### 電影
- 小貓熊歷險記（英语：The Amazing Panda Adventure）（萊恩·泰勒〈萊恩·史萊特〉）
- 天使愛美麗（艾蜜莉·普蘭〈奧黛莉·朵杜〉）
- 安妮皇室歷險記（英语：Annie: A Royal Adventure!）（安妮〈艾希莉·強森〉）
- 燈紅酒綠（英语：Bright Lights, Big City (film)）（亞曼達·康威〈菲比·凱茨〉）※TBS版。
- 挑戰者（英语：The Challengers (film)）（列儂〈馬修·貝克特〉）
- 卓別林與他的情人（埃德娜·普文斯〈彭妮露·安·美娜（英语：Penelope Ann Miller）〉、小時候的卓別林、小時候的小卓別林、舞者）
- 五星主廚快餐車（茉莉〈史嘉蕾·喬韓森〉）
- 冰上奇緣（英语：The Cutting Edge）（凱特·莫斯里〈莫伊拉·凱莉〉）
- 致命時刻（英语：Desperate Hours）（梅伊·康乃爾〈肖妮·史密斯〉）
- 終極警探2（空服員2、櫃台服務人員、溫莎機場的空服員、機場廣播）※影碟版。
- 老爸！我被綁架了（英语：Excess Baggage (1997 film)）（艾米麗·霍普〈艾莉西亞·席薇史東〉）
- 極速驚魂（英语：Freeway (1996 film)）（凡妮莎·盧茨〈麗絲·韋花絲潘〉）※舊DVD、VHS版。
- 殺出個黎明3：魔界妖姬（英语：From Dusk Till Dawn 3: The Hangman's Daughter）（愛絲梅拉達〈艾若·希利（英语：Ara Celi）〉）
- 雲端情人（莎曼珊〈史嘉蕾·喬韓森〉）
- ID4星際重生（凱瑟琳·瑪索博士〈夏洛特·甘斯柏格〉[230]）
- 意外之罪（英语：The Incident (1990 film)）（南西〈雅莉安娜·理察斯〉）
- 雙手轟天（英语：Joshua Tree (1993 film)）（莉塔·馬瑞克〈克里斯蒂安·奧方索（英语：Kristian Alfonso）〉）※朝日電視台版。
- 春風化雨1996（羅威娜·摩根〈珍·路易莎·凱利（英语：Jean Louisa Kelly）〉）※影碟版。
- 没有你的我（英语：Me Without You (film)）（赫莉·羅斯曼〈蜜雪兒·威廉絲〉）
- 月滿抱佳人（克麗絲）※JAL機內上映版。
- 家有跳狗（威利·莫里斯〈弗蘭奇·莫尼茲〉）
- 小鬼初戀（湯瑪斯·詹姆士·桑內特〈麥考利·克金〉）※機內上映版。
- 孤男寡女（郭明儀／Kinki Kwok〈鄭秀文〉）
- 環太平洋系列（森真子〈菊地凛子〉）
  - 環太平洋
  - 環太平洋2：起義時刻[231]
- 鳳凰王子（小飛龍〈林小樓〉）
- 寵物墳場（艾莉〈布拉茲·貝爾達爾（英语：Blaze Berdahl）〉）※影碟版。
- POKÉMON 名偵探皮卡丘（安·羅倫博士〈瑞塔·奧拉〉[232]、妙蛙種子[233]）
- 驚聲尖叫（凱西·貝克〈茱兒·芭莉摩〉）
- 魔鬼大帝：真實謊言（達娜·塔斯克〈伊麗莎·杜什庫〉）※影碟版。
- 火山高校（柳採怡〈新慜娥〉）

#### 電視影集
- 星際牛仔（菲·瓦倫坦〈丹妮拉·皮內達〉[234]）
- CSI犯罪現場 (第14、15季)（艾弗利·萊恩（英语：Avery Ryan）〈帕特里夏·阿奎特〉）
- 歡樂滿屋 (第4季)（亞倫·貝利〈米卡·休斯（英语：Miko Hughes）〉）
- L.A. Firefighters（雪萊·博內利）
- 破案三人行（梅寶·摩拉〈席琳娜·戈梅茲〉[235]）
- 銀河飛龍（第4季：雷內·皮卡德〈大衛·特里斯坦·伯金（英语：David Birkin）〉、第5季：伊莎貝拉〈謝伊·艾斯塔（英语：Shay Astar）〉）

#### 動畫
- 小倩（小倩）
- 原子小金剛（歌娜）
- 蝙蝠俠（蝙蝠女／芭芭拉·高登）
- 蝙蝠俠與急凍人：冰點危機（蝙蝠女／芭芭拉·高登）
- 超越蝙蝠俠：小丑的歸來（英语：Batman Beyond: Return of the Joker）（蝙蝠女／芭芭拉·高登）
- 查理布朗與史努比系列（瑪西）
- 救難小福星（奎尼）※新日語配音版。
- 大金剛（英语：Donkey Kong Country (TV series)）（迪迪剛）
- 我的雨林朋友（英语：FernGully: The Last Rainforest）（克莉絲朵）
- 小魚歷險記（英语：Help! I'm a Fish）（傑瑞）
- 馴鹿大競賽（英语：Hooves of Fire）（杜納）
- RWBY（蕾文·布蘭溫）
- 歡樂好聲音2（琳達[236]）
- 迷你樂一通（小噴嚏〈初代日語配音〉）

### 電視劇
- 世界奇妙物語 2002年秋天特集「讓我聽你的聲音」（富士電視台：2002年10月3日，篠原美由紀〈聲音〉）
- 週一GOLDEN（TBS：百瀨太郎的母親〈聲音〉）
  - 講談社第3屆電視劇原作大獎得獎作 貓辯系列
    - 貓辯 ～屍體的贖金～（2012年4月23日）
    - 貓辯和透明人（2013年4月22日）
- 名偵探柯南：工藤新一的復活！與黑暗組織的對決（讀賣電視台：2007年12月17日，灰原哀〈聲音〉）
- 管家 西園寺的名推理2 最終話（東京電視台：2019年6月14日，山崎美鈴〈聲音〉）
- VIVANT（TBS：2023年7月16日—，DRUM的聲音[237][238][注 33]）
- 藤子·F·不二雄SF短篇劇 Season2「旅人歸來」（NHK BS：2024年5月19日）[239]

### 真人電影
- 怪獸行星哥吉拉（Hello Kitty／凱蒂貓的聲音）
- 狂戀高校生（留言系统的聲音）
- 式日（女性的聲音）
- 打機王（泰樂〈聲音〉、大石美保〈友情演出〉）
- 鐵人28號（黑牛〈聲音〉）
- 機器人奇諾丘（艾莉〈聲音〉）
- 3D音樂劇秀「Hello Kitty與綠野仙蹤」（凱蒂貓〈聲音〉）
- 巨神兵現身東京（聲音）

### 廣播節目
放送中
- 林原惠的東京不羈夜（TBS廣播等台：1992年4月11日—）

放送終了
- （FM東京：1988年6月—1990年3月）
- 林原惠的心路小站（RF日本廣播電台：1991年4月9日—8月6日 → 關西電台等台：1991年10月5日—2015年3月28日）
- 佐竹雅昭的霸王塾（文化放送：1993年10月10日—1996年3月）
- 佐竹雅昭的霸王塾F（文化放送：1996年4月—1997年4月）
- 佐竹、林原的無法塾（文化放送：1997年4月—1999年3月）
- MEGU、OMO去逛街吧（TBS廣播：1995年10月12日—1996年4月4日）
- 大月俊倫的與惠一起O·SUN·PO（日本放送：2000年5月1日—2000年9月25日）
- 我們來幫XXX配音吧（MBS電台：2000年4月—2001年9月，負責週三）
- Hello Kitty的房間 supported by 三麗鷗（TOKYO FM：2012年4月6日—9月28日）
- Pokemon Radio Show！火箭隊的秘密帝國（InterFM：2012年7月1日—12月23日）
- 音鬼與林原惠的H話×3（SMART USEN：2017年10月11日—2018年1月24日）

### 旁白

#### 電視節目
- （東京電視台：1986年）
- 新譜堂（日本電視台：1997年3月31日—1998年12月25日）※負責平日
- 越路吹雪（NHK綜合：1998年2月26日）
- F1大獎賽（富士電視台：1999年）
- 開台40週年紀念節目「媒體白書 2000年的電視兒童」（東海電視台：1999年3月6日）
- 日立 發現世界不可思議的地方！（TBS：1999年8月28日）
- The Nonfiction（富士電視台：2001年3月4日—）[注 34]
- 自然發揮（NHK教育）[注 34]
- 田村亮子歷史（2000年9月16日）
- 課外授業歡迎前輩
  - 讓我們一起做機器人吧，機器人工程師：福田敏男（NHK綜合：2001年1月14日）
  - 來寫一首英雄歌曲吧 ～動畫歌曲歌手：水木一郎（NHK教育：2014年2月6日）
  - 「～在老師的腦海中～ 喜劇藝術家 鐵拳」（NHK教育：2015年9月11日）
- Super J Channel年末特集（朝日電視台：2008年12月26日）
- 梵谷的最後70天～向日葵畫家那天為何被殺害？（BS JAPAN：2009年9月12日）
- 學術娛樂 最後一次社會研究之旅（日本電視台：2010年10月12日）
- The Nonfiction特集（富士電視台：2011年3月6日）
- 開台60週年紀念節目 ”什麼是人類…!?”我與地球38億年的故事～地球密碼（TBS：2011年6月4日）
  - 生命38億年特集 什麼是人類…!?（TBS：2017年8月14日）
- 沒有你我活不下去 ～一個愛貓的藝術家的故事～ 第3回 只有我看到的她的眼淚，向田邦子（NHK BS Premium：2011年6月29日）
- 夢！動物大圖鑑（TBS：2011年10月22日—2012年3月17日）
- （富士電視台：2012年1月29日—）
- NEWS ZERO（日本電視台：2012年2月8日—9日、10月31日、2013年3月27日—28日、6月26日）[注 34]
- 宿命 ～吉田沙保里 蟬聯13年世錦賽的軌跡（CBC：2012年12月30日）
- 東野、有吉的底端「今年又過了一天。12月30日午夜，藝人的艱辛故事曝光。社會底層，那些大咖歌手和現在的人氣偶像，到底經歷了什麼？」（TBS：2012年12月30日）
- NHK特集（NHK綜合）
  - 機器人革命 我們能超越人類嗎？（2013年3月17日）[240]
  - 「NEXT WORLD 我們的未來」系列（2015年1月3日）全5回
  - 天使還是惡魔？羽生善治，探索人工智能（2016年5月15日）
  - 人工知能 天使還是惡魔？2017（2017年6月25日）
  - 不能告訴任何人 ～地震後創傷的母子對話～（2018年3月10日）
  - 人工知能 天使還是惡魔？當你知道未來，你會… 2018（2018年9月15日）
  - 瓜達爾卡納爾島戰役 悲劇指揮官（2019年8月11日）
- Caspe！ 現在在哪？日本驚人的營運商特集（富士電視台：2013年3月19日）
- SUNDAY SPORTS「女子競速滑冰 高木美帆特集」（NHK綜合：2013年4月28日）
- 邁向明日 -讓我們互相支持-「秋元康 7條信息重建企劃」（NHK綜合：2013年5月5日）
- 首都圈特集「逆境求生 ～急速增加“窮孩子”打鬥場面～」（NHK綜合〈東京〉：2013年5月31日）
- 紀錄片72小時「生活在網路上的人」（NHK綜合：2013年6月7日）
- 金洛里昂 ～人狼～（TBS：第2彈：2013年7月5日，第3彈：10月17日）
- 玉瀧光（光TV：2013年）
- 武井試煉場（TOKYO MX：2014年）
- 世界珍貴動物大圖鑑（TBS：2014年8月31日）
- Shakin！（NHK教育：2016年4月—）
- EVA（NHK BS Premium：2016年9月16日—）
- 當你聽到答案時，你會想再看一遍！猜謎看兩次（富士電視台：2016年9月17日、12月29日、2017年7月6日）
- 夫婦再旅（BS日視：2016年10月—）
- NNN紀錄片（日本電視台）
  - 我想要聽你說（2017年5月1日）
  - 為什麼美國人在廣島？ ～越來越大，核子武器的威脅～（2017年9月11日）
  - 媽媽們～難道只有“特定孕婦”的女人不好？（2018年4月23日）
  - （2020年7月5日）
  - （2021年6月28日）
  - （2022年6月20日）
  - （2023年5月22日）
- 草間彌生 我永恆的靈魂（NHK綜合：2017年5月4日）
- 夏洛克·福爾摩斯乾杯（NHK綜合：2017年5月24日）
- 超實踐！遇到發育障礙如何處理（NHK綜合：2018年4月30日）
- 週日美術館（NHK教育：2018年8月12日）
- 直擊！真相坂上特集 獨家新聞（富士電視台：2018年10月4日）
- 刑警可倫坡 完全搜査檔案（NHK BS Premium：2018年11月3日）
  - 重製版（NHK BS Premium：2019年1月19日）
- 穿越命運的歷史 徹底搜査 忠臣藏（NHK綜合：2018年12月30日）
- Premium Cafe 向田邦子（2） 秋季邂逅（NHK BS Premium：2019年11月28日）
- NHK特集「AI復活的美空雲雀」（NHK BS Premium：2019年12月7日）
- 心的餐廳 有生命的器皿（NHK BS Premium）
  - 「回憶的蒲燒」（2020年10月2日）
  - 「調理，來自家鄉母親的味道」（2020年10月9日）
  - 「有生命的器皿 加長版」（2021年4月3日）
  - 「連結已出嫁的女兒和父母的鯖魚壽司」（2021年7月20日）
  - 「從妻子到丈夫 青春的日式義大利麵」（2021年7月21日）
  - 「孫子寫給奶奶的情書 ～米粉～」（2021年7月22日）
- 東京重生 總集篇「充滿奇觀 3年的首都大改造」（NHK BS Premium：2021年8月7日）
- 保護明天的Navi（17）（NHK綜合：2021年9月26日）
- 新電視 2022（NHK綜合：2022年1月1日）[241]
- 蝴蝶效應 因為有那一天所以有現在（NHK綜合：2022年1月11日）[注 35]
- 獅子王朝（國家地理頻道：2022年1月）—日語旁白
- 秘密絕景 BLUE CANYON（NHK BS Premium：2022年3月12日）[244]
- 秘密絕景 BLUE CANYON「眾神之谷」（NHK BS Premium：2022年8月27日）
- KANAKANA（NHK綜合：2022年5月16日—6月30日）[245]
- 日本不知道的冠軍賽直播中！「第19回 繃帶王冠軍」（NHK綜合：2022年7月19日）
- 紀錄片 電影SOS（愛知電視台：2022年9月17日）
- 遙測 2023「從戰場到災區 ～祈禱的一年～」（朝日電視台：2023年5月27日）
- （NHK BS4K：2023年6月17日）
- （東京電視台：2024年5月5日）

等多數

#### 廣告
- 雀巢『Crunch』
- 寶酒造（台詞「活動實施中」）
- Atsugi
- 竹書房『COMIC GAMMA』
- 富士見書房『月刊DRAGON MAGAZINE』『月刊COMIC DRAGON』
- 角川書店『月刊Newtype』
- 太空異種（英语：The Astronaut's Wife） 日本版預告篇（2000年）
- 萬普『超級機器人大戰α』（2000年）
- 毛骨悚然 日本版預告篇（2001年）
- NTTDoCoMo九州 503iseries（2001年）
- Star Child『for RITZ』（2004年）
- SEGA
  - 『光明之淚』（2004年）
  - 『音速小子 未知邊境（英语：Sonic Frontiers）』（2022年）
- SCE『小小大星球』（2008年）
- 日清
  - 『合味道泡菜』（合味道泡菜的聲音）
  - 『合味道米飯』（2013年）—傻鵬
  - 『合味道 HUNGRY DAYS』系列
    - 預告篇（2017年）
    - 最終回預告篇（2018年）
    - 最終回篇（2018年）
    - 2019 預告篇（2019年）
    - ONE PIECE 索隆 篇（2019年）
    - ONE PIECE 娜美 篇（2019年）
    - ONE PIECE 薇薇 篇（2019年）
    - ONE PIECE 頂上騎馬戰（2020年）
- 村田製作所
- 三菱
  - 『COLT』（旁白，以凱蒂貓的聲音演出）
  - 『試乘活動 一家人到店篇』（2013年）（旁白，以凱蒂貓的聲音演出）
- Panasonic
- Yellow Hat『2013年秋季Yellow Hat特價促銷活動』
- DMM『2013年冬季DVD CD出租活動』
- WorldWedding『Hello！WorldWedding 新春恒例結婚「福袋計劃」！篇』（2014年）（旁白，以凱蒂貓的聲音演出）
- 『露西』電視廣告「制御不能篇」（2014年）
- 樂敦製藥『Chu Lip』
- 華歌爾（2015年）[246]
- 可口可樂（2016年）
- YKK AP（2017年）
- NURO 光
  - （2017年）
  - （2019年）
- 北海道電力（2017年）（旁白，以凱蒂貓的聲音演出）
- 華納兄弟電影
  - 『氣象戰』電視廣告「規則篇」）（2018年）
  - 『追憶人』焦點15秒「規則篇」（2021年）
  - 『十二個想死的少年』特報預告（2018年）
- Proactiv Solution『Proactiv+ × Hello Kitty』（2018年）（旁白，以凱蒂貓的聲音演出）
- 江崎固力果
  - （2018年）
  - （2019年）
- KADOKAWA
  - 【Fantasia文庫】【2018年4月電視廣告】（2018年）
  - 電影「逃出神秘島」90秒預告篇（2019年）
  - 《月刊NewType》2021年3月號（2021年）
- 小學館《名偵探柯南》單行本第95冊（2018年）
- 漫威影業『復仇者聯盟：終局之戰』（2019年）
- Aeon卡
  - （2019年）
  - 『Aeon卡×欅坂46』系列 電視廣告
    - 「」篇（2019年）
    - 「」篇（2019年）
    - 「」篇（2019年）
    - 「」篇（2020年）
    - 「」篇（2020年）

  - 『Aeon卡×櫻坂46』系列 電視廣告
    - 「」篇11月（2020年）
    - 「數位服務」篇（2020年）
    - 「」篇（2020年）
    - 「新生活」篇（2021年）
    - 「」篇（2021年）
- 栗山米（2019年）
- Acecook
  - （2020年）
  - （2020年）
- HTB ENERGY『超級市場篇（15秒）』（2020年）
- 週六晚間連續劇【消除老師的方程式。】15秒宣傳預告片（2020年）
- KATE
  - （2020年）
  - 20秒（2021年）
- 札幌啤酒60秒（2021年）
- 松竹「電影『鳩的擊退法』」（2021年）
  - 【特報影像】
  - 【預告篇】
  - 【15秒CM 藤原龍也篇】
- KLOCKWORX『SEOBOK』網路廣告（2021年）
- De Agostini「HELLO KITTY 懷舊單品系列【De Agostini】30秒電視廣告」（2021年）
- Cygames【Shadowverse】廣告 篇（2021年）
- Apple「Apple Watch 」（2022年）
- 圓谷製作『超人力霸王七號55週年紀念影片』（2022年）
- 環球音樂 SPITZ『美麗的鰭』（2023年）
- AEON（2023年）
- DMM GAMES TVCM
  - 篇（2024年）
  - 篇（2024年）
  - 篇（2024年）
- 三得利 （2024年）—歌唱[247]

等多數

#### 其它（旁白）
- 名古屋市環境事業局
- 大阪市環境局「生命之歌」
- 教學視頻 大林組 安全管理心得
- 幕後特集 哥吉拉vs機械哥吉拉（以本作品的DVD特典錄製）
- U-CAN「古都鎌倉」
- 久喜綜合文化會館星象館「BLUE PLANET ～奇蹟之星☆～」（2001年）
- 天文博物館五島星象館「星星音樂晚會」林原惠特集（2001年）
- 天文博物館五島星象館 meets～星星的記憶（2003年6月13日—30日）
- 櫻46×Aeon卡 網路影片 「BEYOND THE FUTURE」篇
- 朗讀CD（1998年2月21日）
- 小學館 被罪惡弄混的兩個人 ～霞～（2002年4月24日）
- 蘋果劇院朗讀劇「涙水的溫度」（2003年12月2日）
- NHK廣播第1放送 閃亮10代！「來讀名作吧」
  - 斜陽（2005年6月25日）
  - 若草物語（2005年7月2日）
  - 鈴蘭（2005年7月9日）
- Sound Theatre（新感覺音樂朗讀劇）
  - HYPNAGOGIA（2011年3月12日—13日）
  - CROSS ROAD ～惡魔小提琴家 尼科羅·帕格尼尼～（2012年9月22日—23日）
- 日本唱片協會活動“LOVE MUSIC”「著作權法第三十條第一款第三項閱讀比賽」樣本語音（2011年）
- 文部科學省網路即時發佈 感受、傳達和思考言語的力量 ～從古典朗讀言語活動～（2013年）
- 【乃木46】6期生試鏡 預告片（2024年）
- 大型哺乳動物展3－分離與連結大遊行（2024年）藍鯨

### 電視節目
常駐
- 畢竟是年輕人（NHK教育：1989年4月—1990年3月，空見的聲音）
- 滿滿的朋友（NHK教育：1990年4月—1995年3月，空見的聲音）
- 我愛你！Hello Kitty（東京電視台：1993年10月5日—1994年3月30日，凱蒂貓的聲音）
- 來玩吧！Hello Kitty（東京電視台：1994年4月6日—9月28日，凱蒂貓的聲音）
- Hello Kitty與酷企鵝（東京電視台：1994年10月—1999年3月，凱蒂貓的聲音）
- Hello Kitty's樂園系列（東京電視台，凱蒂貓的聲音）
  - Hello Kitty's樂園（1999年4月2日—9月）
  - Hello Kitty's樂園II（1999年10月—2000年3月26日）
  - Hello Kitty's樂園GOLD（2000年4月3日—2002年9月24日）
  - Hello Kitty's樂園Fresh（2002年10月1日—2005年9月26日）
  - Hello Kitty's樂園PLUS（2005年10月4日—2008年9月30日）
  - Hello Kitty's樂園peace（2008年10月7日—2011年3月29日）
- 新譜堂（日本電視台，看板娘）
- 三麗鷗角色 Pon-pon Jump！（BS富士：2017年4月2日—2020年3月29日，凱蒂貓的聲音）
- FUNFUNKITTY！（東京電視台：2020年4月6日—，凱蒂貓的聲音）

主持人
- BS暑假動畫特選（NHK BS2：1994年）
- SKY PerfecTV！ FM579 林原惠×山寺宏一 ～～（BS SKY Perfect！：2017年2月13日）
- 正宗哥吉拉對新世紀福音戰士交響樂演奏會（NHK BS Premium：2017年4月30日）

嘉賓等
- 電影帝國 GUNHED公開記者會（1989年）錄影帶雜誌
- 無敵7:00（日本電視台：1993年12月11日）
- 晚餐萬歲（富士電視台：1995年8月16日）
- 速報！歌曲大辭典（日本電視台：1996年11月4日、1998年7月15日）
- 徹子的房間（朝日電視台：1997年7月22日）
- Top Runner（NHK綜合：1998年2月6日）
- 快車（TBS：1999年8月9日）
- M-VOICE（大阪電視台：1999年11月1日—5日、2001年8月28日—9月1日）
- Music Spot（三重電視台：2002年）[注 36]
- 真劍10代講場（NHK教育：2002年12月21日）
- saku saku（神奈川電視台：2003年7月21日—7月25日、9月29日—10月3日）
- 藤井隆的SKY Perfect！110BANG！（SKY Perfect：2005年12月5日）
- 早安攝影棚（東京電視台，迪迪金剛的聲音）
- Anitele Presents 動畫歌曲PLUS+（東京電視台：2008年9月1日）
- 森田一義時間 笑一笑又何妨！（富士電視台：2010年8月17日，凱蒂貓的聲音）
- SMAP×SMAP（富士電視台：2010年11月8日，凱蒂貓的聲音）
- Great Connection（日本電視台：2017年8月7日，聲音演出）

等多數

### 柏青哥、角子機
柏青哥
- 新世纪福音戰士系列（綾波零）
- CR新世纪福音戰士系列（綾波零）
- CR小松君（松野末松）
- CR天才傻鵬系列（傻鵬）
  - CR天才傻鵬 因為是41歲的春天
  - CR天才傻鵬4 決斷的瞬間
- FEVER 秀逗魔導士 REVOLUTION（莉娜·因巴斯）
- CR機動警察（櫻山桃子）
- CR星際牛仔（菲·瓦倫坦）
- CR魔神英雄傳（忍部火美子）
- P亂馬½ 熱血格鬥遊戯（早乙女亂馬〈女〉）
- P哥吉拉對福音戰士 ～G細胞覺醒～（綾波零）
- 柏青哥新·福音戰士（綾波零）
- P攻殼機動隊SAC_2045（島村孝）

角子機
- 新世紀福音戰士系列（綾波零）
- 福音戰士系列（綾波零）
- 阿倍野橋魔法商店街
- 星際牛仔（菲·瓦倫坦）
- L哥吉拉對福音戰士（綾波零）

### 其它
- 三麗鷗彩虹樂園（凱蒂貓的聲音）
- Harmonyland（凱蒂貓的聲音）
- 日本環球影城（凱蒂貓的聲音）
- 國際花與綠博覽會（小花帽的聲音）
- 舞台KERA MAP修道女們（葛利希達修女，聲音演出）
- 乃木46 8th YEAR BIRTHDAY LIVE（2020年）旁白
- 「Newtype35周年 動畫編年史」聲音指南導航
- 「VIVANT」粉絲見面會（DRUM的聲音）[248]

## 音樂作品

### 單曲
| 枚數 | 發行日期       | 單曲名稱（日文原名）                 | B面歌曲（日文原名）                          | 形式    | 規格編號                    | 順位   |
| ---- | -------------- | ------------------------------------ | -------------------------------------------- | ------- | --------------------------- | ------ |
| 1st  | 1989年5月25日  | 約定好的喲（）                       | Happy Happy                                  | 8cmCD   | POOP-40010                  | 圈外   |
| 1st  | 1997年3月5日   | 約定好的喲（）                       | Happy Happy                                  | 8cmCD   | PODX-1020                   | 第51名 |
| 2nd  | 1991年3月5日   | 七彩的運動鞋（）                     | 戀愛爭奪賽（）                               | 8cmCD   | KIDA-15                     | 第43名 |
| 2nd  | 1991年3月5日   | 七彩的運動鞋（）                     | 戀愛爭奪賽（）                               | CT      | KISA-15                     | 第43名 |
| 3rd  | 1992年6月24日  | 擁抱夢想（）                         | 我愛你勝過愛我！（好きより大好きミンキースマイル！）                         | 8cmCD   | KIDA-42                     | 第90名 |
| 4th  | 1992年8月5日   | 春貓不思議月夜 -告訴我Happiness-（春猫不思議月夜 -おしえてHappiness-） | Touch me softly                              | 8cmCD   | KIDA-45                     | 第49名 |
| 5th  | 1993年3月24日  | OUR GOOD DAY… 我們的GOOD DAY（）     | KEEP ON DREAMING <MEGUMI Version>            | 8cmCD   | KIDA-54                     | 第54名 |
| 6th  | 1993年11月26日 | 夢 Hurry Up                          |                                              | 8cmCD   | KIDA-69                     | 第58名 |
| 7th  | 1994年5月25日  | Until Strawberry Sherbet             | Sunday Afternoon                             | 8cmCD   | KIDA-81                     | 第42名 |
| 8th  | 1994年11月3日  | Touch and Go!!                       | -Life-                                       | 8cmCD   | KIDA-90                     | 第32名 |
| 9th  | 1995年7月21日  | MIDNIGHT BLUE                        | Shining Girl                                 | 8cmCD   | KIDA-108                    | 第27名 |
| 10th | 1995年12月6日  | Going History                        | 灼熱之戀（灼熱の恋）                                 | 8cmCD   | KIDA-124                    | 第25名 |
| 11th | 1996年4月24日  | Give a reason                        | 我不會讓你插手（邪魔はさせない）                           | 8cmCD   | KIDA-128                    | 第9名  |
| 12th | 1996年5月22日  | 在無限的慾望之中（限りない欲望の中に）                 | Touch Yourself                               | 8cmCD   | KIDA-134                    | 第20名 |
| 13th | 1996年7月5日   | Just be conscious                    | RUN ALL THE WAY！                            | 8cmCD   | KIDA-136                    | 第11名 |
| 14th | 1996年10月23日 | Successful Mission                   | I'll be there                                | 8cmCD   | KIDA-138                    | 第7名  |
| 15th | 1997年4月23日  | don't be discouraged                 | Breeze                                       | 8cmCD   | KIDA-148                    | 第4名  |
| 16th | 1997年7月2日   | Reflection                           | GLORIA ～只想告訴你～（GLORIA ～君に届けたい～）                    | 8cmCD   | KIDA-154                    | 第7名  |
| 17th | 1998年2月4日   | Fine colorday                        |                                              | 8cmCD   | KIDA-158                    | 第9名  |
| 18th | 1998年4月24日  | ～infinity～∞                        | EXTRICATION                                  | 8cmCD   | KIDA-161                    | 第8名  |
| 19th | 1998年7月3日   | raging waves                         | I & Myself                                   | 8cmCD   | KIDA-163                    | 第8名  |
| 20th | 1998年9月4日   | A HOUSE CAT                          | 幸福是一點一點堆積起來的（幸せは小さなつみかさね）                 | 8cmCD   | KIDA-165                    | 第6名  |
| 21st | 1998年10月23日 | Proof of Myself                      | Lively Motion                                | 8cmCD   | KIDA-170                    | 第9名  |
| 22nd | 1999年5月28日  | question at me                       | ～從那之後～（～それから～）                             | 8cmCD   | KIDA-180                    | 第13名 |
| 23rd | 1999年12月3日  | 布斯卡！布斯卡!!（）                 |                                              | 8cmCD   | KIDA-190                    | 第50名 |
| 24th | 2000年5月24日  | 櫻花綻放（サクラサク）                         | 如果有你（君さえいれば）                                 | 12c單曲 | KIDA-506                    | 第7名  |
| 25th | 2000年10月25日 | unsteady                             | lost in you                                  | 8cmCD   | KIDA-204                    | 第14名 |
| 26th | 2001年8月29日  | Over Soul                            | trust you                                    | 12c單曲 | KICM-3016［林原惠版本］     | 第7名  |
| 26th | 2001年8月29日  | Over Soul                            | trust you                                    | 12c單曲 | KICM-3017［通靈王版本］     | 第7名  |
| 27th | 2001年12月5日  | feel well                            | 倫巴、倫巴（ルンバ·ルンバ）                               | 12c單曲 | KICM-3020                   | 第11名 |
| 27th | 2001年12月5日  | feel well                            | [ 注 39 ]                                    | 12c單曲 | KICM-3020                   | 第11名 |
| 28th | 2001年12月29日 | brave heart                          | 閃亮的碎片（きらめくかけら） brave heart (Moonlit Version) | 12c單曲 | KICM-3021                   | 第11名 |
| 29th | 2002年3月27日  | Northern lights                      | 影像（おもかげ）                                     | 12c單曲 | KICM-3027                   | 第3名  |
| 30th | 2002年4月24日  | Treat or Goblins                     | 你的心（）                                   | 12c單曲 | KICM-3030                   | 第19名 |
| 30th | 2002年4月24日  | Treat or Goblins                     | 你的心（） ～HipDooWopHop Mix～              | 12c單曲 | KICM-3030                   | 第19名 |
| 31st | 2002年9月25日  | KOIBUMI                              | 天未亮、夜已過（） faint love                | 12c單曲 | KICM-3035［林原惠版本］     | 第7名  |
| 31st | 2002年9月25日  | KOIBUMI                              | 天未亮、夜已過（） faint love                | 12c單曲 | KICM-3036［朝霧的巫女版本］ | 第7名  |
| 32nd | 2003年9月26日  | 別認輸、別認輸…（）                  | 加油、加油…（頑張って、頑張って…）                              | 12c單曲 | KICM-1083                   | 第8名  |
| 33rd | 2006年7月26日  | Meet again                           | Get along ～SelfTag Version～                | 12c單曲 | KICM-1164                   | 第12名 |
| 33rd | 2006年7月26日  | Meet again                           | Give a reason ～Ballade Version～            | 12c單曲 | KICM-1164                   | 第12名 |
| 33rd | 2006年7月26日  | Meet again                           | don't be discouraged                         | 12c單曲 | KICM-1164                   | 第12名 |
| 34th | 2007年2月7日   | A Happy Life                         | Lucky & Happy                                | 12c單曲 | KICM-1196                   | 第12名 |
| 35th | 2008年7月23日  | Plenty of grit                       | Revolution                                   | 12c單曲 | KICM-1245                   | 第6名  |
| 36th | 2009年2月18日  | Front breaking                       | 砂時計                                       | 12c單曲 | KICM-1268                   | 第15名 |
| 37th | 2009年4月22日  | 前往集結之園（集結の園へ）                     | 前往集結之園 ～AYANAMIver.～                 | 12c單曲 | KICM-1271                   | 第7名  |
| 38th | 2010年7月21日  | 集結的命運（）                       | 道别在今日（） ～Maternal Version～          | 12c單曲 | KICM-1310                   | 第6名  |
| 39th | 2012年9月29日  | 翼（）                               | 奇異恩典 -Amazing Grace-（アメイジング·グレイス）                 | 12c單曲 | KICM-1414                   | 第36名 |
| 40th | 2015年10月21日 | 桑哈拉 ～神聖之力～（）              | 另一個我（もう一人の私）                                 | 12c單曲 | KICM-3302                   | 第17名 |
| 40th | 2015年10月21日 | 桑哈拉 ～神聖之力～（）              | raks-ati ～我會保護你～（raks-ati ～君を守る～）                  | 12c單曲 | KICM-3302                   | 第17名 |
| 40th | 2015年10月21日 | 桑哈拉 ～神聖之力～（）              | Stay                                         | 12c單曲 | KICM-3302                   | 第17名 |
| 41st | 2016年2月3日   | 薄冰殉情（）                         | 我是一把劍（我れは梔子）                               | 12c單曲 | KICM-3315                   | 第13名 |
| 42nd | 2017年2月22日  | 臨終的死神（）                       |                                              | 12c單曲 | KICM-3320                   | 第31名 |
| 43rd | 2021年4月14日  | Soul salvation                       | 我指尖所向之處（＃ボクノユビサキ）                           | 12c單曲 | KICM-2077                   | 第9名  |
| 44th | 2022年12月21日 |                                      |                                              | 12c單曲 | KICM-2121                   | 第21名 |
| 45th | 2023年12月6日  |                                      | —                                            | 12c單曲 | KICM-2147                   | 第22名 |
| 46th | 2024年12月18日 | Gathering                            |                                              | 12c單曲 | KICM-2161                   | 第22名 |

#### 網路發佈限定單曲
| 枚數 | 發行日期      | 單曲名稱（日文原名）                | 規格品番  |
| ---- | ------------- | ----------------------------------- | --------- |
| 1st  | 2022年7月29日 | Soul salvation ～Flowering period～ | NOPA-3367 |

### 專輯CD

#### 原創專輯
| 枚數 | 發行日期       | 專輯名稱（日文原名） | 形式                           | 規格編號          | 順位    |
| ---- | -------------- | -------------------- | ------------------------------ | ----------------- | ------- |
| 1st  | 1991年3月21日  | Half and, Half       | 12cmCD                         | KICS-100          | 第43名  |
| 1st  | 1991年3月21日  | Half and, Half       | CT                             | KITS-100          | 第43名  |
| 1st  | 2005年3月16日  | Half and, Half       | 12cmCD                         | KICS-91151        | 第288名 |
| 2nd  | 1992年3月5日   | WHATEVER             | 12cmCD                         | KICS-176          | 第18名  |
| 2nd  | 1992年3月5日   | WHATEVER             | CT                             | KITS-176          | 第18名  |
| 2nd  | 2005年3月16日  | WHATEVER             | 12cmCD                         | KICS-91152        | 圈外    |
| 3rd  | 1992年8月5日   | Perfume              | 12cmCD                         | KICS-215          | 第13名  |
| 3rd  | 2005年3月16日  | Perfume              | 12cmCD                         | KICS-91153        | 圈外    |
| 4th  | 1993年8月21日  | SHAMROCK             | 12cmCD                         | KICS-345          | 第12名  |
| 4th  | 2005年3月16日  | SHAMROCK             | 12cmCD                         | KICS-91154        | 圈外    |
| 5th  | 1994年7月2日   | SPHERE               | 12cmCD                         | KICS-430          | 第8名   |
| 5th  | 2005年3月16日  | SPHERE               | 12cmCD                         | KICS-91155        | 圈外    |
| 6th  | 1995年3月3日   | Enfleurage           | 12cmCD                         | KICS-475          | 第6名   |
| 6th  | 2005年3月16日  | Enfleurage           | 12cmCD                         | KICS-91156        | 圈外    |
| 7th  | 1996年11月1日  | Bertemu              | 12cmCD                         | KICS-590          | 第3名   |
| 7th  | 2005年3月16日  | Bertemu              | 12cmCD                         | KICS-91157        | 圈外    |
| 8th  | 1997年8月6日   | Irāvatī              | 12cmCD                         | KICS-640          | 第5名   |
| 8th  | 2005年3月16日  | Irāvatī              | 12cmCD                         | KICS-91158        | 圈外    |
| 9th  | 1999年10月27日 | 輕飄飄（）           | 12cmCD                         | KICS-755          | 第5名   |
| 9th  | 2005年3月16日  | 輕飄飄（）           | 12cmCD                         | KICS-91159        | 圏外    |
| 10th | 2002年6月26日  | feel well            | 12cmCD + DVD［初回限定盤］     | KICS-90956        | 第7名   |
| 10th | 2002年6月26日  | feel well            | 12cmCD［通常盤］               | KICS-955          | 第7名   |
| 11th | 2004年1月7日   | center color         | 12cmCD + DVD                   | KICS-1070         | 第10名  |
| 12th | 2007年4月21日  | Plain                | 12cmCD［初回限定盤］           | KICS-91013～91014 | 第18名  |
| 12th | 2007年4月21日  | Plain                | 12cmCD［通常盤］               | KICS-1303         | 第18名  |
| 13th | 2010年7月21日  | CHOICE               | 12cmCD + DVD［初回限定盤］     | KICS-91548        | 第6名   |
| 13th | 2010年7月21日  | CHOICE               | 12cmCD［通常盤］               | KICS-1548         | 第6名   |
| 14th | 2018年3月30日  | Fifty～Fifty         | 12cmCD + Blu-ray［初回限定盤］ | KICS-93693        | 第18名  |
| 14th | 2018年3月30日  | Fifty～Fifty         | 12cmCD［通常盤］               | KICS-3693         | 第18名  |

#### 精選專輯
| 枚數 | 發行日期      | 專輯名稱（日文原名） | 形式                       | 規格編號          | 順位    |
| ---- | ------------- | -------------------- | -------------------------- | ----------------- | ------- |
| 1st  | 2000年4月26日 | VINTAGE S            | 12cmCD + VHS               | KICS-790          | 第6名   |
| 1st  | 2000年4月26日 | VINTAGE S            | 12cmCD                     | KICS-790          | 第6名   |
| 1st  | 2005年3月16日 | VINTAGE S            | 12cmCD + DVD               | KICS-91160        | 第232名 |
| 2nd  | 2000年6月21日 | VINTAGE A            | 12cmCD + VHS               | KICS-810          | 第4名   |
| 2nd  | 2000年6月21日 | VINTAGE A            | 12cmCD                     | KICS-810          | 第4名   |
| 2nd  | 2005年3月16日 | VINTAGE A            | 12cmCD+DVD                 | KICS-91161        | 第271位 |
| 3rd  | 2011年6月11日 | VINTAGE White        | 12cmCD + DVD［初回限定盤］ | KICS-91670～91671 | 第9名   |
| 3rd  | 2011年6月11日 | VINTAGE White        | 12cmCD［通常盤］           | KICS-1670～1671   | 第9名   |
| 4th  | 2015年6月17日 | 時空膠囊（）         | 12cmCD                     | KICS-3192～3194   | 第10名  |
| 5th  | 2016年2月3日  | DUO                  | 12cmCD                     | KICS-3346～3348   | 第12名  |
| 6th  | 2021年3月30日 | VINTAGE DENIM        | 12cmCD                     | KICS-3980～1982   | 第6名   |

#### 迷你專輯
| 枚數 | 發行日期       | 專輯名稱（日文原名） | 形式   | 規格編號   | 順位   |
| ---- | -------------- | -------------------- | ------ | ---------- | ------ |
| 1st  | 1990年2月28日  | PULSE                | 8cmCD  | TYDY-5127  | 第92名 |
| 1st  | 1990年2月28日  | PULSE                | CT     | TYTY-5127  | 第92名 |
| 1st  | 1994年12月21日 | PULSE                | 12cmCD | TYCY-5413  | 第84名 |
| 2nd  | 2009年10月4日  | 萌火力（）           | 12cmCD | NMAX-80005 |        |

#### 其它專輯
| 枚數 | 發行日期      | 專輯名稱（日文原名）    | 形式                 | 規格編號          | 順位   |
| ---- | ------------- | ----------------------- | -------------------- | ----------------- | ------ |
| 1st  | 2007年4月21日 | 林原惠 一樣愉快有趣（） | 12cmCD               | KICG-53～55       | 第70名 |
| 2nd  | 2008年6月25日 | 秀逗魔導士MEGUMIX（スレイヤーズMEGUMIX）   | 12cmCD               | KICA-916～918     | 第14名 |
| 3rd  | 2017年5月3日  | with you                | 12cmCD［期間限定盤］ | KICS-93489～93490 | 第11名 |
| 4th  | 2020年3月25日 | 秀逗魔導士MEGUMIXXX（） | 12cmCD               | KICA-2573～2575   | 第9名  |

#### 網路發佈限定專輯
| 枚數 | 發行日期       | 專輯名稱（日文原名）                                    | 規格編號  | 發佈網站            |
| ---- | -------------- | ------------------------------------------------------- | --------- | ------------------- |
| 1st  | 2017年12月13日 | 「林原惠 1st LIVE -會與你見面的-」網路發佈限定專輯 （） | NOPA-1644 | 歌手官方網站        |
| 1st  | 2017年12月13日 | 「林原惠 1st LIVE -會與你見面的-」網路發佈限定專輯 （） | NOPA-1644 | Amazon 數位音樂商店 |
| 1st  | 2017年12月13日 | 「林原惠 1st LIVE -會與你見面的-」網路發佈限定專輯 （） | NOPA-1644 | animelo mix         |
| 1st  | 2017年12月13日 | 「林原惠 1st LIVE -會與你見面的-」網路發佈限定專輯 （） | NOPA-1644 | XBOX MUSIC          |
| 1st  | 2017年12月13日 | 「林原惠 1st LIVE -會與你見面的-」網路發佈限定專輯 （） | NOPA-1644 | oricon音樂商店      |
| 1st  | 2017年12月13日 | 「林原惠 1st LIVE -會與你見面的-」網路發佈限定專輯 （） | NOPA-1644 | GIGA MUSIC          |
| 1st  | 2017年12月13日 | 「林原惠 1st LIVE -會與你見面的-」網路發佈限定專輯 （） | NOPA-1644 | Google Play音樂     |
| 1st  | 2017年12月13日 | 「林原惠 1st LIVE -會與你見面的-」網路發佈限定專輯 （） | NOPA-1644 | JOYSOUND            |
| 1st  | 2017年12月13日 | 「林原惠 1st LIVE -會與你見面的-」網路發佈限定專輯 （） | NOPA-1644 |                     |
| 1st  | 2017年12月13日 | 「林原惠 1st LIVE -會與你見面的-」網路發佈限定專輯 （） | NOPA-1644 | TSUTAYA 音樂發佈    |
| 1st  | 2017年12月13日 | 「林原惠 1st LIVE -會與你見面的-」網路發佈限定專輯 （） | NOPA-1644 | dwango.jp           |
| 1st  | 2017年12月13日 | 「林原惠 1st LIVE -會與你見面的-」網路發佈限定專輯 （） | NOPA-1644 | music.jp            |
| 1st  | 2017年12月13日 | 「林原惠 1st LIVE -會與你見面的-」網路發佈限定專輯 （） | NOPA-1644 | mora                |
| 1st  | 2017年12月13日 | 「林原惠 1st LIVE -會與你見面的-」網路發佈限定專輯 （） | NOPA-1644 | RecoChoku           |

### 影像作品
| 枚數 | 發行日期       | 影像名稱（日文原名）                | 形式              | 規格編號   | 順位           |
| ---- | -------------- | ----------------------------------- | ----------------- | ---------- | -------------- |
| 1st  | 1991年4月21日  | 緞帶（）                            | VHS               | KIVM-21    |                |
| 1st  | 1991年5月21日  | 緞帶（）                            | LD                | KILM-12    |                |
| 2nd  | 1991年5月21日  | 你的答案（君のAnswer）                        | Video Single Disc | KIFM-4     |                |
| 3rd  | 2017年12月13日 | 林原惠 1st LIVE -會與你見面的- （） | Blu-ray           | KIXM-303   | 第6名（綜合）  |
| 3rd  | 2017年12月13日 | 林原惠 1st LIVE -會與你見面的- （） | Blu-ray           | KIXM-303   | 第3名（音樂）  |
| 3rd  | 2017年12月13日 | 林原惠 1st LIVE -會與你見面的- （） | DVD               | KIBM-690/1 | 第12名（綜合） |
| 3rd  | 2017年12月13日 | 林原惠 1st LIVE -會與你見面的- （） | DVD               | KIBM-690/1 | 第5名（音樂）  |

### 其它CD

#### 雙人單曲
| 發行日期 | 商品名稱                                   | 歌                 | 樂曲                 | 備註                                                         |
| 1989年   | 1989年                                     | 1989年             | 1989年               | 1989年                                                       |
| -------- | ------------------------------------------ | ------------------ | -------------------- | ------------------------------------------------------------ |
| 11月24日 | 拜託了，大耳鼠                             | 林原惠、齊藤小百合 | 「」                 | 電視動畫《大耳鼠》片尾主題曲                                 |
| 1993年   |                                            |                    |                      |                                                              |
| 5月21日  | NG騎士檸檬汽水&40DX 期待興奮時空炎之海賊盤 | 林原惠、三石琴乃   | 「」                 | 廣播劇《NG騎士檸檬汽水&40DX 期待興奮時空炎之海賊盤》形象歌曲 |
| 1995年   |                                            |                    |                      |                                                              |
| 5月24日  | Get along                                  | 林原惠、奧井雅美   | 「Get along」        | 電視動畫《秀逗魔導士》片頭主題曲                             |
| 5月24日  | Get along                                  | 林原惠、奧井雅美   | 「KUJIKENAIKARA！」  | 電視動畫《秀逗魔導士》片尾主題曲                             |
| 11月3日  | What's Up Guys？                           | 古本新之輔、林原惠 | 「What's Up Guys？」 | 電視動畫《爆走獵人》片頭主題曲                               |
| 11月3日  | What's Up Guys？                           | 林原惠             | 「TOO LATE」         |                                                              |
| 1996年   |                                            |                    |                      |                                                              |
| 11月21日 | SHOOT！LOVE HUNTER                         | 林原惠、水谷優子   | 「whip on darling」  | OVA《元祖 爆走獵人》片尾主題曲                               |
| 2003年   |                                            |                    |                      |                                                              |
| 5月21日  | 3×3 EYES 再造之章                          | 林原惠、高橋剛     | 「」                 | DVD-BOX《3×3 EYES DVD Special Edition》特典CD                |
| 5月21日  | 3×3 EYES 再造之章                          | 林原惠、高橋剛     | 「」                 | DVD-BOX《3×3 EYES DVD Special Edition》特典CD                |
| 5月21日  | 3×3 EYES 再造之章                          | 林原惠、高橋剛     | 「」                 | DVD-BOX《3×3 EYES DVD Special Edition》特典CD                |
| 5月21日  | 3×3 EYES 再造之章                          | 林原惠、高橋剛     | 「」                 | DVD-BOX《3×3 EYES DVD Special Edition》特典CD                |
| 5月21日  | 3×3 EYES 再造之章                          | 林原惠、高橋剛     | 「Believe」          | DVD-BOX《3×3 EYES DVD Special Edition》特典CD                |
| 5月21日  | 3×3 EYES 再造之章                          | 林原惠、高橋剛     | 「3×3 EYES」         | DVD-BOX《3×3 EYES DVD Special Edition》特典CD                |
| 9月26日  | CARNIVAL BABEL REVIVAL                     | 林原惠、高橋剛     | 「」                 |                                                              |
| 2010年   |                                            |                    |                      |                                                              |
| 11月21日 | 心路小站                                   | 林原惠、保志總一朗 | 「Heartful Station」 | 廣播節目《林原惠的心路小站》1000集放送紀念CD                 |
| 11月21日 | 心路小站                                   | 林原惠、保志總一朗 | 「tuning love」      | 廣播節目《林原惠的心路小站》1000集放送紀念CD                 |

#### 角色歌曲
| 發行日期 | 商品名稱                                                    | 歌 | 樂曲                                                      | 備註                                                           |
| 1990年   | 1990年                                                      | 1990年 | 1990年                                                    | 1990年                                                         |
| -------- | ----------------------------------------------------------- | --- | --------------------------------------------------------- | -------------------------------------------------------------- |
| 4月21日  | 倫巴達☆RANMA                                                | 亂馬的歌劇團御一行樣 | 「」                                                      | 電視動畫《亂馬½》片尾主題曲                                    |
| 4月21日  | 亂馬的企劃音盤 亂馬½ 熱鬥歌合戰                             | 早乙女亂馬（山口勝平） & 早乙女亂馬〈女〉（林原惠） | 「」                                                      | 電視動畫《亂馬½》相關歌曲                                      |
| 4月21日  | 亂馬的企劃音盤 亂馬½ 熱鬥歌合戰                             | 早乙女亂馬〈女〉（林原惠） | 「」                                                      | 電視動畫《亂馬½》相關歌曲                                      |
| 6月25日  | 星屑樂園                                                    | 結城里娜（林原惠） | 「」                                                      | 漫畫《星屑樂園》形象歌曲                                       |
| 6月25日  | 星屑樂園                                                    | 結城里娜（林原惠） | 「I'm Just a Virgin」                                     | 漫畫《星屑樂園》形象歌曲                                       |
| 7月5日   | 麵包超人：細菌人大反攻/飯糰人 原聲音樂                      | 小飯糰人（林原惠） | 「」                                                      | 電視動畫《麵包超人》相關歌曲                                   |
| 11月21日 | 亂馬的企劃音盤II 亂馬½ 歌曆 (平成3年度版)                   | 早乙女亂馬〈女〉（林原惠） | 「November Rain」                                         | 電視動畫《亂馬½》相關歌曲                                      |
| 11月21日 | 亂馬的企劃音盤II 亂馬½ 歌曆 (平成3年度版)                   | DoCo | 「」                                                      | 電視動畫《亂馬½》相關歌曲                                      |
| 11月21日 | 亂馬的企劃音盤II 亂馬½ 歌曆 (平成3年度版)                   | 亂馬的歌劇團御一行樣 | 「」                                                      | 電視動畫《亂馬½》相關歌曲                                      |
| 12月15日 | 危險的星期六                                                | ARIEL | 「」                                                      | OVA《ARIEL接觸篇 THE BEGINNING》片尾主題曲                     |
| 12月15日 | 危險的星期六                                                | ARIEL | 「」                                                      | OVA《ARIEL 接觸篇 THE BEGINNING》片頭主題曲                    |
| 1991年   |                                                             | |                                                           |                                                                |
| 1月21日  | 滿滿的回憶                                                  | DoCo | 「」                                                      | OVA《亂馬½》片頭主題曲                                         |
| 1月21日  | 滿滿的回憶                                                  | 帶子 | 「」                                                      | 電視動畫《亂馬½》角色歌曲                                      |
| 1月21日  | November Rain                                               | 早乙女亂馬〈女〉（林原惠） | 「November Rain -Single Version-」                        | 電視動畫《亂馬½》角色歌曲                                      |
| 1月21日  | November Rain                                               | 早乙女亂馬〈女〉（林原惠） | 「」                                                      | 電視動畫《亂馬½》角色歌曲                                      |
| 4月25日  | 星屑樂園 STARDUST MEMORY SERIES (1) 虹色愛情★               | 結城里娜（林原惠） | 「」                                                      | 漫畫《星屑樂園》形象歌曲                                       |
| 4月25日  | 星屑樂園 STARDUST MEMORY SERIES (1) 虹色愛情★               | 結城里娜（林原惠） | 「I'm Just a Virgin（Re-Mix）」                           | 漫畫《星屑樂園》形象歌曲                                       |
| 7月21日  | 亂馬的企劃音盤III 亂馬½ DoCo First                          | DoCo | 「」                                                      | OVA《亂馬½》片頭主題曲                                         |
| 7月21日  | 亂馬的企劃音盤III 亂馬½ DoCo First                          | DoCo | 「」                                                      | OVA《亂馬½》片尾主題曲                                         |
| 7月21日  | 亂馬的企劃音盤III 亂馬½ DoCo First                          | DoCo | 「」                                                      | 電影動畫《亂馬½：超無差別決戰！亂馬隊VS傳說的鳳凰》 片尾主題曲 |
| 7月21日  | 亂馬的企劃音盤III 亂馬½ DoCo First                          | DoCo | 「」                                                      | OVA《亂馬½》片尾主題曲                                         |
| 7月21日  | 亂馬的企劃音盤III 亂馬½ DoCo First                          | DoCo | 「彼」                                                    | OVA《亂馬½》片尾主題曲                                         |
| 12月21日 | 亂馬的企劃音盤IV 亂馬½ 格鬥歌牌                             | 女亂馬（林原惠） | 「」                                                      | 電視動畫《亂馬½》角色歌曲                                      |
| 12月21日 | 亂馬的企劃音盤IV 亂馬½ 格鬥歌牌                             | DoCo | 「」                                                      | 電視動畫《亂馬½》角色歌曲                                      |
| 12月21日 | 亂馬的企劃音盤IV 亂馬½ 格鬥歌牌                             | 女亂馬（林原惠） | 「」                                                      | 電視動畫《亂馬½》角色歌曲                                      |
| 12月21日 | 亂馬的企劃音盤IV 亂馬½ 格鬥歌牌                             | 亂馬的歌劇團御一行樣 | 「」                                                      | 電視動畫《亂馬½》角色歌曲                                      |
| （不明） | 歡樂的家庭聖誕節                                            | 凱蒂貓（林原惠） & 咪咪（富永美衣奈） | 「」                                                      | 《Hello Kitty》相關歌曲                                        |
| （不明） | 歡樂的家庭聖誕節                                            | 凱蒂貓（林原惠） & 聖誕老人 | 「」                                                      | 《Hello Kitty》相關歌曲                                        |
| （不明） | 歡樂的家庭聖誕節                                            | 凱蒂貓（林原惠） | 「」                                                      | 《Hello Kitty》相關歌曲                                        |
| 1992年   |                                                             | |                                                           |                                                                |
| 4月16日  | ASSEMBLER                                                   | Drink | 「BLIND GAME」                                            | 廣播劇CD《電腦少女Compiler ASSEMBLER》相關歌曲                 |
| 7月21日  | 角色專輯 Hello Kitty                                        | 凱蒂貓（林原惠） | 「」                                                      | 《Hello Kitty》相關歌曲                                        |
| 7月21日  | 角色專輯 Hello Kitty                                        | 凱蒂貓（林原惠） | 「」                                                      | 《Hello Kitty》相關歌曲                                        |
| 7月21日  | 角色專輯 Hello Kitty                                        | 凱蒂貓（林原惠） | 「」                                                      | 《Hello Kitty》相關歌曲                                        |
| 7月21日  | 角色專輯 Hello Kitty                                        | 凱蒂貓（林原惠） | 「」                                                      | 《Hello Kitty》相關歌曲                                        |
| 7月21日  | 角色專輯 Hello Kitty                                        | 凱蒂貓（林原惠） | 「」                                                      | 《Hello Kitty》相關歌曲                                        |
| 1993年   |                                                             | |                                                           |                                                                |
| 4月28日  | 絕對無敵雷神王 來自我們的謝謝                               | 日向仁（松本梨香）、月城飛鳥（岩坪理江）、星山吼兒（丸田麻里）、白鳥瑪莉亞（吉田古奈美）、小島努（島田敏）、佐藤大介（鹽屋浩三）、坂井時惠（佐藤智惠）、泉優（林原惠）、高森廣志（松井摩味）、春野綺羅（南杏子）、池田麗子（鈴木砂織）、栗木容子（岩坪理江）、近藤秀則（吉田古奈美）、小川吉明（佐藤智惠）、石塚織絵（松井摩味）、今村明（南杏子）、島田愛子（松本梨香）、真野美紀（鈴木砂織） | 「」                                                      | 電視動畫《絕對無敵雷神王》相關歌曲                             |
| 7月21日  |                                                             | Drink | 「」                                                      | OVA《電腦少女Compiler》相關歌曲                                |
| 7月21日  | 「」                                                        | Drink |                                                           | OVA《電腦少女Compiler》相關歌曲                                |
| 8月19日  | 絕對無敵雷神王IV 地球防衛組全員出動！(4)                    | 泉優（林原惠） | 「」                                                      | 電視動畫《絕對無敵雷神王》相關歌曲                             |
| 11月3日  | READY GO！熱血最強哥修羅                                    | SAURERS | 「」                                                      | 電視動畫《熱血最強哥修羅》插入歌                               |
| 11月3日  | READY GO！熱血最強哥修羅                                    | SAURERS | 「KEEP ON DREAMING <SAURERS VERSION>」                    | 電視動畫《熱血最強哥修羅》片頭主題曲                           |
| 11月21日 | 三麗鷗CD Kitty Pack 一起唱歌吧！三麗鷗彩虹樂園              | 凱蒂貓（林原惠） | 「」                                                      | 《Hello Kitty》相關歌曲                                        |
| 12月10日 | 熱血電波俱樂部「電腦天使 COMPILER·FX」PLASMA                | DrinkSAURERS | 「」                                                      | OVA《電腦少女Compiler》相關歌曲                                |
| 12月22日 | 魔法陣都市 VS 聖獸傳承Dark Angel VS Compiler 電腦少女歌劇團 | 電腦少女歌劇團 | 「」                                                      | 《電腦少女歌劇團》相關歌曲電視動畫《熱血最強哥修羅》插入歌     |
| 12月22日 | 魔法陣都市 VS 聖獸傳承Dark Angel VS Compiler 電腦少女歌劇團 | 電腦少女歌劇團 | 「」                                                      | 《電腦少女歌劇團》相關歌曲電視動畫《熱血最強哥修羅》插入歌     |
| 12月22日 | 魔法陣都市 VS 聖獸傳承Dark Angel VS Compiler 電腦少女歌劇團 | 電腦少女歌劇團 | 「」                                                      | 《電腦少女歌劇團》相關歌曲電視動畫《熱血最強哥修羅》插入歌     |
| 12月22日 | 魔法陣都市 VS 聖獸傳承Dark Angel VS Compiler 電腦少女歌劇團 | Drink | 「」                                                      | 《電腦少女歌劇團》相關歌曲電視動畫《熱血最強哥修羅》插入歌     |
| 12月22日 | 熱血最強哥修羅 SAURERS NOTE 3                               | SAURERS | 「」                                                      | 電視動畫《熱血最強哥修羅》片頭主題曲                           |
| 12月22日 | 熱血最強哥修羅 SAURERS NOTE 3                               | 林原惠 | 「」                                                      | 電視動畫《熱血最強哥修羅》片尾主題曲                           |
| 12月22日 | 熱血最強哥修羅 SAURERS NOTE 3                               | SAURERS | 「KEEP ON DREAMING <SAURERS VERSION>」                    | 電視動畫《熱血最強哥修羅》相關歌曲                             |
| 1994年   |                                                             | |                                                           |                                                                |
| 3月24日  | 熱血電波俱樂部「電腦天使 COMPILER·FX」COMPILER WHITE        | Drink | 「」                                                      | OVA《電腦少女Compiler》相關歌曲                                |
| 6月22日  | 宇宙騎士騎格武士利刃II NEXT GENERATION 2                    | Aki（林原惠） | 「SPACE LONELY SOLDIER <Aki Version>」                    | 《宇宙騎士騎格武士利刃II》相關歌曲                             |
| 8月1日   | 七海的堤可 Song Collection                                  | 奈奈美（林原惠）、史考特（池田秀一）、阿爾（緒方賢一）、雪莉兒（水谷優子）、湯瑪斯（松井摩味）、詹姆斯（增岡弘） | 「」                                                      | 電視動畫《七海的堤可》相關歌曲                                 |
| 9月1日   | 東映V動畫 BAD BOYS 2 原聲音樂                               | 由本久美（林原惠） | 「」                                                      | OVA《BAD BOYS 搞怪少年 2》插入歌                               |
| 12月16日 | 亂馬½ DoCo☆Second                                           | DoCo | 「」                                                      | OVA《亂馬½》片尾主題曲                                         |
| 12月16日 | 亂馬½ DoCo☆Second                                           | DoCo | 「」                                                      | OVA《亂馬½》片頭主題曲                                         |
| 12月16日 | 亂馬½ DoCo☆Second                                           | DoCo | 「」                                                      | 電影動畫《亂馬½：超無差別決戰！亂馬隊VS傳說的鳳凰》 片尾主題曲 |
| 12月16日 | 亂馬½ DoCo☆Second                                           | DoCo | 「」                                                      | OVA《亂馬½》片頭主題曲                                         |
| 12月16日 | 亂馬½ DoCo☆Second                                           | DoCo | 「」                                                      | OVA《亂馬½》片尾主題曲                                         |
| 12月16日 | 亂馬½ DoCo☆Second                                           | DoCo | 「」                                                      | OVA《亂馬½》片頭主題曲                                         |
| 1995年   |                                                             | |                                                           |                                                                |
| 1月21日  | elles cinq 可愛的女孩們 IV.Aki                              | 如月亞希（林原惠） | 「Nostalgic Lover」                                       | OVA《宇宙騎士騎格武士利刃II》角色歌曲                          |
| 3月3日   | BLUE SEED 音樂篇VOL.2                                       | 藤宮紅葉（林原惠）、山櫻（玉川紗己子） | 「」                                                      | 電視動畫《BLUE SEED》角色歌曲                                  |
| 4月29日  | BLUE SEED 來自仙女的愛 ACT1. 紅葉篇                         | 藤宮紅葉（林原惠） | 「GO IT ALONE」                                           | 電視動畫《BLUE SEED》角色歌曲                                  |
| 8月21日  | ALCHEMY OF LOVE ～愛的鍊金術～                              | 柾木阿知花（林原惠） | 「」                                                      | 電影動畫《劇場版 天地無用！in LOVE》主題歌曲                   |
| 9月6日   | 原創專輯 忍空                                               | 里穗子（林原惠） | 「」                                                      | 電視動畫《NINKU -忍空-》角色歌曲                               |
| 9月6日   | 原創專輯 忍空                                               | 里穗子（林原惠） | 「」                                                      | 電視動畫《NINKU -忍空-》角色歌曲                               |
| 11月22日 | Drink ASSEMBLER OX COOL AND SPARKLING ～清涼與炭酸～        | Drink | 「Nervous」                                               | OVA《電腦少女Compiler》相關歌曲                                |
| 11月22日 | Drink ASSEMBLER OX COOL AND SPARKLING ～清涼與炭酸～        | Drink | 「」                                                      | OVA《電腦少女Compiler》相關歌曲                                |
| 11月22日 | Drink ASSEMBLER OX COOL AND SPARKLING ～清涼與炭酸～        | Drink | 「」                                                      | OVA《電腦少女Compiler》相關歌曲                                |
| 11月22日 | Drink ASSEMBLER OX COOL AND SPARKLING ～清涼與炭酸～        | Drink | 「」                                                      | OVA《電腦少女Compiler》相關歌曲                                |
| 11月22日 | Drink ASSEMBLER OX COOL AND SPARKLING ～清涼與炭酸～        | Drink | 「HELLO！」                                               | OVA《電腦少女Compiler》相關歌曲                                |
| 11月22日 | Drink ASSEMBLER OX COOL AND SPARKLING ～清涼與炭酸～        | Drink | 「」                                                      | OVA《電腦少女Compiler》相關歌曲                                |
| 11月22日 | Drink ASSEMBLER OX COOL AND SPARKLING ～清涼與炭酸～        | Drink | 「BLIND GAME（Short Version）」                           | OVA《電腦少女Compiler》相關歌曲                                |
| 12月16日 | 原創專輯 忍空2                                              | 里穗子（林原惠） | 「」                                                      | 電視動畫《NINKU -忍空-》角色歌曲                               |
| 1996年   |                                                             | |                                                           |                                                                |
| 1月24日  | 電腦少女Compiler 黃金精選 豪華型                            | Drink | 「BLIND GAME（"cute" mix）」                              | OVA《電腦少女Compiler》相關歌曲                                |
| 1月24日  | 電腦少女Compiler 黃金精選 豪華型                            | Drink | 「」                                                      | OVA《電腦少女Compiler》相關歌曲                                |
| 2月16日  | NEON GENESIS EVANGELION II                                  | Rei（林原惠） | 「FLY ME TO THE MOON <Rei（#5） TV. Size Remix Version>」 | 電視動畫《新世紀福音戰士》片尾主題曲                           |
| 2月16日  | NEON GENESIS EVANGELION II                                  | Rei（林原惠） | 「FLY ME TO THE MOON <Rei（#6） TV. Size Remix Version>」 | 電視動畫《新世紀福音戰士》片尾主題曲                           |
| 5月22日  | NEON GENESIS EVANGELION III                                 | Rei（林原惠） | 「FLY ME TO THE MOON <Rei（#23） TV. Size Version>」      | 電視動畫《新世紀福音戰士》片尾主題曲                           |
| 5月22日  | NEON GENESIS EVANGELION III                                 | Rei（林原惠） | 「FLY ME TO THE MOON <Rei（#25） TV. Size Version>」      | 電視動畫《新世紀福音戰士》片尾主題曲                           |
| 5月22日  | NEON GENESIS EVANGELION III                                 | Rei（林原惠） | 「FLY ME TO THE MOON <Rei（#26） TV. Size Version>」      | 電視動畫《新世紀福音戰士》片尾主題曲                           |
| 12月21日 | NEON GENESIS EVANGELION ADDITION                            | MISATO、Rei、ASUKA（三石琴乃、林原惠、宮村優子） | 「」                                                      | 電視動畫《新世紀福音戰士》相關歌曲                             |
| 12月21日 | NEON GENESIS EVANGELION ADDITION                            | MISATO、Rei、ASUKA（三石琴乃、林原惠、宮村優子） | 「FLY ME TO THE MOON <Main Version II>」                  | 電視動畫《新世紀福音戰士》相關歌曲                             |
| 1997年   |                                                             | |                                                           |                                                                |
| 4月25日  | QUOVADIS 2 ～星球大戰奧凡·雷～ 第1部：戰場 記者艾瑪         | 希爾達·貝倫斯（林原惠） | 「Endless Love」                                          | 廣播劇《QUOVADIS 2 ～星球大戰奧凡·雷～》角色歌曲               |
| 12月10日 | 永遠的火箭隊                                                | 火箭隊 | 「」                                                      | 電視動畫《神奇寶貝》相關歌曲                                   |
| 1998年   |                                                             | |                                                           |                                                                |
| 5月21日  | 超魔神英雄傳 RAINBOW 5                                      | 忍部火美子（林原惠） | 「」                                                      | 電視動畫《超魔神英雄傳》角色歌曲                               |
| 5月21日  | 超魔神英雄傳 RAINBOW 5                                      | 忍部火美子（林原惠） & 虎王（伊倉一惠） | 「」                                                      | 電視動畫《超魔神英雄傳》角色歌曲                               |
| 7月23日  | 憧憬                                                        | 麻里亞（林原惠） | 「」                                                      | 電視動畫《魯邦三世：炎之記憶 ～TOKYO CRISIS～》主題歌          |
| 8月5日   | 超魔神英雄傳 RAINBOW7                                       | 渡社中 | 「」                                                      | 電視動畫《超魔神英雄傳》相關歌曲                               |
| 12月20日 | 三麗鷗彩虹樂園 ORIGINAL CD Vol.2 妖精佛羅倫斯               | 凱蒂貓（林原惠） | 「」                                                      | 《Hello Kitty》相關歌曲                                        |
| 1999年   |                                                             | |                                                           |                                                                |
| 7月23日  | 凱蒂貓樂園                                                  | 凱蒂貓（林原惠） | 「」                                                      | 《Hello Kitty》相關歌曲                                        |
| 10月27日 | 喵喵的派對                                                  | 歌：喵喵（犬山犬子）、嘉賓：武藏（林原惠） & 小次郎（三木真一郎） | 「」                                                      | 電視動畫《神奇寶貝》片尾主題曲                                 |
| 11月12日 | 三麗鷗彩虹樂園 ORIGINAL CD Vol.3 浪漫的聖誕節               | 凱蒂貓（林原惠） | 「」                                                      | 《Hello Kitty》相關歌曲                                        |
| 11月12日 | 三麗鷗彩虹樂園 ORIGINAL CD Vol.3 浪漫的聖誕節               | 凱蒂貓（林原惠） | 「」                                                      | 《Hello Kitty》相關歌曲                                        |
| 11月12日 | 三麗鷗彩虹樂園 ORIGINAL CD Vol.3 浪漫的聖誕節               | 凱蒂貓（林原惠） | 「」                                                      | 《Hello Kitty》相關歌曲                                        |
| 11月12日 | 三麗鷗彩虹樂園 ORIGINAL CD Vol.3 浪漫的聖誕節               | 凱蒂貓（林原惠） & 丹尼爾（高橋剛） | 「」                                                      | 《Hello Kitty》相關歌曲                                        |
| 11月20日 | 三麗鷗彩虹樂園 ORIGINAL CD Vol.4 栗色奶油愛情幻想曲         | 凱蒂貓（林原惠） | 「」                                                      | 《Hello Kitty》相關歌曲                                        |
| 11月20日 | 三麗鷗彩虹樂園 ORIGINAL CD Vol.5 三麗鷗明星家族飄飄船       | 凱蒂貓（林原惠）、美樂蒂、KiKi與Lala、帕恰狗、淘氣猴、酷企鵝、布丁狗 | 「」                                                      | 《Hello Kitty》相關歌曲                                        |
| 2000年   |                                                             | |                                                           |                                                                |
| 3月18日  | 當明天到來時…                                               | 大金剛（山寺宏一）、迪迪（林原惠） | 「」                                                      | 電視動畫《大金剛》片頭主題曲                                   |
| 3月18日  | 當明天到來時…                                               | 大金剛（山寺宏一）、迪迪（林原惠） | 「」                                                      | 電視動畫《大金剛》片尾主題曲                                   |
| 2001年   |                                                             | |                                                           |                                                                |
| 3月30日  | EVANGELION -THE BIRTHDAY OF Rei AYANAMI-                    | Rei（林原惠） | 「」                                                      | 電視動畫《新世紀福音戰士》相關歌曲                             |
| 6月27日  | Cream Puff Shuffle                                          | P.P.S. | 「Cream Puff Shuffle」                                    | 電視動畫《飛天小女警》片頭主題曲                               |
| 6月27日  | Cream Puff Shuffle                                          | P.P.S. | 「WIN,LOSE or DRAW」                                      | 電視動畫《飛天小女警》相關歌曲                                 |
| 7月21日  | 積極樂觀的火箭隊！                                          | 火箭隊 | 「」                                                      | 電視動畫《神奇寶貝》片尾主題曲                                 |
| 11月29日 | The Powerpuff Girls Heroes & Villains                       | P.P.S. | 「WORK SOUL OUT!!（RE-MIX VERSION）」                     | 電視動畫《飛天小女警》相關歌曲                                 |
| 11月29日 | The Powerpuff Girls Heroes & Villains                       | P.P.S. | 「CREAM PUFF SHUFFLE（KAMIYA MAKI VERSION）」             | 電視動畫《飛天小女警》相關歌曲                                 |
| 11月29日 | The Powerpuff Girls Heroes & Villains                       | P.P.S. | 「WIN, LOSE OR DRAW」                                     | 電視動畫《飛天小女警》相關歌曲                                 |
| （不明） | 第30屆日產Hello Safety 活動紀念CD                           | 凱蒂貓（林原惠） | 「」                                                      | 日產汽車「兒童座椅促銷活動」活動歌曲                           |
| （不明） | 第30屆日產Hello Safety 活動紀念CD                           | 凱蒂貓（林原惠） | 「」                                                      | 日產汽車「兒童座椅促銷活動」活動歌曲                           |
| （不明） | 第30屆日產Hello Safety 活動紀念CD                           | 凱蒂貓（林原惠） | 「」                                                      | 日產汽車「兒童座椅促銷活動」活動歌曲                           |
| （不明） | 第30屆日產Hello Safety 活動紀念CD                           | 凱蒂貓（林原惠） | 「」                                                      | 日產汽車「兒童座椅促銷活動」活動歌曲                           |
| 2002年   |                                                             | |                                                           |                                                                |
| 6月12日  |                                                             | 凱蒂貓（林原惠） & 丹尼爾（高橋剛） | 「」                                                      | 《Hello Kitty》相關歌曲                                        |
| 6月12日  | 「」                                                        | 凱蒂貓（林原惠） & 丹尼爾（高橋剛） |                                                           | 《Hello Kitty》相關歌曲                                        |
| 6月12日  | 「」                                                        | 凱蒂貓（林原惠） & 丹尼爾（高橋剛） |                                                           | 《Hello Kitty》相關歌曲                                        |
| 2003年   |                                                             | |                                                           |                                                                |
| 7月24日  | Refrain of Evangelion                                       | MISATO、Rei、ASUKA（三石琴乃、林原惠、宮村優子） | 「FLY ME TO THE MOON <Main Version II/Renewal #16>」      | 電視動畫《新世紀福音戰士》相關歌曲                             |
| 11月14日 | Di Gi Charat X'mas CD 2003 Princess X'mas                   | 初古拉模擬星三世（林原惠） | 「Little Santa Claus」                                    | 電視動畫《鈴鐺貓娘Nyo》角色歌曲                                |
| 11月28日 | 初古LOVE♡注意報                                             | 初古拉模擬星三世（林原惠） | 「」                                                      | 電視動畫《鈴鐺貓娘Nyo》角色歌曲                                |
| 11月28日 | 初古LOVE♡注意報                                             | 初古拉模擬星三世（林原惠） | 「」                                                      | 電視動畫《鈴鐺貓娘Nyo》角色歌曲                                |
| 12月25日 | 羔羊之歌 原聲音樂 Destiny ～宿命～                          | 千砂（林原惠） & 一砂（關智一） | 「」                                                      | OVA《羔羊之歌》片尾主題曲                                      |
| 12月25日 | 羔羊之歌 原聲音樂 Destiny ～宿命～                          | 千砂（林原惠） | 「」                                                      | OVA《羔羊之歌》相關歌曲                                        |
| 2004年   |                                                             | |                                                           |                                                                |
| 3月24日  |                                                             | 恐山安娜（林原惠） | 「」                                                      | PlayStation 2遊戲《通靈王 堅定之魂》插入歌                     |
| 2005年   |                                                             | |                                                           |                                                                |
| 10月26日 | NEON GENESIS EVANGELION DECADE                              | 綾波零（林原惠） | 「」                                                      | 電視動畫《新世紀福音戰士》相關歌曲                             |
| 2007年   |                                                             | |                                                           |                                                                |
| 12月19日 | 凱蒂貓樂園 PLUS 歌集 和三麗鷗明星家族一起唱吧！動畫歌曲     | 凱蒂貓（林原惠） & 丹尼爾（高橋剛） | 「」                                                      | 《Hello Kitty》相關歌曲                                        |
| 12月19日 | 凱蒂貓樂園 PLUS 歌集 和三麗鷗明星家族一起唱吧！動畫歌曲     | 凱蒂貓（林原惠）、咪咪（富永美衣奈） | 「」                                                      | 《Hello Kitty》相關歌曲                                        |
| 2010年   |                                                             | |                                                           |                                                                |
| 3月13日  | 與恐山會面                                                  | 恐山安娜（林原惠） | 「」                                                      | 電視動畫《通靈王》相關歌曲                                     |
| 2016年   |                                                             | |                                                           |                                                                |
| 1月20日  | 動畫「神奇寶貝XY&Z」角色歌曲企劃集vol.1                     | 火箭隊 | 「」                                                      | 電視動畫《神奇寶貝XY&Z》片尾主題曲                             |
| 2月24日  | ONE PIECE 橫跨日本！47 Cruise ALBUM “南”                    | 居魯士（小山力也）、蕾貝卡（林原惠） | 「MEMORIES OF FLOWER」                                    | 電視動畫《ONE PIECE》角色歌曲                                  |

#### 參加樂曲
| 發行日期 | 商品名稱                                                     | 歌                                                                         | 樂曲                                                 | 備註                                                       |
| 1989年   | 1989年                                                       | 1989年                                                                     | 1989年                                               | 1989年                                                     |
| -------- | ------------------------------------------------------------ | -------------------------------------------------------------------------- | ---------------------------------------------------- | ---------------------------------------------------------- |
| 4月21日  | 機動戰士鋼彈0080：口袋裡的戰爭 Sound Sketch II               | 林原惠                                                                     | 「」                                                 | OVA《機動戰士鋼彈0080：口袋裡的戰爭》形象歌曲              |
| 4月21日  | 夢幻獵人 南麻布魔法俱樂部                                    | 松井菜櫻子、水谷優子、林原惠                                               | 「」                                                 | 廣播劇CD《夢幻獵人 南麻布魔法俱樂部》形象歌曲              |
| 6月5日   | 機動戰士SD鋼彈 帶我去殖民地                                  | 林原惠                                                                     | 「Hold You」                                         | OVA《機動戰士SD鋼彈 送貨人GZ的奇蹟》插入歌                 |
| 7月5日   | MIND SIZE                                                    | 林原惠                                                                     | 「」                                                 | 形象專輯《MIND SIZE》相關歌曲                              |
| 7月21日  | ARIEL AUDIO-1:SCEBAI 最大的危機（前篇）                      | 林原惠                                                                     | 「未確認GIRL -Good Innocent Ribbon Lady-」           | OVA《ARIEL SCEBAI 最大的危機（前篇）》片尾主題曲           |
| 7月25日  | 宇宙英雄物語                                                 | 林原惠                                                                     | 「」                                                 | 漫畫《宇宙英雄物語》形象歌曲                               |
| 8月1日   | 魔動王Granzort 名曲集                                        | 林原惠                                                                     | 「」                                                 | 電視動畫《魔動王Granzort》形象歌曲                         |
| 11月21日 | MIYUKI WORLD 美由紀·界                                       | 林原惠                                                                     | 「」                                                 | 漫畫《》形象歌曲                                           |
| 11月21日 | MIYUKI WORLD 美由紀·界                                       | 林原惠                                                                     | 「JUSTICE」                                          | 漫畫《》形象歌曲                                           |
| 1990年   |                                                              |                                                                            |                                                      |                                                            |
| 1月15日  |                                                              | 本多知惠子、林原惠                                                         | 「Tokyo Boogie Night」                               | OVA《機動戰士SD鋼彈 MARK-IIII 宇宙的神秘大作戰》片尾主題曲 |
| 2月1日   |                                                              | 嘉門達夫                                                                   | 「」                                                 | 《平成天才傻鵬》片頭主題曲                                 |
| 2月5日   | 天空戰記 曼陀羅·華                                           | 水谷優子、林原惠、井上和彥、島本須美、關俊彥、山寺宏一、堀內賢雄、子安武人 | 「」                                                 | 電視動畫《天空戰記》形象歌曲                               |
| 2月5日   | 天空戰記 曼陀羅·華                                           | 林原惠                                                                     | 「」                                                 | 電視動畫《天空戰記》形象歌曲                               |
| 2月21日  | 平成天才傻鵬 平成音樂大全集                                  | 增山江威子、富田耕生、本千夏、林原惠                                       | 「」                                                 | 電視動畫《平成天才傻鵬》插入歌                             |
| 2月21日  | 魔神英雄 音樂篇II                                            | 林原惠                                                                     | 「」                                                 | 電視動畫《魔神英雄傳》形象歌曲                             |
| 2月21日  | 魔神英雄 音樂篇II                                            | 林原惠                                                                     | 「HI·MI·KO」                                         | 電視動畫《魔神英雄傳》形象歌曲                             |
| 3月21日  | 聖傳-RG VEDA- 音樂篇                                         | 林原惠                                                                     | 「翔星 -NAGARE BOSHI-」                              | 廣播劇《聖傳-RG VEDA-》形象歌曲                            |
| 3月28日  |                                                              | 田中真弓、水谷優子、林原惠                                                 | 「」                                                 | 廣播劇CD《》形象歌曲                                       |
| 3月28日  | 水谷優子、林原惠、松井菜櫻子                                 | 「」                                                                       |                                                      | 廣播劇CD《》形象歌曲                                       |
| 3月28日  | 水谷優子、林原惠、松井菜櫻子                                 | 「」                                                                       |                                                      | 廣播劇CD《》形象歌曲                                       |
| 3月28日  | 水谷優子、林原惠、松井菜櫻子                                 | 「」                                                                       |                                                      | 廣播劇CD《》形象歌曲                                       |
| 4月21日  | 倫巴達☆RANMA                                                 | 林原惠、日高範子、佐久間玲                                                 | 「」                                                 | 電視動畫《亂馬½》相關歌曲                                  |
| 7月21日  | 聖傳 RG VEDA 廣播劇篇                                        | 林原惠                                                                     | 「翔星 ～NAGAREBOSHI～ <VersionII>」                 | 漫畫《聖傳-RG VEDA-》形象歌曲                              |
| 11月21日 | 魔神英雄傳2 超激鬥篇 音樂篇1                                 | 林原、伊倉一惠                                                             | 「」                                                 | 電視動畫《魔神英雄傳2》相關歌曲                            |
| 12月5日  | 天空戰記 八部眾 THE WORLD                                    | 林原惠                                                                     | 「Still Waiting」                                    | 電視動畫《天空戰記》相關歌曲                               |
| 12月5日  | 天空戰記 八部眾 THE WORLD                                    | 林原惠                                                                     | 「」                                                 | 電視動畫《天空戰記》相關歌曲                               |
| 1991年   |                                                              |                                                                            |                                                      |                                                            |
| 2月6日   | 魔神英雄傳2 虎王夢傳說                                       | 林原惠                                                                     | 「」                                                 | 電視動畫《魔神英雄傳2》形象歌曲                            |
| 5月16日  | 機動戰士SD鋼彈 這裡是Mackenzie偵探社♡                        | 佐佐木望、林原惠                                                           | 「Sugar Lover Affair」                               | 電影動畫《武者·騎士·指令 SD鋼彈緊急出擊》片尾主題曲        |
| 5月16日  | 機動戰士SD鋼彈 這裡是Mackenzie偵探社♡                        | 林原惠                                                                     | 「」                                                 | 電影動畫《武者·騎士·指令 SD鋼彈緊急出擊》相關歌曲          |
| 7月16日  | 3×3EYES -地之卷-                                             | 林原惠                                                                     | 「HOLY ROAD」                                        | 廣播劇CD《3×3EYES -地之卷-》插入歌                         |
| 7月25日  | 豔姿渚娘                                                     | 田中真弓、玉川紗己子、林原惠                                               | 「」                                                 |                                                            |
| 8月21日  | 3×3EYES 第壹章                                               | 林原惠 with TAKADA BAND                                                    | 「Distance」                                         | 廣播劇CD《3×3EYES 第壹章》插入歌                           |
| 8月21日  | 3×3EYES 第壹章                                               | 林原惠                                                                     | 「」                                                 | 廣播劇CD《3×3EYES 第壹章》插入歌                           |
| 12月21日 | 不眠的夜精靈 音樂篇                                          | 林原惠                                                                     | 「SUPER FEELING」                                    | 形象專輯《不眠的夜精靈》形象歌曲                           |
| 12月21日 | 不眠的夜精靈 音樂篇                                          | 林原惠                                                                     | 「CHILDREN PARTY」                                   | 形象專輯《不眠的夜精靈》形象歌曲                           |
| 12月21日 | 不眠的夜精靈 音樂篇                                          | 林原惠                                                                     | 「DON'T SIGH」                                       | 形象專輯《不眠的夜精靈》形象歌曲                           |
| 1992年   |                                                              |                                                                            |                                                      |                                                            |
| 1月21日  | 流星機學生霸 CHANCE                                          | 林原惠                                                                     | 「」                                                 | 廣播劇《流星機學生霸》相關歌曲                             |
| 3月25日  | 流星機學生霸 覺醒篇                                          | 林原惠                                                                     | 「」                                                 | 廣播劇《流星機學生霸》相關歌曲                             |
| 9月26日  | 魔法公主 明琪桃子 擁抱夢想 歌唱Fairy Tail                    | 林原惠                                                                     | 「」                                                 | 電視動畫《魔法公主 明琪桃子 擁抱夢想》插入歌               |
| 9月26日  | 魔法公主 明琪桃子 擁抱夢想 歌唱Fairy Tail                    | 林原惠                                                                     | 「」                                                 | 電視動畫《魔法公主 明琪桃子 擁抱夢想》插入歌               |
| 11月21日 | 萬能文化貓娘 SOUND PHASE-0II                                 | 林原惠                                                                     | 「COMET rendez-vous」                                | OVA《萬能文化貓娘》形象歌曲                                |
| 11月21日 | 萬能文化貓娘 SOUND PHASE-0II                                 | 林原惠                                                                     | 「My dear」                                          | OVA《萬能文化貓娘》形象歌曲                                |
| 11月21日 | 3×3 EYES 第貳章                                              | 林原惠                                                                     | 「」                                                 | 廣播劇CD《3×3EYES 第貳章》插入歌                           |
| 12月24日 | 平成人生訓                                                   | 林原惠                                                                     | 「」                                                 | 《日光猿軍團》形象歌曲                                     |
| （不明） | OVA「天空戰記 創世前的暗鬥」/那羅王                          | 林原惠                                                                     | 「」                                                 | OVA《天空戰記 創世前的暗鬥》相關歌曲                       |
| （不明） | OVA「天空戰記 創世前的暗鬥」/那羅王                          | 林原惠                                                                     | 「TOKYO MURASAKI」                                   | OVA《天空戰記 創世前的暗鬥》相關歌曲                       |
| 1993年   |                                                              |                                                                            |                                                      |                                                            |
| 2月5日   | 萬能文化貓娘 SOUND PHASE-0III                                | 林原惠                                                                     | 「」                                                 | OVA《萬能文化貓娘》形象歌曲                                |
| 3月5日   | 天空戰記 曼陀羅·華 ～致遠方國家的人～                        | 林原惠                                                                     | 「」                                                 | 電視動畫《天空戰記》相關歌曲                               |
| 3月5日   | MINKY MOMO LOVE STAGE                                        | 林原惠 with 小山茉美                                                       | 「」                                                 | 電視動畫《魔法公主 明琪桃子》相關歌曲                      |
| 3月5日   | MINKY MOMO LOVE STAGE                                        | 林原惠                                                                     | 「」                                                 | 電視動畫《魔法公主 明琪桃子》相關歌曲                      |
| 3月5日   | MINKY MOMO LOVE STAGE                                        | 林原惠                                                                     | 「」                                                 | 電視動畫《魔法公主 明琪桃子》相關歌曲                      |
| 3月5日   | MINKY MOMO LOVE STAGE                                        | 林原惠                                                                     | 「約束（Momo Version）」                             | 電視動畫《魔法公主 明琪桃子》相關歌曲                      |
| 3月5日   | MINKY MOMO LOVE STAGE                                        | 林原惠                                                                     | 「」                                                 | 電視動畫《魔法公主 明琪桃子》相關歌曲                      |
| 3月5日   | MINKY MOMO LOVE STAGE                                        | 林原惠                                                                     | 「With You Tomorrow」                                | 電視動畫《魔法公主 明琪桃子》相關歌曲                      |
| 3月5日   | MINKY MOMO LOVE STAGE                                        | 林原惠                                                                     | 「」                                                 | 電視動畫《魔法公主 明琪桃子》相關歌曲                      |
| 3月5日   | MINKY MOMO LOVE STAGE                                        | 林原惠                                                                     | 「」                                                 | 電視動畫《魔法公主 明琪桃子》相關歌曲                      |
| 3月5日   | MINKY MOMO LOVE STAGE                                        | 林原惠                                                                     | 「」                                                 | 電視動畫《魔法公主 明琪桃子》相關歌曲                      |
| 3月5日   | MINKY MOMO LOVE STAGE                                        | 林原惠                                                                     | 「」                                                 | 電視動畫《魔法公主 明琪桃子》相關歌曲                      |
| 3月5日   | MINKY MOMO LOVE STAGE                                        | 林原惠                                                                     | 「」                                                 | 電視動畫《魔法公主 明琪桃子》相關歌曲                      |
| 4月30日  | MINKY MOMO 跨越夢想之橋                                      | 林原惠                                                                     | 「」                                                 | 電視動畫《魔法公主 明琪桃子 擁抱夢想》片頭主題曲           |
| 4月30日  | MINKY MOMO 跨越夢想之橋                                      | 林原惠                                                                     | 「」                                                 | 電視動畫《魔法公主 明琪桃子 擁抱夢想》片尾主題曲           |
| 6月23日  | 萬能文化貓娘 SOUND PHASE-0V                                  | 島津子、林原惠                                                             | 「」                                                 | OVA《萬能文化貓娘》形象歌曲                                |
| 6月23日  |                                                              | 林原惠、水谷優子、玉川紗己子、折笠愛                                       | 「」                                                 | OVA《流星機學生霸》片尾主題曲                              |
| 6月23日  | 「」                                                         | 林原惠、水谷優子、玉川紗己子、折笠愛                                       | OVA《流星機學生霸》相關歌曲                          |                                                            |
| 7月21日  | 流星機學生霸 IN ANIMATION                                    | 林原惠、水谷優子、玉川紗己子、折笠愛                                       | 「」                                                 | OVA《流星機學生霸》片尾主題曲                              |
| 1994年   |                                                              |                                                                            |                                                      |                                                            |
| 5月25日  | MINKY MOMO 啟程之站                                          | 林原惠                                                                     | 「Forever Dreamer」                                  | OVA《MINKY MOMO IN 啟程之站》形象歌曲                      |
| 5月25日  | MINKY MOMO 啟程之站                                          | 林原惠                                                                     | 「Bon voyage！」                                     | OVA《MINKY MOMO IN 啟程之站》主題歌                        |
| 6月22日  | 魔神英雄傳3 Vocal Collection II                              | 林原惠                                                                     | 「」                                                 | 《魔神英雄傳3》相關歌曲                                    |
| 8月1日   | 七海的堤可 Song Collection                                   | 林原惠                                                                     | 「」                                                 | 電視動畫《七海的堤可》相關歌曲                             |
| 8月1日   | 七海的堤可 Song Collection                                   | 林原惠                                                                     | 「」                                                 | 電視動畫《七海的堤可》相關歌曲                             |
| 8月31日  | All That SHO-COMI World                                      | 林原惠、永島由子、椎名碧流、日高範子                                       | 「」                                                 | 文化放送系《Animaga Parady》片頭主題曲                     |
| 8月31日  | All That SHO-COMI World                                      | 林原惠、永島由子、椎名碧流、日高範子                                       | 「」                                                 | 文化放送系《Animaga Parady》片尾主題曲                     |
| 9月2日   | BLUE SEED 國土管理室宴會紀念號                               | 林原惠                                                                     | 「」                                                 | 電視動畫《BLUE SEED》形象歌曲                              |
| 9月21日  | Popful Mail Paradise                                         | 林原惠                                                                     | 「」                                                 | 遊戲《Popful Mail》相關歌曲                                |
| 9月30日  | All That SHO-COMI World                                      | 林原惠、永島由子、椎名碧流、日高範子                                       | 「」                                                 | 文化放送系列《Animaga Parady》片頭主題曲                   |
| 9月30日  | All That SHO-COMI World                                      | 林原惠、永島由子、椎名碧流、日高範子                                       | 「」                                                 | 文化放送系列《Animaga Parady》片尾主題曲                   |
| 12月21日 | 爆走獵人 Whip IV                                             | 林原惠 with Greg Lee                                                       | 「Until Strawberry Sherbet <DUAL VOCAL VERSION>」    | 文化放送系列廣播劇、赤堀悟劇場《爆走獵人》相關歌曲         |
| 12月22日 | LUNAR -ETERNAL BLUE- PREMIUM CD                              | 林原惠                                                                     | 「」                                                 | 遊戲《露娜 永恆之藍》相關歌曲                              |
| 1995年   |                                                              |                                                                            |                                                      |                                                            |
| 3月17日  |                                                              | 林原惠                                                                     | 「」                                                 | 《瑠璃丸傳》相關歌曲                                       |
| 5月24日  | 宇宙騎士鐵甲人利刃II See you…                                | 林原惠、森川智之                                                           | 「Blue Blue my love lullaby（Aki & D-Boy Version）」 | 廣播劇CD《宇宙騎士鐵甲人利刃II See you…》插入歌            |
| 5月24日  | 宇宙騎士鐵甲人利刃II See you…                                | 林原惠                                                                     | 「Once More Again（Aki Version）」                   | 廣播劇CD《宇宙騎士鐵甲人利刃II See you…》插入歌            |
| 6月7日   | BLUE SEED 音樂篇VOL.3                                        | 林原惠                                                                     | 「」                                                 | 電視動畫《BLUE SEED》相關歌曲                              |
| 6月7日   | BLUE SEED 音樂篇VOL.3                                        | 林原惠                                                                     | 「」                                                 | 電視動畫《BLUE SEED》片尾主題曲                            |
| 6月21日  | 爆走獵人II The Monthly Collection 1st Season                 | 林原惠                                                                     | 「FAI·FAI·TU！ <Short Version>」                     | 《爆走獵人》相關歌曲                                       |
| 7月5日   | 3×3EYES 聖魔傳說·末裔譜譚詩                                  | 谷耕史、林原惠                                                             | 「Stay」                                             | OVA《3×3EYES ～聖魔傳說～》                                |
| 7月5日   | 秀逗魔導士 et cetera(1) Excellent！莉娜·因巴斯今天也出發     | 林原惠、奧井雅美                                                           | 「Get along <ALBUM VERSION>」                        | 電視動畫《秀逗魔導士》相關歌曲                             |
| 7月5日   | 秀逗魔導士 et cetera(1) Excellent！莉娜·因巴斯今天也出發     | 林原惠、奧井雅美                                                           | 「」                                                 | 電視動畫《秀逗魔導士》相關歌曲                             |
| 9月6日   | 機械女神R 擁抱你Lovin' you                                   | 林原惠、白鳥由里、平松晶子                                                 | 「」                                                 | OVA《機械女神R》片尾主題曲                                 |
| 9月6日   | 機械女神R 擁抱你Lovin' you                                   | 林原惠、白鳥由里、平松晶子                                                 | 「」                                                 | OVA《機械女神R》片尾主題曲                                 |
| 9月21日  | 秀逗魔導士 et cetera(2) Take a Chance!! 莉娜和無敵的一方     | 林原惠、奧井雅美                                                           | 「Get along <T.V. Size ALBUM VERSION>」              | 電視動畫《秀逗魔導士》片頭主題曲                           |
| 9月21日  | 秀逗魔導士 et cetera(2) Take a Chance!! 莉娜和無敵的一方     | 林原惠、奧井雅美                                                           | 「KUJIKENAIKARA！ <T.V. Size VERSION>」              | 電視動畫《秀逗魔導士》片尾主題曲                           |
| 10月5日  | 宇宙戰艦山本洋子 WAVE:1                                      | 林原惠                                                                     | 「NEVER SAY, I LOVE YOU」                            | 廣播劇CD《宇宙戰艦山本洋子》相關歌曲                       |
| 10月25日 | 有聲劇場 手性                                                | 林原惠                                                                     | 「」                                                 | 漫畫《手性》相關歌曲                                       |
| 11月22日 | Drink ASSEMBLER OX COOL AND SPARKLING ～清涼與碳酸～         | 林原惠                                                                     | 「明日Smile（Short Version）」                       | OVA《電腦少女Compiler》相關歌曲                            |
| 1996年   |                                                              |                                                                            |                                                      |                                                            |
| 1月6日   | 秀逗魔導士EX.(1) 白龍之山                                    | 林原惠                                                                     | 「Going History <SHORT VERSION>」                    | 廣播劇《秀逗魔導士EX.》片頭主題曲                          |
| 1月6日   | 秀逗魔導士EX.(1) 白龍之山                                    | 林原惠                                                                     | 「」                                                 | 廣播劇《秀逗魔導士EX.》片尾主題曲                          |
| 1月24日  |                                                              | 古本新之輔、林原惠                                                         | 「NARITO（Part II）」                                |                                                            |
| 1月24日  | 林原惠                                                       | 「」                                                                       |                                                      |                                                            |
| 1月24日  | 古本新之輔、林原惠                                           | 「EYE CONTACT」                                                            |                                                      |                                                            |
| 4月5日   | 爆走獵人BGM集(2)                                             | 古本新之輔、林原惠                                                         | 「」                                                 | 電視動畫《爆走獵人》片頭主題曲                             |
| 6月21日  | 秀逗魔導士NEXT SOUND BIBLE I                                 | 林原惠                                                                     | 「Give a reason <REMIX VERSION>」                    | 電視動畫《秀逗魔導士NEXT》相關歌曲                         |
| 8月20日  | 少女漫畫CD書 東京茱麗葉                                      | 林原惠                                                                     | 「」                                                 | 漫畫《》形象歌曲                                           |
| 8月21日  | 秀逗魔導士RETURN：THE MOTION PICTURE "R"                     | 林原惠                                                                     | 「Just be conscious <MOVIE Size VERSION>」           | 電影動畫《秀逗魔導士RETURN》主題歌                         |
| 8月21日  | 秀逗魔導士RETURN：THE MOTION PICTURE "R"                     | 林原惠                                                                     | 「RUN ALL THE WAY！ <FIRE BALL GROOVE MIX>」         | 電影動畫《秀逗魔導士RETURN》形象歌曲                       |
| 8月28日  | 霸王咆哮                                                     | 佐竹雅昭 with 林原惠                                                       | 「CRAZY BODY」                                       |                                                            |
| 8月28日  | 霸王咆哮                                                     | 佐竹雅昭 with 林原惠                                                       | 「BLOOD-RED」                                        |                                                            |
| 8月28日  | 霸王咆哮                                                     | 佐竹雅昭 with 林原惠                                                       | 「」                                                 |                                                            |
| 8月28日  | 霸王咆哮                                                     | 佐竹雅昭 with 林原惠                                                       | 「CRY」                                              |                                                            |
| 8月28日  | 霸王咆哮                                                     | 佐竹雅昭 with 林原惠                                                       | 「GET UP TO DESIRE」                                 |                                                            |
| 8月28日  | 霸王咆哮                                                     | 佐竹雅昭 with 林原惠                                                       | 「」                                                 |                                                            |
| 8月28日  | 霸王咆哮                                                     | 佐竹雅昭 with 林原惠                                                       | 「I'm HERE」                                         |                                                            |
| 8月28日  | 霸王咆哮                                                     | 佐竹雅昭 with 林原惠                                                       | 「CROSS ROAD」                                       | 文化放送《佐竹雅昭的霸王塾》主題歌曲                       |
| 8月28日  | 霸王咆哮                                                     | 佐竹雅昭 with 林原惠                                                       | 「」                                                 |                                                            |
| 10月2日  | 秀逗魔導士NEXT SOUND BIBLE II                                | 林原惠 & 鈴木真仁                                                          | 「」                                                 | 電視動畫《秀逗魔導士NEXT》插入歌                           |
| 10月2日  | 秀逗魔導士NEXT SOUND BIBLE II                                | 林原惠                                                                     | 「Give a reason <TV Size VERSION>」                  | 電視動畫《秀逗魔導士NEXT》片頭主題曲                       |
| 10月2日  | 秀逗魔導士NEXT SOUND BIBLE II                                | 林原惠                                                                     | 「Give a reason <GIGA-MIX VERSION>」                 | 電視動畫《秀逗魔導士NEXT》相關歌曲                         |
| 12月21日 | 機械女神J 原聲音樂「日本城 詩吟詩集 其之一」                 | 林原惠                                                                     | 「Successful Mission（TV Size）」                    | 電視動畫《機械女神J》片頭主題曲                            |
| 12月21日 | 機械女神J 原聲音樂「日本城 詩吟詩集 其之一」                 | 林原惠                                                                     | 「I'll be there（TV Size）」                         | 電視動畫《機械女神J》片尾主題曲                            |
| 1997年   |                                                              |                                                                            |                                                      |                                                            |
| 4月9日   | 元祖 爆走獵人 金殿玉樓                                       | 林原惠、水谷優子                                                           | 「whip on darling（Short Size）」                    | OVA《元祖 爆走獵人》片尾主題曲                             |
| 4月9日   | 機械女神J 原聲音樂「日本城 詩吟詩集 其之二」                 | 林原惠                                                                     | 「Successful Mission（TV Size-TYPE II）」            | 電視動畫《機械女神J》片頭主題曲                            |
| 4月9日   | 機械女神J 原聲音樂「日本城 詩吟詩集 其之二」                 | 林原惠                                                                     | 「十六夜」                                           | 電視動畫《機械女神J》相關歌曲                              |
| 6月21日  | 秀逗魔導士TRY TREASURY☆VOX                                   | 林原惠                                                                     | 「EXIT→RUNNING」                                     | 電視動畫《秀逗魔導士TRY》相關歌曲                          |
| 7月24日  | 秀逗魔導士SPECIAL THE MOTiON PICTURE "S"                     | 林原惠                                                                     | 「」                                                 | OVA《秀逗魔導士SPECIAL》主題歌                             |
| 7月24日  | 宇宙戰艦山本洋子II WAVE:2                                    | 林原惠                                                                     | 「JUST MOMENT PLEASE！」                             | 廣播劇《宇宙戰艦山本洋子》相關歌曲                         |
| 8月21日  | 秀逗魔導士TRY TREASURY☆BGM                                   | 林原惠                                                                     | 「Breeze [TV Size]」                                 | 電視動畫《秀逗魔導士TRY》片頭主題曲                        |
| 8月21日  | 秀逗魔導士TRY TREASURY☆BGM                                   | 林原惠                                                                     | 「don't be discouraged [HEARTBEAT MIX]」             | 電視動畫《秀逗魔導士TRY》相關歌曲                          |
| 8月21日  | 秀逗魔導士TRY TREASURY☆BGM                                   | 林原惠                                                                     | 「Breeze [WINDSTORM MIX]」                           | 電視動畫《秀逗魔導士TRY》相關歌曲                          |
| 8月21日  | 秀逗魔導士TRY TREASURY☆BGM                                   | 林原惠                                                                     | 「don't be discouraged [TV Size]」                   | 電視動畫《秀逗魔導士TRY》片尾主題曲                        |
| 9月26日  | 秀逗魔導士EXCELLENT THE MOTION PICTURE "G"                   | 林原惠                                                                     | 「Reflection <LAST SUMMER MIX>」                     | 電影動畫《秀逗魔導士GREAT》相關歌曲                        |
| 9月26日  | 秀逗魔導士EXCELLENT THE MOTION PICTURE "G"                   | 林原惠                                                                     | 「Reflection <MOVIE Size VERSION>」                  | 電影動畫《秀逗魔導士GREAT》主題歌                          |
| 10月22日 | 秀逗魔導士TRY TREASURY☆BGM2                                  | 林原惠                                                                     | 「EXIT→RUNNING [Fictional TV Size]」                 | 電視動畫《秀逗魔導士TRY》相關歌曲                          |
| 1998年   |                                                              |                                                                            |                                                      |                                                            |
| 2月21日  |                                                              | 原朋直                                                                     | 「」                                                 |                                                            |
| 2月21日  | 「」                                                         | 原朋直                                                                     |                                                      |                                                            |
| 3月4日   | 萬能文化貓娘 SONGS 真似木丘學園篇                            | 林原惠                                                                     | 「Fine colorday（TV size）」                         | 電視動畫《萬能文化貓娘》片頭主題曲                         |
| 3月4日   | 萬能文化貓娘 SONGS 真似木丘學園篇                            | 林原惠                                                                     | 「」                                                 | 電視動畫《萬能文化貓娘》插入歌                             |
| 3月18日  | WILD HALF 廣播劇專輯 Encounter2                              | 林原惠                                                                     | 「kaleido scope」                                    | 廣播劇《WILD HALF》形象歌曲                                |
| 4月3日   | 萬能文化貓娘 SONGS-2 夏目家族和三島產業篇                    | 林原惠                                                                     | 「」                                                 | 電視動畫《萬能文化貓娘》插入歌                             |
| 4月3日   | 萬能文化貓娘 SONGS-2 夏目家族和三島產業篇                    | 林原惠                                                                     | 「」                                                 | 電視動畫《萬能文化貓娘》片尾主題曲                         |
| 6月5日   | 萬能文化貓娘 歌唱&原聲音樂專輯                               | 林原惠                                                                     | 「」                                                 | 電視動畫《萬能文化貓娘》插入歌                             |
| 6月18日  | 機械女神J again 日本城 吟詠詩集真打                          | 林原惠                                                                     | 「hesitation」                                       | OVA《機械女神J again》片頭主題曲                           |
| 6月18日  | 機械女神J again 日本城 吟詠詩集真打                          | 林原惠                                                                     | 「」                                                 | OVA《機械女神J again》片頭主題曲                           |
| 6月18日  | 機械女神J again 日本城 吟詠詩集真打                          | 林原惠                                                                     | 「I'll be there（Ballade Version）」                 | OVA《機械女神J again》片尾主題曲                           |
| 7月3日   | 失落的宇宙 Tracks Contents 1                                 | 林原惠                                                                     | 「～infinity～∞（TV Size）」                         | 電視動畫《失落的宇宙》片頭主題曲                           |
| 7月3日   | 失落的宇宙 Tracks Contents 1                                 | 林原惠                                                                     | 「EXTRICATION（TV Size）」                           | 電視動畫《失落的宇宙》片尾主題曲                           |
| 8月6日   | raks-ati ～我會保護你～                                      | 林原惠                                                                     | 「」                                                 | PlayStation《3×3 EYES ～轉輪王幻夢～》片頭主題曲           |
| 9月4日   | 失落的宇宙 Tracks Contents 2                                 | 林原惠                                                                     | 「EXTRICATION <Freak Lounge Mix>」                   | 電視動畫《失落的宇宙》相關歌曲                             |
| 9月4日   | 失落的宇宙 Tracks Contents 2                                 | 林原惠                                                                     | 「～infinity～∞ <Shooting Star Mix>」                | 電視動畫《失落的宇宙》相關歌曲                             |
| 10月9日  | 秀逗魔導士GORGEOUS THE MOTION PICTURE "Go"                   | 林原惠                                                                     | 「raging waves <TURQUOISE MIX>」                     | 電影動畫《秀逗魔導士GORGEOUS》相關歌曲                     |
| 11月6日  | 失落的宇宙 Tracks Contents 3                                 | 林原惠                                                                     | 「～infinity～∞ <Future Shock Mix>」                 | 電視動畫《失落的宇宙》相關歌曲                             |
| 11月6日  | 失落的宇宙 Tracks Contents 3                                 | 林原惠                                                                     | 「EXTRICATION <Space Dub Mix>」                      | 電視動畫《失落的宇宙》相關歌曲                             |
| 12月16日 | 機械女神J to X 原聲音樂專輯 其之一「日本城春待月乙女紀行」   | 林原惠                                                                     | 「Proof of Myself <TV size>」                        | 電視動畫《機械女神J to X》片頭主題曲                       |
| 12月16日 | 機械女神J to X 原聲音樂專輯 其之一「日本城春待月乙女紀行」   | 林原惠、興梠里美                                                           | 「」                                                 | 電視動畫《機械女神J to X》相關歌曲                         |
| 12月16日 | 機械女神J to X 原聲音樂專輯 其之一「日本城春待月乙女紀行」   | 林原惠                                                                     | 「十六夜（La la la Ver.）」                          | 電視動畫《機械女神J to X》相關歌曲                         |
| 12月16日 | 機械女神J to X 原聲音樂專輯 其之一「日本城春待月乙女紀行」   | 林原惠                                                                     | 「Lively Motion <TV size>」                          | 電視動畫《機械女神J to X》片尾主題曲                       |
| 1999年   |                                                              |                                                                            |                                                      |                                                            |
| 1月8日   | 原聲音樂專輯 萬能文化貓娘DASH！＋<plus>                      | 林原惠                                                                     | 「A HOUSE CAT（OVA SIZE）」                          | OVA《萬能文化貓娘DASH！》片頭主題曲                        |
| 1月8日   | 原聲音樂專輯 萬能文化貓娘DASH！＋<plus>                      | 林原惠                                                                     | 「」                                                 | OVA《萬能文化貓娘DASH！》片尾主題曲                        |
| 2月18日  | 機械女神J to X 歌集『日本城初花月乙女紀行』                  | 林原惠、興梠里美                                                           | 「」                                                 | 電視動畫《機械女神J to X》相關歌曲                         |
| 5月19日  | 機械女神J to X 音樂集『日本城吹喜月乙女紀行』                | 林原惠                                                                     | 「Proof of Myself（TV size·Type-II）」               | 電視動畫《機械女神J to X》片頭主題曲                       |
| 5月19日  | 機械女神J to X 音樂集『日本城吹喜月乙女紀行』                | 林原惠                                                                     | 「Lively Motion（TV size·Type-II）」                 | 電視動畫《機械女神J to X》片尾主題曲                       |
| 5月19日  | 機械女神J to X 音樂集『日本城吹喜月乙女紀行』                | 林原惠、白鳥由里、平松晶子                                                 | 「」                                                 | 電視動畫《機械女神J to X》相關歌曲                         |
| 6月4日   | the BEST of SLAYERS [from TV & RADIO]                        | 林原惠、奧井雅美                                                           | 「」                                                 | 電視動畫《秀逗魔導士》相關歌曲                             |
| 6月4日   | the BEST of SLAYERS [from TV & RADIO]                        | 林原惠                                                                     | 「EXIT→RUNNING（REMIX）」                            | 電視動畫《秀逗魔導士》相關歌曲                             |
| 6月4日   | the BEST of SLAYERS [from TV & RADIO]                        | 林原惠、鈴木真仁                                                           | 「」                                                 | 電視動畫《秀逗魔導士》相關歌曲                             |
| 6月4日   | the BEST of SLAYERS [from TV & RADIO]                        | 林原惠、松本保典、綠川光、鈴木真仁                                         | 「SLAYERS 4 the future」                             | 電視動畫《秀逗魔導士》相關歌曲                             |
| 6月4日   | the BEST of LOST UNIVERSE [from TV]                          | 林原惠                                                                     | 「EXTRICATION（P.G.F. Perfumix）」                   | 電視動畫《失落的宇宙》相關歌曲                             |
| 6月4日   | the BEST of LOST UNIVERSE [from TV]                          | 林原惠                                                                     | 「～infinity～∞（Red Zone Mix）」                    | 電視動畫《失落的宇宙》相關歌曲                             |
| 6月4日   | the BEST of LOST UNIVERSE [from TV]                          | 林原惠                                                                     | 「」                                                 | 電視動畫《失落的宇宙》相關歌曲                             |
| 12月16日 | SABER MARIONETTE VOCAL HISTORY from "J"→"JtoX" and "R"       | 林原惠                                                                     | 「hesitation（REMIX）」                              | 電視動畫《機械女神》相關歌曲                               |
| 12月16日 | SABER MARIONETTE VOCAL HISTORY from "J"→"JtoX" and "R"       | 林原惠                                                                     | 「Proof of Myself（REMIX）」                         | 電視動畫《機械女神》相關歌曲                               |
| 12月16日 | SABER MARIONETTE VOCAL HISTORY from "J"→"JtoX" and "R"       | 林原惠、興梠里美                                                           | 「」                                                 | 電視動畫《機械女神》相關歌曲                               |
| 12月16日 | SABER MARIONETTE VOCAL HISTORY from "J"→"JtoX" and "R"       | 林原惠                                                                     | 「Lively Motion（REMIX）」                           | 電視動畫《機械女神》相關歌曲                               |
| 12月16日 | SABER MARIONETTE VOCAL HISTORY from "J"→"JtoX" and "R"       | 林原惠、白鳥由里、平松晶子                                                 | 「」                                                 | 電視動畫《機械女神》相關歌曲                               |
| 2000年   |                                                              |                                                                            |                                                      |                                                            |
| 5月24日  | 布斯卡！布斯卡!! 音樂集之貳·替玉！                           | 林原惠                                                                     | 「」                                                 | 東京電視台系列《布斯卡！布斯卡!!》片頭主題曲               |
| 5月24日  | 布斯卡！布斯卡!! 音樂集之貳·替玉！                           | 林原惠                                                                     | 「」                                                 | 東京電視台系列《布斯卡！布斯卡!!》片尾主題曲               |
| 7月19日  | MERMAID                                                      | GLAY                                                                       | 「ROCK ICON」                                        |                                                            |
| 9月21日  | 原始聲音文件 純情房東俏房客                                  | 林原惠                                                                     | 「」                                                 | 電視動畫《純情房東俏房客》片頭主題曲                       |
| 9月21日  | 原始聲音文件 純情房東俏房客                                  | 林原惠                                                                     | 「」                                                 | 電視動畫《純情房東俏房客》片尾主題曲                       |
| 12月21日 | 無敵王Trizenon 完整聲音文件 -覺醒篇-                         | 林原惠                                                                     | 「unsteady（TV ver.）」                              | 電視動畫《無敵王Trizenon》片頭主題曲                       |
| 12月21日 | 無敵王Trizenon 完整聲音文件 -覺醒篇-                         | 林原惠                                                                     | 「lost in you（TV ver.）」                           | 電視動畫《無敵王Trizenon》片尾主題曲                       |
| 2001年   |                                                              |                                                                            |                                                      |                                                            |
| 1月24日  | ～聖誕特別篇～ 純情房東俏房客 WINTER SPECIAL                 | 林原惠                                                                     | 「」                                                 | 電視動畫《純情房東俏房客》最終回片尾主題曲                 |
| 3月7日   | Tales of Eternia -the animation- 原聲音樂「」                | 林原惠                                                                     | 「」                                                 | 電視動畫《永恆傳奇》插入歌                                 |
| 6月6日   | ～春節特別篇～ 純情房東俏房客 SPRING SPECIAL                 | 林原惠                                                                     | 「」                                                 | 電視動畫《純情房東俏房客》最終回片尾主題曲                 |
| 6月27日  | 漫畫形象專輯 通靈王                                          | 林原惠                                                                     | 「」                                                 | 漫畫《通靈王》形象專輯                                     |
| 2002年   |                                                              |                                                                            |                                                      |                                                            |
| 3月27日  | 通靈王 Vocal Collection 歌之萬辭苑                           | 林原惠                                                                     | 「Over Soul（TV VERSION）」                          | 電視動畫《通靈王 (2001年版)》片頭主題曲                    |
| 3月27日  | 通靈王 Vocal Collection 歌之萬辭苑                           | 林原惠                                                                     | 「trust you（TV VERSION）」                          | 電視動畫《通靈王 (2001年版)》片尾主題曲                    |
| 5月22日  | 阿倍野橋魔法商店街 原聲音樂 阿倍野橋魔法☆音樂館              | 林原惠                                                                     | 「Treat or Goblins（TV size）」                      | 電視動畫《阿倍野橋魔法商店街》片頭主題曲                   |
| 5月22日  | 阿倍野橋魔法商店街 原聲音樂 阿倍野橋魔法☆音樂館              | 林原惠                                                                     | 「」                                                 | 電視動畫《阿倍野橋魔法商店街》片尾主題曲                   |
| 6月26日  | 通靈王 MELODY of THE SPIRITS ～精靈們的調查～                | 林原惠                                                                     | 「Northern lights（TV VERSION）」                    | 電視動畫《通靈王 (2001年版)》片頭主題曲                    |
| 6月26日  | 通靈王 MELODY of THE SPIRITS ～精靈們的調查～                | 林原惠                                                                     | 「」                                                 | 電視動畫《通靈王 (2001年版)》片尾主題曲                    |
| 10月23日 | 通靈王 廣播劇&角色歌曲專輯 與恐山會面 ～prologue to shaman～ | 林原惠                                                                     | 「Northern lights（ballade version）」               | 電視動畫《通靈王 (2001年版)》相關歌曲                      |
| 2007年   |                                                              |                                                                            |                                                      |                                                            |
| 2月21日  | 校園烏托邦 學美向前衝！ ♥原聲音樂♥ 聖櫻學生會 合奏I          | 林原惠                                                                     | 「A Happy Life TV-Size Ver.」                        | 電視動畫《校園烏托邦 學美向前衝！》片頭主題曲              |
| 2月21日  | 校園烏托邦 學美向前衝！ ♥原聲音樂♥ 聖櫻學生會 合奏I          | 林原惠                                                                     | 「Lucky & Happy TV-Size Ver.」                       | 電視動畫《校園烏托邦 學美向前衝！》片尾主題曲              |
| 2009年   |                                                              |                                                                            |                                                      |                                                            |
| 7月8日   | 福音戰士新劇場版：破 原聲音樂                                | 林原惠                                                                     | 「」                                                 | 電影動畫《福音戰士新劇場版：破》插入歌                     |
| 7月8日   | 福音戰士新劇場版：破 原聲音樂                                | 林原惠                                                                     | 「」                                                 | 電影動畫《福音戰士新劇場版：破》插入歌                     |
| 7月8日   | 福音戰士新劇場版：破 原聲音樂                                | 林原惠                                                                     | 「」                                                 | 電影動畫《福音戰士新劇場版：破》插入歌                     |
| 7月8日   | 福音戰士新劇場版：破 原聲音樂                                | 林原惠                                                                     | 「」                                                 | 電影動畫《福音戰士新劇場版：破》插入歌                     |
| 11月25日 | Love & Peace = Paradise                                      | 真野惠里菜                                                                 | 「 = 」                                              | 兒童節目《Hello Kitty's樂園 peace》片頭主題曲              |
| 12月23日 |                                                              | 林原惠                                                                     | 「Give a reason ～iXUS PASSiON REMiX～」             |                                                            |
| 12月23日 | 「」                                                         | 林原惠                                                                     |                                                      |                                                            |
| 2014年   |                                                              |                                                                            |                                                      |                                                            |
| 12月24日 | THE WORLD！EVANGELION JAZZ NIGHT =THE TOKYO III JAZZ CLUB=   | 林原惠                                                                     | 「COME SWEET DEATH, SECOND IMPACT」                  | 電視動畫《新世紀福音戰士》相關歌曲                         |
| 12月24日 | THE WORLD！EVANGELION JAZZ NIGHT =THE TOKYO III JAZZ CLUB=   | 林原惠                                                                     | 「DILEMMATIC TRIANGLE OPERA」                        | 電視動畫《新世紀福音戰士》相關歌曲                         |
| 12月24日 | THE WORLD！EVANGELION JAZZ NIGHT =THE TOKYO III JAZZ CLUB=   | 林原惠                                                                     | 「THE IMAGE OF BLACK ME」                            | 電視動畫《新世紀福音戰士》相關歌曲                         |
| 2015年   |                                                              |                                                                            |                                                      |                                                            |
| 11月11日 | 日本動畫人展覽會 聲樂收藏                                    | 林原惠                                                                     | 「SKY5」                                             | 日本動畫人展覽會「」插入歌                                 |
| 2017年   |                                                              |                                                                            |                                                      |                                                            |
| 12月27日 |                                                              | 高橋洋子                                                                   | 「」                                                 |                                                            |
| 12月27日 | 「」                                                         | 高橋洋子                                                                   |                                                      |                                                            |
| 12月27日 | 林原惠                                                       | 「」                                                                       |                                                      |                                                            |
| 12月27日 | 林原惠                                                       | 「」                                                                       |                                                      |                                                            |
| 2019年   |                                                              |                                                                            |                                                      |                                                            |
| 7月24日  | 原聲音樂 傀儡大馬戲團                                        | 林友樹 & 林原惠                                                            | 「」                                                 | 電視動畫《傀儡馬戲團》形象歌曲                             |
| 7月24日  | 原聲音樂 傀儡大馬戲團                                        | 林友樹 & 林原惠                                                            | 「」                                                 | 電視動畫《傀儡馬戲團》形象歌曲                             |
| 2021年   |                                                              |                                                                            |                                                      |                                                            |
| 3月17日  | Shiro SAGISU Music from "SHIN EVANGELION"                    | 林原惠                                                                     | 「」                                                 | 電影動畫《新·福音戰士劇場版:│▌》插入歌                     |
| 3月17日  | Shiro SAGISU Music from "SHIN EVANGELION"                    | 林原惠                                                                     | 「 ==」                                              | 電影動畫《新·福音戰士劇場版:│▌》插入歌                     |
| 2022年   |                                                              |                                                                            |                                                      |                                                            |
| 5月25日  | 「通靈王」角色歌曲集                                         | 林原惠                                                                     | 「Soul salvation ～Flowering period～」              | 電影動畫《通靈王 (2021年版)》相關歌曲                      |
| 2023年   |                                                              |                                                                            |                                                      |                                                            |
| 3月8日   | EVANGELION:3.0+1.0 THRICE UPON A TIME original sound track   | 林原惠                                                                     | 「」                                                 | 電影動畫《新·福音戰士劇場版:│▌》插入歌                     |

### 商業搭配
| 樂曲                              | 商業搭配                                                    | 收錄作品                                 |
| --------------------------------- | ----------------------------------------------------------- | ---------------------------------------- |
| 約定好的喲                        | 東京電視台電視動畫《鴨子向前衝》片頭主題曲                  | 單曲《約定好的喲》                       |
| Happy Happy                       | 東京電視台電視動畫《鴨子向前衝》片尾主題曲                  | 單曲《約定好的喲》                       |
| 七彩的運動鞋                      | 關西電台廣播節目《林原惠的心路小站》主題歌                  | 單曲《七彩的運動鞋》                     |
| 擁抱夢想                          | 日本電視台電視動畫《魔法公主 明琪桃子 擁抱夢想》片頭主題曲  | 單曲《擁抱夢想》                         |
| 我愛你勝過愛我！                  | 日本電視台電視動畫《魔法公主 明琪桃子 擁抱夢想》片尾主題曲  | 單曲《擁抱夢想》                         |
| 祝我生日快樂                      | OVA《萬能文化貓娘》第1期片頭主題曲                          | 專輯《Perfume》                          |
| 春貓不思議月夜 -告訴我Happiness-  | OVA《萬能文化貓娘》第1期片頭主題曲                          | 單曲《春貓不思議月夜 -告訴我Happiness-》 |
| Touch me softly                   | OVA《萬能文化貓娘》第1期形象歌曲                            | 單曲《春貓不思議月夜 -告訴我Happiness-》 |
| Tokyo Boogie Night                | TBS廣播電台節目《林原惠的東京不羈夜》主題歌                 | 專輯《WHATEVER》                         |
| OUR GOOD DAY… 我們的GOOD DAY      | 東京電視台電視動畫《熱血最強哥修羅》片尾主題曲              | 單曲《OUR GOOD DAY… 我們的GOOD DAY》     |
| 夢 Hurry Up                       | OVA《萬能文化貓娘》第2期片頭主題曲                          | 單曲《夢 Hurry Up》                      |
|                                   | OVA《萬能文化貓娘》第2期片尾主題曲                          | 單曲《夢 Hurry Up》                      |
| Until Strawberry Sherbet          | 文化放送廣播劇 赤堀悟劇場《爆走獵人》主題歌                 | 單曲《Until Strawberry Sherbet》         |
| Sunday Afternoon                  | 文化放送廣播劇 赤堀悟劇場《爆走獵人》片尾主題曲             | 單曲《Until Strawberry Sherbet》         |
| FAI·FAI·TU！                      | 文化放送廣播劇 赤堀悟劇場《爆走獵人》片尾主題曲             | 專輯《Enfleurage》                       |
| Bon Voyage！                      | OVA《MINKY MOMO IN 啟程之站》主題曲                         | 專輯《SPHERE》                           |
| Touch and Go!!                    | 東京電視台電視動畫《BLUE SEED》片尾主題曲                   | 單曲《Touch and Go!!》                   |
| MIDNIGHT BLUE                     | 東映配給電影動畫《劇場版 秀逗魔導士》主題歌                 | 單曲《MIDNIGHT BLUE》                    |
| Shining Girl                      | 東映配給電影動畫《劇場版 秀逗魔導士》主題歌                 | 單曲《MIDNIGHT BLUE》                    |
| Going History                     | TBS廣播電台節目《秀逗魔導士EX.》片頭主題曲                  | 單曲《Going History》                    |
| 灼熱之戀                          | TBS廣播電台節目《秀逗魔導士EX.》片尾主題曲                  | 單曲《Going History》                    |
| Give a reason                     | 東京電視台電視動畫《秀逗魔導士NEXT》片頭主題曲              | 單曲《Give a reason》                    |
| Give a reason                     | 東京電視台電視動畫《秀逗魔導士EVOLUTION-R》第13話插入歌     | 單曲《Give a reason》                    |
| 在無限的慾望之中                  | OVA《秀逗魔導士SPECIAL》主題歌                              | 單曲《在無限的慾望之中》                 |
| Touch Yourself                    | OVA《秀逗魔導士SPECIAL》插入歌                              | 單曲《在無限的慾望之中》                 |
| Touch Yourself                    | Sega Saturn、PlayStation遊戲《秀逗魔導士Royal》主題歌       | 單曲《在無限的慾望之中》                 |
| Just be conscious                 | 東映配給電影動畫《秀逗魔導士RETURN》主題歌                  | 單曲《Just be conscious》                |
| RUN ALL THE WAY！                 | 東映配給電影動畫《秀逗魔導士RETURN》形象歌曲                | 單曲《Just be conscious》                |
| RUN ALL THE WAY！                 | OVA《秀逗魔導士SPECIAL》插入歌                              | 單曲《Just be conscious》                |
| Successful Mission                | 東京電視台電視動畫《機械女神J》片頭主題曲                   | 單曲《Successful Mission》               |
| I'll be there                     | 東京電視台電視動畫《機械女神J》片尾主題曲                   | 單曲《Successful Mission》               |
| don't be discouraged              | 東京電視台電視動畫《秀逗魔導士TRY》片尾主題曲               | 單曲《don't be discouraged》             |
| Breeze                            | 東京電視台電視動畫《秀逗魔導士TRY》片頭主題曲               | 單曲《don't be discouraged》             |
| Reflection                        | 東映配給電影動畫《秀逗魔導士GREAT》主題歌                   | 單曲《Reflection》                       |
| GLORIA ～只想告訴你～             | 東映配給電影動畫《秀逗魔導士GREAT》形象歌曲                 | 單曲《Reflection》                       |
| Fine colorday                     | 東京電視台電視動畫《萬能文化貓娘》片頭主題曲                | 單曲《Fine colorday》                    |
|                                   | 東京電視台電視動畫《萬能文化貓娘》片尾主題曲                | 單曲《Fine colorday》                    |
| ～infinity～∞                     | 東京電視台電視動畫《失落的宇宙》片頭主題曲                  | 單曲《～infinity～∞》                    |
| EXTRICATION                       | 東京電視台電視動畫《失落的宇宙》片尾主題曲                  | 單曲《～infinity～∞》                    |
| raging waves                      | 東映配給電影動畫《秀逗魔導士GORGEOUS》主題歌                | 單曲《raging waves》                     |
| I & Myself                        | Sega Saturn、PlayStation遊戲《秀逗魔導士Royal 2》主題歌     | 單曲《raging waves》                     |
| A HOUSE CAT                       | OVA《萬能文化貓娘DASH！》片頭主題曲                         | 單曲《A HOUSE CAT》                      |
| 幸福是一點一點堆積起來的          | OVA《萬能文化貓娘DASH！》片尾主題曲                         | 單曲《A HOUSE CAT》                      |
| Proof of Myself                   | 東京電視台電視動畫《機械女神JtoX》片頭主題曲                | 單曲《Proof of Myself》                  |
| Lively Motion                     | 東京電視台電視動畫《機械女神JtoX》片尾主題曲                | 單曲《Proof of Myself》                  |
| question at me                    | 朝日電視台特攝影集《千年王國三槍手》主題歌                  | 單曲《question at me》                   |
| 布斯卡！布斯卡!!                  | 東京電視台特攝影集《布斯卡！布斯卡!!》片頭主題曲            | 單曲《布斯卡！布斯卡!!》                 |
|                                   | 東京電視台特攝影集《布斯卡！布斯卡!!》片尾主題曲            | 單曲《布斯卡！布斯卡!!》                 |
| 櫻花綻放                          | 東京電視台電視動畫《純情房東俏房客》片頭主題曲              | 單曲《櫻花綻放》                         |
| 如果有你                          | 東京電視台電視動畫《純情房東俏房客》片尾主題曲              | 單曲《櫻花綻放》                         |
| unsteady                          | TBS電視動畫《無敵王Trizenon》片頭主題曲                     | 單曲《unsteady》                         |
| lost in you                       | TBS電視動畫《無敵王Trizenon》片尾主題曲                     | 單曲《unsteady》                         |
| Over Soul                         | 東京電視台電視動畫《通靈王 (2001年版)》片頭主題曲           | 單曲《Over Soul》                        |
| Over Soul                         | PlayStation遊戲《通靈王 Spirit of Shamans》片頭主題曲       | 單曲《Over Soul》                        |
| Over Soul                         | 廣播劇CD《通靈王 與恐山會面》片頭主題曲                     | 單曲《Over Soul》                        |
| trust you                         | 東京電視台電視動畫《通靈王 (2001年版)》片尾主題曲           | 單曲《Over Soul》                        |
| feel well                         | 東映配給電影動畫《秀逗魔導士 PREMIUM》主題歌                | 單曲《feel well》                        |
| 倫巴、倫巴                        | 東映配給電影動畫《秀逗魔導士 PREMIUM》形象歌曲              | 單曲《feel well》                        |
| brave heart                       | 東京電視台電視動畫《通靈王 (2001年版)》插入歌               | 單曲《brave heart》                      |
| Northern lights                   | 東京電視台電視動畫《通靈王 (2001年版)》片頭主題曲           | 單曲《Northern lights》                  |
| 影像                              | 東京電視台電視動畫《通靈王 (2001年版)》片尾主題曲           | 單曲《Northern lights》                  |
| Tokyo Boogie Night [2002 version] | TBS廣播電台節目《林原惠的東京不羈夜》主題歌                 | 專輯《feel well》                        |
| Treat or Goblins                  | 電視動畫《阿倍野橋魔法商店街》片頭主題曲                    | 單曲《Treat or Goblins》                 |
| 你的心                            | 電視動畫《阿倍野橋魔法商店街》片尾主題曲                    | 單曲《Treat or Goblins》                 |
| faint love                        | 東京電視台電視動畫《朝霧的巫女》片頭主題曲                  | 單曲《KOIBUMI》                          |
| 天未亮、夜已過                    | 東京電視台電視動畫《朝霧的巫女》插入歌                      | 單曲《KOIBUMI》                          |
| KOIBUMI                           | 東京電視台電視動畫《朝霧的巫女》片尾主題曲                  | 單曲《KOIBUMI》                          |
| 別認輸、別認輸…                   | 關西電台廣播節目《林原惠的心路小站》片尾主題曲              | 單曲《別認輸、別認輸…》                  |
| Meet again                        | 電視動畫《秀逗魔導士》10週年紀念形象歌曲                    | 單曲《Meet again》                       |
| A Happy Life                      | 東京電視台電視動畫《校園烏托邦 學美向前衝！》片頭主題曲     | 單曲《A Happy Life》                     |
| 影像                              | 東京電視台電視動畫《校園烏托邦 學美向前衝！》片尾主題曲     | 單曲《A Happy Life》                     |
| Plenty of grit                    | 東京電視台電視動畫《秀逗魔導士REVOLUTION》片頭主題曲        | 單曲《Plenty of grit》                   |
| Revolution                        | 東京電視台電視動畫《秀逗魔導士REVOLUTION》片尾主題曲        | 單曲《Plenty of grit》                   |
| Front breaking                    | 東京電視台電視動畫《秀逗魔導士EVOLUTION-R》片頭主題曲       | 單曲《Front breaking》                   |
| 砂時計                            | 東京電視台電視動畫《秀逗魔導士EVOLUTION-R》片尾主題曲       | 單曲《Front breaking》                   |
| 前往集結之園                      | 《CR新世紀福音戰士 ～最後的使者～》形象歌曲                 | 單曲《到集中的花園》                     |
| 集結的命運                        | 《CR福音戰士 ～開始的福音～》形象歌曲                       | 單曲《集結的命運》                       |
| 翼                                | Aniplex配給電影動畫《殼中少女 排氣》主題歌                  | 單曲《翼》                               |
| 奇異恩典 -Amazing Grace-          | Aniplex配給電影動畫《殼中少女 排氣》插入歌                  | 單曲《翼》                               |
| 薄冰殉情                          | MBS、TBS電視動畫《昭和元祿落語心中》片頭主題曲              | 單曲《薄冰殉情》                         |
| 臨終的死神                        | MBS、TBS電視動畫《昭和元祿落語心中 -助六再現篇-》片頭主題曲 | 單曲《臨終的死神》                       |
| 前往集結之園 ～SECOND IMPACT～    | 《CR福音戰士X》搭載曲                                       | 專輯《Fifty～Fifty》                     |
| Soul salvation                    | 東京電視台電視動畫《通靈王 (2021年版)》片頭主題曲           | 單曲《Soul salvation》                   |
| ＃我指尖所向之處                  | 東京電視台電視動畫《通靈王 (2021年版)》片尾主題曲           | 單曲《Soul salvation》                   |
|                                   | 《P哥吉拉對新世紀福音戰士 ～G細胞覺醒～》主題歌             | 單曲《》                                 |
|                                   | 《P哥吉拉對新世紀福音戰士 ～G細胞覺醒～》主題歌             | 單曲《》                                 |
|                                   | 《柏青哥 新世紀福音戰士新劇場版》主題歌                     | 單曲《」                                 |
|                                   | 《柏青哥 新世紀福音戰士新劇場版》主題歌                     | 單曲《」                                 |
| Gathering                         | 《P哥吉拉對福音戰士 G細胞覺醒》主題歌                       | 單曲《Gathering》                        |

### 填詞提供
| 歌手名     | 樂曲           | 收錄（首次收錄）       | 年份 | 作詞   | 作曲     | 自翻唱                    |
| ---------- | -------------- | ---------------------- | ---- | ------ | -------- | ------------------------- |
| 堀江由衣   |                | 專輯《樂園》           | 2004 | MEGUMI | Funta    |                           |
| 保志總一朗 | Starting again | 單曲《Starting again》 | 2007 | MEGUMI | 高橋剛   | 精選專輯《VINTAGE White》 |
| 保志總一朗 |                | 專輯《ONE SONGS》      | 2012 | MEGUMI | 俊龍     |                           |
| 椿鬼奴     | Brace yourself | 專輯《IVKI》           | 2018 | MEGUMI | 堂島孝平 |                           |
| 宮田俊哉   | [ 250 ]        | 專輯《FREE HUGS！》    | 2019 | MEGUMI | 山田高弘 |                           |

### LIVE
| 公演年份 | 形式     | 活動名稱                       | 公演日、地點                              |
| -------- | -------- | ------------------------------ | ----------------------------------------- |
| 2017年   | 單人LIVE | 林原惠 1st LIVE -會與你見面的- | 全1場公演：6月11日 中野太陽廣場（東京都） |

## 著作物

### 定期連載
主要長期連載
- JUMP UP STATION（《Animedia》1991年4月號—約1994年）
- SWEET TIME EXPRESS（《AnimeV》1994年3月號—1996年10月號）[注 49]
- （《夕刊富士》關西版、1996年11月12日—1998年9月29日）[注 50]
- （《月刊Newtype》1999年1月號—2004年9月號）[注 51]
- （《月刊Newtype》2005年1月號—2008年7月號）[注 52]

其它短期連載
- （《東京新聞》2002年9月21日—2003年7月16日）
- （《TOKYO HEADLINE》2003年9月—2004年春天，全12回）[252]
- （全2回，2003年）[65]
- （手機網站，全8回，約2008年9月）
- （《讀賣新聞》週二夕刊紙面，全4回，2010年7月27日、8月3日、8月10日、8月17日）

等

### 單行本、文庫
本人著作
- 《還有明天 ～SWEET TIME EXPRESS～》（學習研究社：1996年 ISBN 978-4-05-601425-9）
  - 《還有明天 ～SWEET TIME EXPRESS～》 【】（角川書店，〈Teens Ruby文庫〉：2001年 ISBN 978-4-04-444501-0）
  - 《還有明天 ～SWEET TIME EXPRESS～》 【】（角川書店，〈Sneaker文庫〉：2002年 ISBN 978-4-04-444502-7）
- （角川書店：1997年 ISBN 978-4-04-341401-7）
- 神奇寶貝繪本系列《胖丁的美妙夢境》（小學館：1998年 ISBN 978-4-09-728730-8）
- 《船到橋頭自然直 總會有辦法的》（角川書店：1999年 ISBN 978-4-04-853139-9）
  - 《船到橋頭自然直 總會有辦法的》【】（角川書店，〈角川Sneaker文庫〉：2003年 ISBN 978-4-04-444503-4）
- 《這顆星》（KTC中央出版：2002年 ISBN 978-4-87758-237-1）
- 《林原惠的愛在相逢之時…》（角川書店：2002年 ISBN 978-4-04-853504-5）
- 《林原惠的愛在相逢之時…第二季》（角川書店：2003年 ISBN 978-4-04-853610-3）
- 《林原惠的愛在相逢之時…最終季》（角川書店：2004年 ISBN 978-4-04-853757-5）
- （音樂專科社：2007年 ISBN 978-4-87279-208-9）
- （角川書店：2009年 ISBN 978-4-04-854367-5）
- 《林原惠的角色故事：奮鬥到底》（KADOKAWA：2021年 ISBN 9-78-4-04-109252-1）

其它相關書籍
- 樂譜集
  - （東京音樂書院：1997年 ISBN 978-4-8114-2757-7）
  - （東京音樂書院：2000年 ISBN 978-4-8114-4586-1）
  - （東京音樂書院：2000年 ISBN 978-4-8114-4743-8）
  - （東京音樂書院：2000年 ISBN 978-4-8114-4764-3）
  - （KMP：2002年 ISBN 978-4-7732-1962-3）
  - （KMP：2004年 ISBN 978-4-7732-2153-4）

## 得獎榮譽
※下面只列出本人、本人的歌曲、廣播節目、對扮演角色的表彰／認證，或在排名中排名第一的獎項。
- TBS廣播
  - 金話筒獎（2001年）[41]
  - 最佳表現獎（2001年）
- 第1屆（1996年）神戶動畫獎[253][254][255]
  - 部門獎 配音員部門（1996年）
- 日本動畫大獎
  - 個人獎 女性配音員部門（1989年度）
  - 粉絲大獎 女性角色部門（1989年度）
- Animage、Anime Grand Prix[50][256]
  - 配音員部門 第1名（1989年度—1993年度、1995年度—2001年度）
  - 女性角色部門 第1名（1995年度—1997年度）
- VOICE ANIMAGE
  - 綜合Grand Prix部門 第1名（1998年度—1999年度）
  - 女性配音員部門 第1名（1997年度—1999年度）
  - 女主角部門 第1名（1996年度—1998年度）
  - 女配角部門 第1名（1998年度—2001年度）
  - 廣播主持人部門 第1名（1997年度、1999年度—2001年度）
  - 音樂部門
    - 動畫歌曲部份 第1名（1998年度、2000年度）
    - 單曲部份 第1名（1999年度）
    - 專輯部份 第1名（1996年度—1997年度、1999年度）
- Animedia 動畫角色大獎 MVP（1995年度—1997年度）[注 53]
- 範子與伸太的動畫爭霸 Anime Grand Prix[注 53]
  - 最優秀配音員獎（1991年、1994年—2002年）
  - 最優秀音樂獎（1996年、2001年、2003年）
- - 年度動畫歌曲 第1名（1996年—1998年、2000年、2002年）
- SOMETHING DREAMS 多媒體倒數計時
  - 年度排行 第1名（1996年、1998年—1999年）
- 平成動畫歌曲大獎[257]
  - 配音歌曲獎（1989年—1999年）『Give a reason』
- 第38屆Best-Jeanist 2021「協議會選出部⾨」得獎（2021年度）[258]
- 日本唱片協會 CD黃金認證[注 54]

單曲
| 年度         | 曲名                 | 發行日期       |
| ------------ | -------------------- | -------------- |
| 1996年7月度  | Give a reason        | 1996年4月24日  |
| 1997年4月度  | Successful Mission   | 1996年10月23日 |
| 1997年5月度  | don't be discouraged | 1997年4月23日  |
| 1997年7月度  | Reflection           | 1997年4月23日  |
| 2003年10月度 | 櫻花綻放             | 2000年5月24日  |
| 2003年10月度 | Over Soul            | 2001年8月29日  |
| 2003年10月度 | Northern lights      | 2002年3月27日  |

專輯
| 年度         | 曲名      | 發行日期       |
| ------------ | --------- | -------------- |
| 1996年11月份 | bertemu   | 1996年11月1日  |
| 1997年8月份  | Irāvatī   | 1997年8月6日   |
| 1999年11月份 | 輕飄飄    | 1999年10月27日 |
| 2003年10月份 | VINTAGE S | 2000年4月26日  |
| 2003年10月份 | VINTAGE A | 2000年6月21日  |
| 2003年10月份 | feel well | 2002年6月26日  |

須付費音樂發佈認定
- 完整電話鈴聲 雙白金：到集中的花園（2015年1月份）
- 完整電話鈴聲 黃金：集結的命運（2011年1月份）、Over Soul、Northern lights（2014年5月份）

## 腳註

## 外部連結
- MEGUMI HOUSE （页面存档备份，存于） （日語）—KING AMUSEMENT CREATIVE為林原惠專設的官方網站。
- 林原惠的X（前Twitter） （日語）（2023年4月26日—）
- （日語）—林原惠的官方個人部落格（Ameba Blog，2023年3月30日—）。
- （日語）—林原惠的官方個人部落格（Ameba Blog，2017年5月18日—2023年3月30日）
- ，存于 （日語）—林原惠的官方個人部落格（Ameba Blog，2015年4月4日—2017年5月18日）。